# Glosar de alimentație
Acest glosar conține termeni din domeniul alimentației, gastronomiei, alimentației publice, tehnologiei alimentare și băuturilor.

## A
- abataj:

- sacrificare cu vărsare de sânge a animalelor în abator;
- totalitatea operațiilor executate în abator, de la introducerea animalelor în sala de tăiere până la distribuirea cărnii.

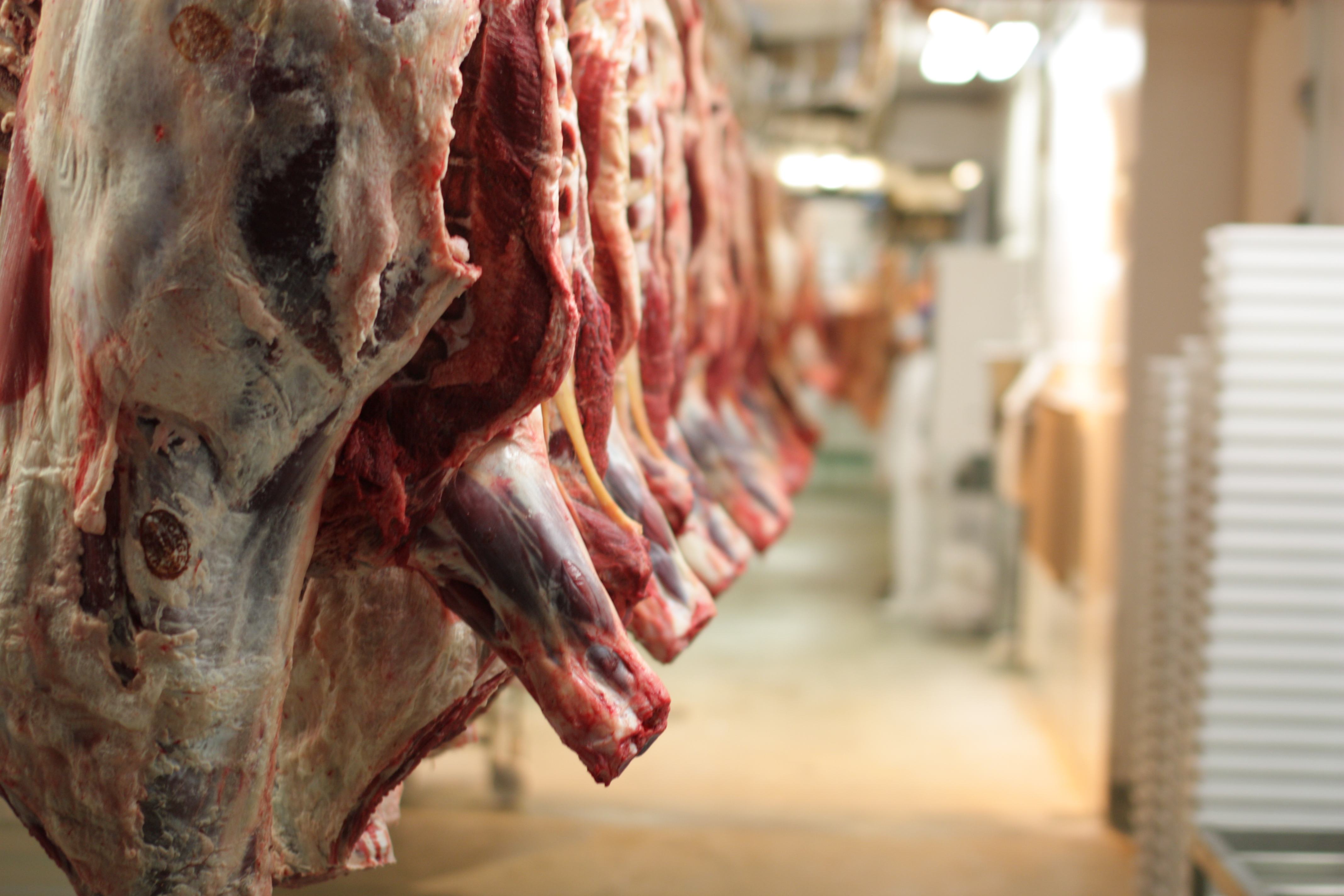
Vite tranșate la abator

- abator - totalitatea clădirilor și instalațiilor care servesc la pregătirea animalelor pentru sacrificare, la sacrificare, la pregătirea cărnii pentru furnizarea și la expedierea ei.
- abioză - procedeu de conservare a alimentelor prin distrugerea microorganismelor existente în acestea și prin aplicarea termosterilizării, fotosterilizării, chimiosterilizării și sterilizării mecanice.

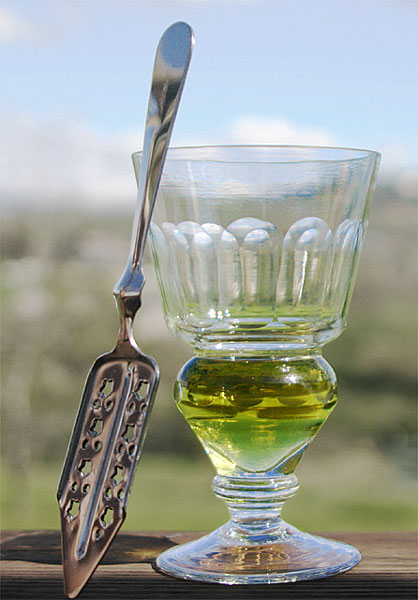
Pahar de absint cu linguriță pentru mestecat

- absint - băutură alcoolică tare, de culoare verzuie, preparată din frunzele unei specii de pelin (Artemisia absinthium).
- acadea - bomboană preparată din zahăr topit (sinonim: lollipop).
- acetimetru (variantă: acetometru) - instrument pentru măsurarea tăriei oțetului.
- acid - despre un aliment în care se adaugă suc de lămâie sau oțet.

- acid benzoic - antiseptic utilizat pentru conservarea alimentelor.
- acid carminic - colorant alimentar cu numărul E 120.
- acid citric - acid organic care se găsește în citrice.
- acid gras - acid organic, principal constituent al lipidelor și care, împreună cu glucidele, constituie sursa de energie a organismului.

- acid gras esențial - categorie de grăsimi, care includ acidul linoleic și acidul linolenic, pe care organismul nu le produce, dar sunt importante pentru sinteza de hormoni; surse: alune, soia, tofu, somon, sardine, hering, macrou, ulei de floarea soarelui, de porumb, uleiul de șofrănel și uleiul de semințe de in.

- acidobutirometrie - metodă de dozare a materiei grase din lapte.
- acidofilín - lapte fermentat cu Lactobacillus acidophilus și Steptococcus lactis, în scopul îmbunătățirii calităților gustative, precum și o mai bună conservare.
- acrirea vinului - boală a vinului provocată de bacterii acetice, care oțetesc vinul.
- aditiv alimentar  - substanță adăugată unui aliment în scopul creșterii randamentului tehnologic, pentru ameliorarea calităților organoleptice (culoare, miros, gust, formă); fiecare aditiv este marcat printr-un număr E.
- ad'oli - maioneză cu usturoi, servită cu ouă, pește sau melci.
- advocaat - lichior olandez onctuos, făcut din alcool, gălbenuș de ou bătut și zahăr, aromatizat cu ienupăr.
- afinare - purificare a zahărului brut, proces care precedă decolorarea și rafinarea acestuia.
- afinată - băutură alcoolică preparată din afine.
- afumare - expunere la fum a unor produse ca: pește, carne, fructe pentru conservare sau pentru a obține un gust specific.
- afumător - amenajare pentru afumarea cărnii în scopul conservării.
- afumătură - produs alimentar conservat prin expunere la fum.
- agar-agar - substanță zaharoasă extrasă din alge marine, utilizată în industria alimentară sau ca mediu de cultură pentru unele bacterii.
- agent de îngroșare - substanță adăugată la alimente pentru a îmbunătăți calitatea, inclusiv gustul, aroma și aspectul, prin creșterea sau reducerea vâscozității acestora sau prin redarea unei texturi mai dense.
- agroalimentar - (despre produse) care provine din agricultură, care se referă la producția sau la comercializarea alimentelor de origine agricolă.
- ajvar - condiment preparat în principal din ardei gras și vinete, specific spațiului iugoslav.

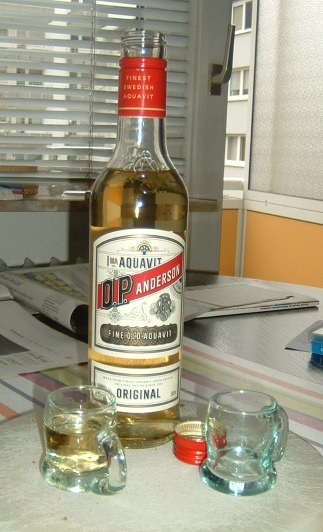
Akvavit suedez

- akvavit (aquavit) - rachiu de cereale la care se adaugă substanțe aromatice (chimen, anason, mărar), fabricat și consumat în Scandinavia.
- à la... - termen francez desemnând "în stil...".

- à la Bordelaise - provenind din Bordeaux sau in stil Bordeaux.
- à la Bourguignonne - preparat în Burgundia.
- à la carte - mod de servire în care preparatele sunt prezentate separat, iar clientul își creează singur meniul.
- à la grecque - mod de preparare al unor ciorbe prin adăugarea de gălbenuș și smântână.
- à la King - sos Bechamel cu ciuperci și ardei.
- à la Marechale⁠(d) - bucăți de carne prăjite cu unt.
- à la mode - prăjitură acoperită cu înghețată.
- à la Provençale - preparat cu ulei de măsline, usturoi și pătrunjel.

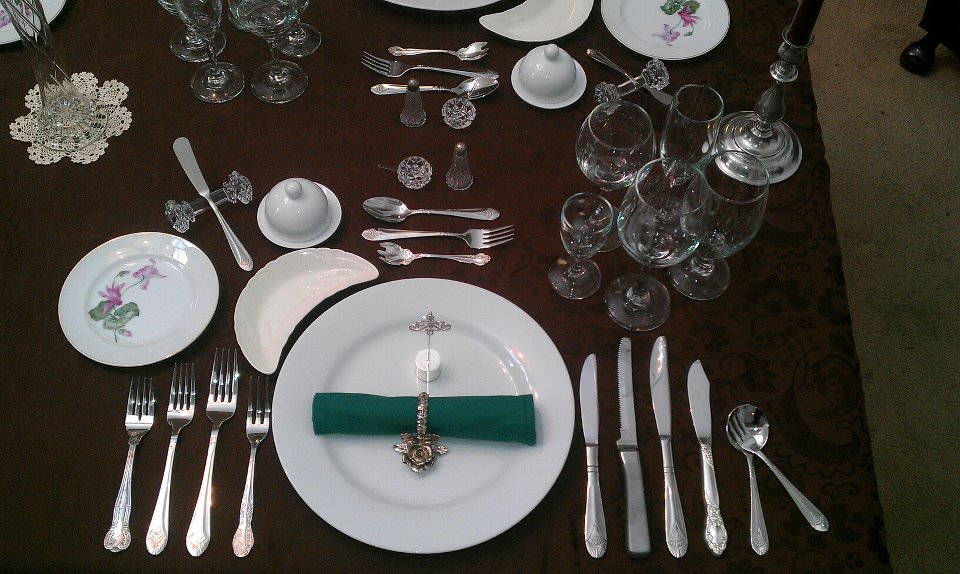
Serviciu ' pentru 8 persoane

- à la russe⁠(d) - prezentare a mesei, când preparatele sunt aduse în ordine prestabilită, pe rând, fiecare fel fiind servit individual fiecărui oaspete.

- albire - decolorarea, purificarea unor produse alimentare (cum ar fi zahăr, ulei, legume), cu ajutorul decoloranților, prin opărire sau prin menținere în soluții cu suc de lămâie sau cu sare de lămâie etc.
- albumină - grup de proteine conținute în serul sangvin, în lapte, ouă, mușchi, ca și în unele vegetale, solubile în apă.
- albuș - substanță albuminoidă, vâscoasă și transparentă, care înconjoară gălbenușul ouălor de păsări și care prin încălzire devine alb și consistent.
- al dente - despre paste făinoase, când după fierbere sunt ușor tari.
- alergeni alimentari⁠(d) - substanțe prezente în alimente care declanșează reacția de apărare a sistemului imunitar al organismului, în special la persoanele cu predispoziție la alergii.
- aleurometru - instrument cu ajutorul căruia se determină calitatea glutenului din făina de cereale.
- aleuronat - produs alimentar, bogat în proteine, obținut din gluten, din care se fac preparate culinare dietetice pentru diabetici.
- al forno - termen italian ce înseamnă "la cuptor" (vezi și au four).
- aliment - produs în stare naturală sau prelucrat, care conține substanțe nutritive, precum proteine, glucide, grăsimi și componente nenutritive ca fibrele, necesare ca hrană pentru întreținerea activității vitale.

- aliment certificat ecologic - produs alimentar obținut dintr-o cultură agricolă care nu utilizează substanțe chimice periculoase (conservanți, coloranți, pesticide, fungicide) și nici nu este rezultatul vreunei manipulări genetice.
- aliment de bază - aliment ce constituie  partea dominantă a unei diete, asigurând o mare parte din necesarul de energie și de nutrienți.
- aliment esențial - aliment care furnizează substanțele nutritive și compușii necesari pentru menținerea sănătății și funcționarea optimă a organismului; exemple: fructe, legume, proteine, carbohidrați, grăsimi sănătoase, lactate etc.
- aliment funcțional - aliment ce conține componente cu beneficii asupra sănătății, exemple: lactobacil (iaurt), fitoestrogeni (soia), fibre alimentare (cereale integrale).
- aliment natural⁠(d) - produs care nu au fost supus unui proces semnificativ de modificare sau prelucrare chimică și nu conține aditivi artificiali, conservanți, coloranți⁠(d) sau alte substanțe chimice sintetice.
- aliment organic - termen referitor la acele produse alimentare care sunt obținute prin agricultură ecologică și procesate⁠(d) conform unor standarde stricte.
- aliment procesat⁠(d) - mâncare a cărei structură a fost modificată prin acțiune chimică sau mecanică, exemple: pâine, lapte degresat, conserve de carne, ciocolată, biscuiți umpluți, chipsuri, înghețată etc.
- aliment ultraprocesat - produs alimentar care a suferit multiple etape de procesare și care include ingrediente industriale și aditivi alimentari care nu sunt folosiți în mod obișnuit în bucătăria casnică; este conceput pentru a fi gata de consum sau gata de încălzit și de obicei conțin ingrediente precum zahăr adăugat, uleiuri rafinate, grăsimi trans, sare, agenți de îngroșare, coloranți artificiali, arome, emulgatori și conservanți.

- alimentație - proces complex de introducere în organism a substanțelor nutritive și de transformare a lor în compuși chimici relativ simpli, utilizați de organism pentru formarea și reînnoirea țesuturilor și organelor, precum și ca sursă de energie.

- alimentație publică - rețea de societăți comerciale care asigură o activitate de pregătire și comericializare a  produselor alimentare (preparate culinare, produse de cofetărie-patiserie și băuturi) către populație, însoțită de servicii specifice care permit consumul acestora pe loc.
- alimentație sănătoasă - alimentație care corespunde nevoilor organismului pentru o bună funcționare/stare de sănătate.

- alivenci - turte din mălai sau făină, cu lapte, unt, brânză, ouă și smântână, coaptă la cuptor, obișnuită în Moldova.
- alterabil - (despre alimente, materii organice, produse etc.) care se alterează cu ușurință (la căldură).
- alterare - modificarea structurală a unui aliment sub acțiunea mediului înconjurător (aer, umiditate, lumină, microorganisme etc.) și care astfel își pierde valorile nutritive și chiar devine toxic.
- aluat - produs păstos intermediar, alcătuit dintr-un amestec de făină de grâu, apă și adaosuri, utilizat în panificație și patiserie (sinonim: cocă).
- alveograf - aparat pentru determinarea capacității făinii de a face cu apa un aluat bun; sinonim: extensometru.
- alveolă - fiecare dintre cavitățile balconetului unui frigider, în care se păstrează ouăle.
- alviță  - produs zaharos obținut din caramel frecat la cald cu extract de ciuín (Saponaria officinalis) și adaos de nuci, migdale, alune și esențe aromate.
- amandină:

- prăjitură preparată din ciocolată și cremă (de migdale);
- bomboană în formă de migdală, umplută cu cremă de ciocolată și tăvălită în cacao.
- amaretto - lichior de migdale originar din Italia.
- ambalarea alimentelor - procesul de învelire și protejare a produselor alimentare pentru a le păstra prospețimea, a preveni contaminarea și a facilita transportul și manipularea; aceasta include utilizarea de materiale specifice care să asigure integritatea și siguranța alimentelor pe parcursul lanțului de aprovizionare.

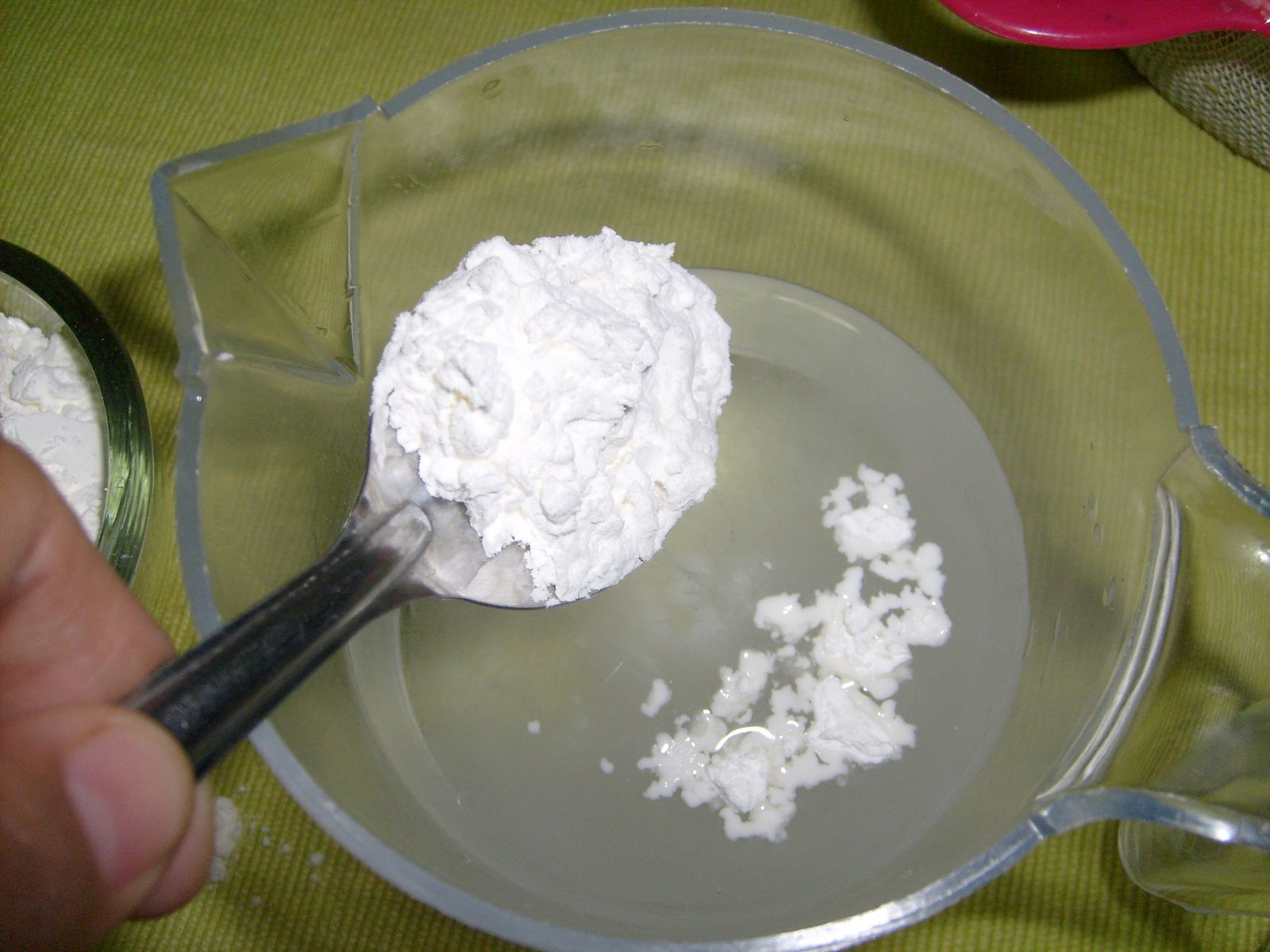
Amidon

- amidon - compus organic reprezentând forma de stocare a hidrocarburilor în majoritatea plantelor și un constituent major al dietei; este folosit în industria alimentară ca agent de îngroșare (sau gelifiere), de reținere a umidității, de legare și ca stabilizator.
- amilograf - aparat care măsoară și înregistrează consistența gelului de amidon dintr-o făină, pentru a determina calitățile de panificație ale acesteia.
- amilogramă - diagramă înregistrată la amilograf.
- amiloliză - procedeu utilizat în panificație și la fabricarea băuturilor alcoolice pentru hidroliza amidonului în maltoză sub acțiunea unor enzime din făină sau din malț.
- amuse-gueule - aperitiv, de mici dimensiuni, servit la începutul mesei.
- anason - (Pimpinella anisum) plantă erbacee aromatică originară din Orient, cu flori mici albe și ale cărei fructe se întrebuințează drept condiment și la prepararea unor rachiuri.
- ancăr - șervețel pe care-l țin chelnerii în mână sau sub braț.
- andivă - mugur hipertrofiat al plantei Cichorium endivia (cicoare-de-grădină), obținut printr-o cultivare specială la întuneric și din care se pregătesc salate.
- anghema(c)ht - mâncare cu carne (de pui sau de miel) înăbușită și gătită în sos alb de lămâie.
- anghinare - plantă erbacee spinoasă, cultivată ca plantă culinară pentru solzii cărnoși și receptaculul floral care sunt foarte pufoși.
- Angostura - biter concentrat, pe bază de rom și suc din scoarța unui arbust din America de Sud.
- aniset (sau anisette) - lichior francez preparat din alcool, apă, zahăr și anason.
- anisidină - esență aromatică extrasă din anason, care se folosește la aromatizarea unor băuturi alcoolice.
- anrobare - (despre alimente) acoperire cu un strat protector; înglobare.
- anșoa - pește mic din Marea Mediterană și Oceanul Atlantic; pastă preparată din acest pește și servită ca aperitiv.
- antiaderent - (despre tigăi, oale etc.) de care nu se prinde mâncarea.
- antiaterogen - aliment care previne sau diminuează procesul de ateroscleroză.
- anticancerigen - aliment care are efecte de protecție împotriva cancerului, de exemplu antioxidanții naturali (cei care se găsesc în stare naturală în fructe, legume sau plante).
- antioxidant - substanță ce previne sau diminuează procesele de oxidare caracteristice organismului (antioxidanți naturali: vitaminele C, E etc., antioxidanți ca suplimente, medicamente) sau alimentelor (antioxidanți ca aditivi: E300-E340).
- antipaste - gustări reci asortate (salate de fructe de mare, anșoa, măsline etc.) servite ca aperitiv în Italia și în restaurante cu specific italian.
- antreu - fel de mâncare care se servește ca aperitiv; primul fel dintr-un meniu.

Antricotul la o vacă

- antricot - bucată de carne tăiată între coaste; friptură din această carne.
- aparel - cremă fină rezultată în urma fierberii unei compoziții de zahăr, lapte, ouă, unt, cacao sau arome.
- apă carbogazoasă - băutură răcoritoare obținută prin saturarea cu dioxid de carbon sub presiune a apei potabile; se îmbuteliază în sticle sau sifoane, de unde provine și termenul "sifon" (sinonime: apă carbonatată, apă gazoasă).
- apă carbonatată - vezi apă carbogazoasă.
- apă de trandafiri - lichid obținut prin infuzarea petalelor de trandafir în apă, folosit și pentru aromatizarea unor preparate culinare.
- apă gazoasă - vezi apă carbogazoasă.
- apă minerală - apă extrasă din anumite izvoare și care conține săruri, gaze și substanțe radioactive, având anumite proprietăți terapeutice.
- aperitiv:

- gustări picante, servite cu scopul de a stimula pofta de mâncare (sinonim: entrée);
- băutură alcoolică consumată înainte de masă cu același scop.
- apetisant - care stimulează pofta de mâncare.
- aprozar - magazin specializat în vânzarea de produse agroalimentare.
- aquavit - vezi akvavit.
- aqua vitae - lichior sau coniac distilat.
- arac - rachiu de orez sau din must de nucă de cocos, de culoare gălbuie și cu miros puternic, asemănător la gust cu romul.

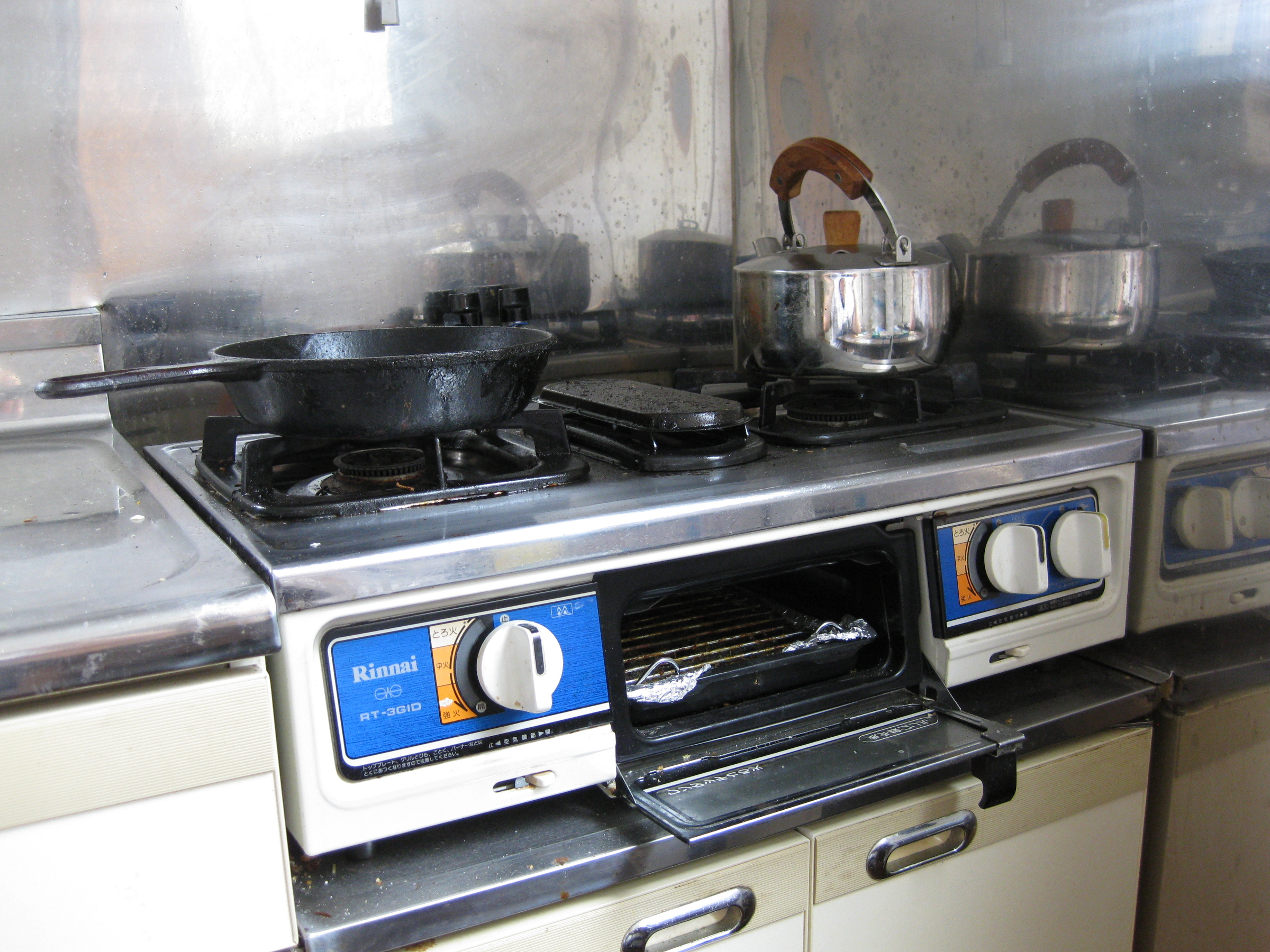
Aragaz japonez

- aragaz - mașină de gătit sau reșou care folosește drept combustibil un gaz lichefiat conținând 90% butan, păstrat sub presiune în butelii speciale sau provenit din rețeaua de gaze naturale.
- ardei gras - fructul plantei Capsicum annuum, foarte utilizat în bucătăria mediteraneeană și europeană în general, fiind o sursă bogată în vitamine, minerale, antioxidanți și fibre.
- ardei iute - fructul plantei Capsicum annuum var. annuum sau Capsicum frutescens, care este extrem de iute, conținând capsaicină care îi conferă gustul picant caracteristic.
- arginină - aminoacid necesar pentru funcționarea în bune condiții a hipofizei  și care se găsește în: nuci, ciocolată, floricele de porumb, dulciuri pe bază de gelatină, orezul brun, făină de ovăz, stafidele, semințe de susan și floarea soarelui, pâinea integrală și alte alimente bogate în proteine.
- Armagnac - vinars francez, care devine coniac prin învechire în butoaie timp de 40 de ani.
- aromatizant - substanță aromată care se adaugă unui produs alimentar pentru a-i da un miros plăcut.
- aromă - miros plăcut al unui aliment apetisant; substanță care conferă acest miros.
- arpacaș - produs obținut prin decorticarea, degerminarea și șlefuirea boabelor de orz, grâu, mei.
- asezonare - adăugare de ingrediente (sare, piper, oțet, ulei, condimente, mirodenii etc.) unui preparat pentru a-i da gust, fără a denatura caracteristicile componentelor sale.
- Ashke Pithe - prăjitură de orez din Extremul Orient.
- asmățui - vezi hazmațuchi.
- asomare - operație de abator care constă în amețirea animalelor înainte de sacrificare, prin lovire în frunte, prin electrocutare etc.
- aspartam - substanță folosită ca îndulcitor; este de 200 de ori mai dulce decât zaharoza (zahăr).
- aspic - zeamă de carne și oase, foarte concentrată, coagulată la rece; se poate prepara și cu gelatină.
- assiette anglaise - sortiment de cărnuri reci (salam, șuncă, galantină etc.), eventual însoțit de murături, salată verde, aspic, pe o farfurie individuală.
- aterogen - aliment sau produs care mărește riscul de apariție a aterosclerozei, de exemplu: grăsimile saturate, grăsimile trans și colesterolul alimentar.
- au four - termen francez care înseamnă "la cuptor" (vezi și al forno).

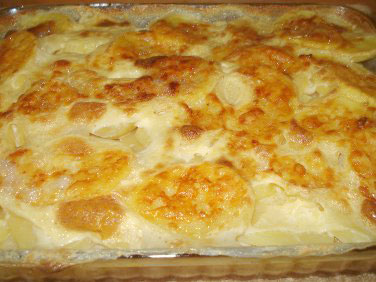
Cartofi au gratin

- au gratin - termen francez care desemnează acoperirea mâncării gătite la cuptor cu brânză și pesmet, pentru a obține o crustă.
- au jus - termen francez care înseamnă "servit cu suc natural".
- au lait - termen francez care înseamnă "servit cu lapte".
- autoservire:

- procedeu de vânzare care elimină sau reduce la minim munca vânzătorilor, permițând clienților să-și aleagă direct și să se servească singuri cu mărfurile expuse în magazin sau cu mâncărurile din localuri de alimentație publică;
- magazin sau local de alimentație publică în care se practică acest procedeu.
- autosifon - dispozitiv alcătuit dintr-o mică butelie de acid carbonic și un tub, atașat la un recipient de metal care învelește o sticlă, în care se prepară sifonul la domiciliu.
- avocado - fruct tropical, bogat în grăsimi nesaturate, de obicei consumat crud.
- azorubin - colorant alimentar cu numărul E 122.

## B
- baba - prăjitură din aluat moale și pufos, îmbibat în rom, în formă de ciupercă.
- baba neagră - desert tradițional în bucătăria moldovenească, apreciat pentru textura sa densă, gustul bogat, ușor caramelizat și aroma specifică, realizat din ingrediente simple și având o culoare închisă.
- babeurre - derivat acidulat din lapte degresat, folosit în alimentația sugarilor.
- babic - un fel de salam sau cârnat, preparat din carne crudă (amestec egal de carne de vacă și de oaie), puternic condimentat și presat în formă de baton plat.
- baclava - prăjitură de origine orientală, foarte dulce, din foi subțiri, nuci sau migdale pisate și miere ori sirop de zahăr.

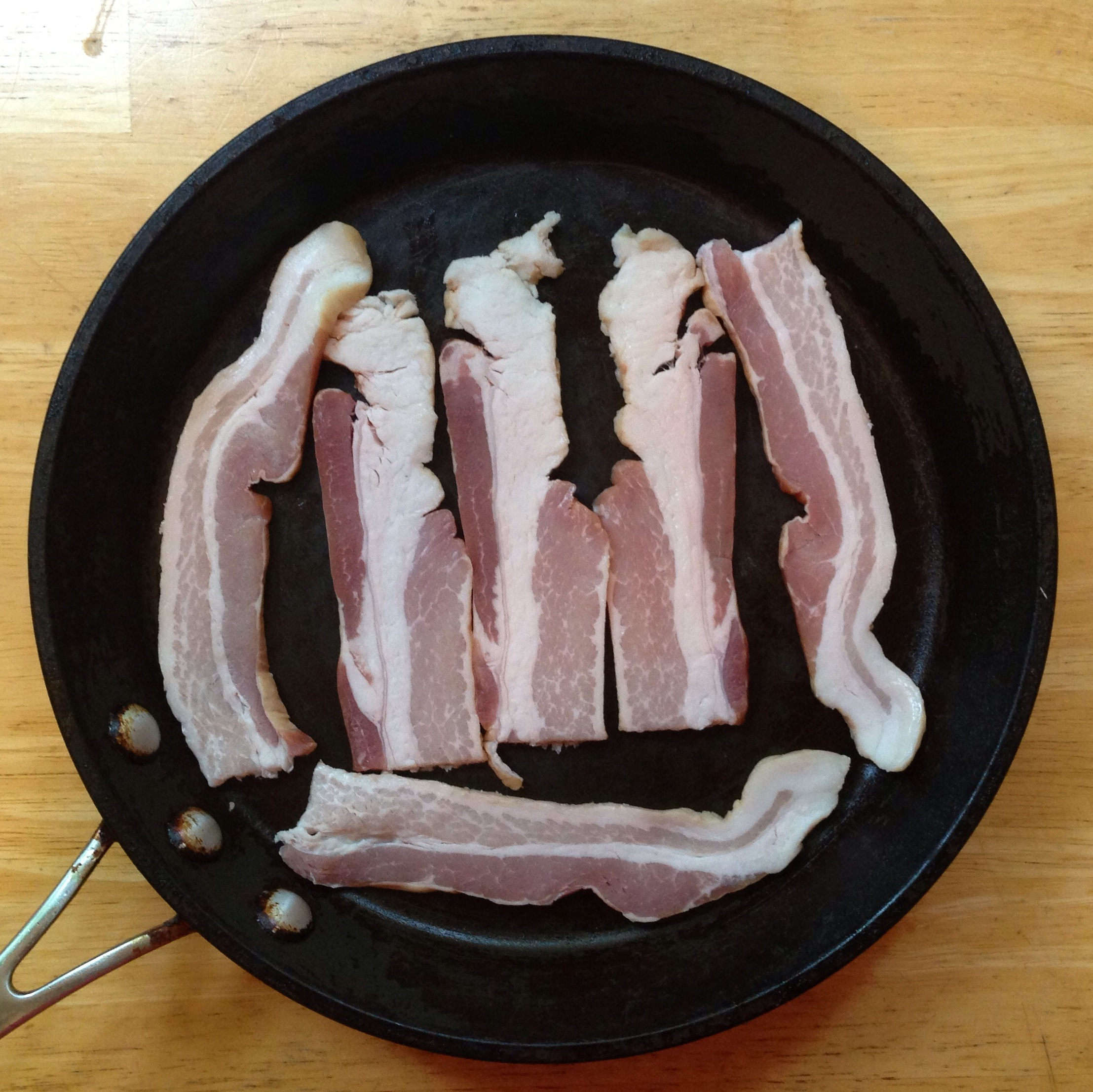
Felii de bacon în tigaie

- bacon - carne de porc, sărată și afumată, obținută în urma îngrășării animalului în special cu nutrețuri bogate în proteine.
- baghetă -  pâine albă lungă și subțire preparată dintr-un aluat special, specific patiseriei franceze.
- bain-marie:

- metodă de fierbere prin care vasul cu alimentul respectiv este plasat într-un alt vas cu apă care se încălzește direct;
- tavă mare cu apă caldă în care se mențin preparatele la temperatura potrivită în vederea servirii.
- baiț - compoziție din legume, condimente, vin și oțet, care se folosește pentru marinarea produselor din carne.
- balconet - balcon mic practicat în ușa unui frigider, unde se depozitează ouă, sticle etc.; vezi și alveolă.
- balmoș - preparat ciobănesc din mămăligă, unt, caș, smântână sau din caș dulce de oaie, fiert în lapte (sau unt) cu puțin mălai.
- bamă - plantă leguminoasă (Hibiscus esculentus), al cărei fruct, asemănător cu o păstaie, este folosit în alimentație ca legumă.
- bambus - băutură alcoolică preparată din vin roșu și cola, consumată în țările din fosta Iugoslavie.
- banchet - masă festivă, dată în cinstea unei persoane sau cu prilejul unui eveniment deosebit; festin.
- bar:

- (spațiu separat dintr-un) local în care se servesc băuturi alcoolice, cafea etc. în care consumatorii stau, de obicei, în picioare sau pe scaune înalte în fața unei tejghele;
- tejghea (înaltă) acoperită cu marmură, metal etc. unde se servesc băuturi (preparate pe loc);
- (compartiment într-un) dulap în care se țin sticlele cu băuturi alcoolice (fine) și pahare;
- local (luxos) de noapte cu program muzical-distractiv.
- barată - aparat de omogenizare și emulsionare, folosit la fabricarea margarinei.
- barbecue - carne prăjită pe grătar sau la cuptor, stropită cu un sos special, cu oțet.
- barchetă - vezi corăbioară.
- bardare - îmbrăcare cu felii de slănină a suprafeței unei bucăți de carne (de exemplu vânat) pentru fript.
- barot - amestec din granule mici de nuci, alune, caramel cu nucă, ciocolată, fondant etc.
- barotare - îmbrăcare a suprafeței torturilor, prăjiturilor sau marginea, cu barot.
- batardă - pâine preparată dintr-un aluat special, specific patiseriei franceze, care este mai scurtă decât bagheta.
- baterie - vas cu gheață pentru răcirea sticlelor cu băutură; (sticlele cu) băutură care se află într-un asemenea vas.

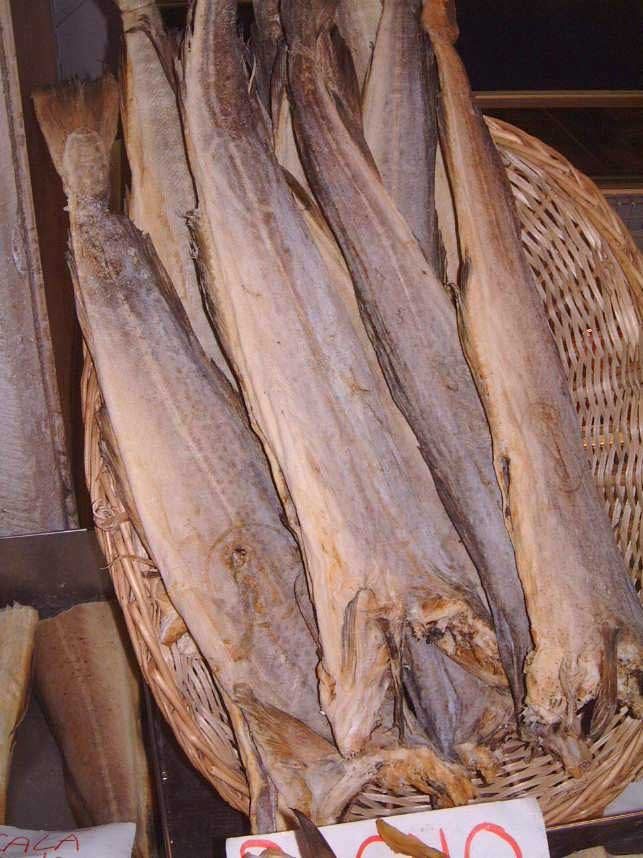
Batog

- batog:

- produs alimentar preparat din spinare de morun sau de nisetru, sărată și afumată;
- (prin generalizare) carne de pește sărată și afumată.
- baton:

- bucată (de ciocolată, de vanilie etc.) lunguiață sau în formă de bastonaș; baston;
- produs de panificație având forma lunguiață.
- băcănie - prăvălie în care se vând diferite produse alimentare.
- bătător - vergea cu care se bate laptele prins sau smântâna în putinei, ca să se aleagă untul.
- băutură - preparat lichid care poate fi băut pentru a opri setea, ca medicament sau în scop recreațional.

- băutură alcoolică - băutură care conține etanol și este consumată în scop recreațional.
- băutură dulce - băutură care conține zahăr și fructoză în cantități mari, care, la consum exagerat, poate dăuna sănătății.

- bechamel (scris și beșamel) - sos alb, pe bază de lapte sau smântână.
- bénédictine (sau benedictină) - lichior de origine franceză, preparat prin macerarea în alcool a unor plante aromate, preparat după rețeta călugărilor benedictini.

Mărci de bere olandeză

- bere - băutură alcoolică rezultată din fermentarea alcoolică a unei infuzii sau a unei decocții de malț și de hamei.

- bere de fructe - bere obținută prin fermentarea sucului de fructe printr-un proces similar cu cel al berii obișnuite.

- berginizare - procedeu tehnologic de obținere a zahărului alimentar din celuloză.
- beșamel - vezi bechamel.
- beteală - zahăr fiert cu apă până la consistența vâscoasă, tras în fire subțiri cu ajutorul unei furculițe sau lopățele din lemn.
- bețișoare - pereche de două bucăți de lemn sau alt material, de dimensiuni egale, care se utilizează ca tacâmuri în Asia de Est.
- bezea - prăjitură din albuș de ou bătut cu zahăr.
- bicarbonat (de sodiu) - sare albă solubilă în apă, folosită la prepararea prafului de copt.
- biftec - felie de carne de vacă friptă la grătar sau în tigaie; altă denumire: steak.
- biftec tartar - biftec cu carne crudă tocată, servit cu ceapă tocată, piper pisat, verdeață, boia de ardei, unt, sare, castraveciori cornișon în oțet, mărunțiți, capere și gălbenuș de ou crud.
- bigi-bigi - pastă gelatinoasă comestibilă (roșie), dulce, amestecată cu miez de nucă, asemănătoare cu rahatul.
- biltong - preparat din carne uscată, specific țărilor din sudul Africii.
- bio, produs ~ - produs rezultat dintr-o agricultură sau tehnologie ce nu utilizează substanțe chimice (conservanți, coloranți, pesticide, fungicide etc.) sau manipulări genetice; sinonime: produs eco, produs organic.
- biscuit - produs obținut dintr-un aluat dens, afânat pe cale chimică și prezentat sub diverse forme, mai ales plate.
- bismarck - scrumbie marinată și preparată cu maioneză.
- bistro(u) - mic local în care se servește rapid, consumându-se aperitive, băuturi alcoolice, răcoritoare.
- bișof - băutură alcoolică fierbinte obținută prin macerarea în vin a lămâii sau portocalei.
- biter - băutură alcoolică dulce-amăruie, preparată prin macerarea unor substanțe în alcool (de ienupăr) și consumată ca aperitiv sau în scopuri terapeutice.
- blanchet(ă) - preparat culinar asemănător cu o tocăniță, din bucăți de carne albă (vițel, miel, pasăre, măruntaie) în sos alb pe bază de rântaș alb sau îngroșător, cu adaos de ou și smântână (vezi și ciulama).
- blanșare - (altă variantă blanșisare):

- sterilizare prin opărire a cărnii, legumelor sau fructelor, destinate preparării conservelor;
- eliminarea sângelui din carne, prin ținerea acesteia în apă călduță;
- fierberea scurtă a unor ingrediente pentru a le "albi", adică pentru a le păstra o culoare și o textură adecvată în vederea preparării propriu-zise.
- blat - foaie din aluat, preparată din ouă, zahăr, făină și arome, fiind suportul solid al unor prăjituri și torturi.
- blend - termen englezesc, desemnând "amestec".
- blender - aparat electrocasnic folosit la mărunțirea, pasarea și omogenizarea unor alimente.
- blinie - preparat rusesc, făcut dintr-un aluat de clătite, așezat în straturi și umplut cu brânză, pește etc.
- Bloody Mary - cocktail pregătit la bar și alcătuit din: cuburi mici de gheață, câteva picături de sos englezesc, suc de lămâie, vodcă și suc de roșii.
- boască - vezi tescovină.
- Bock - tip de bere din Germania cu conținut ridicat de alcool.
- boiá (de ardei) - condiment obținut din ardei iute uscat și pisat (altă denumire: paprika).
- bol - vas rotund în care se prepară sau se servesc mâncărurile.
- bombaj - deformare prin bombare a capacelor cutiilor de conserve, indicând alterarea produselor.

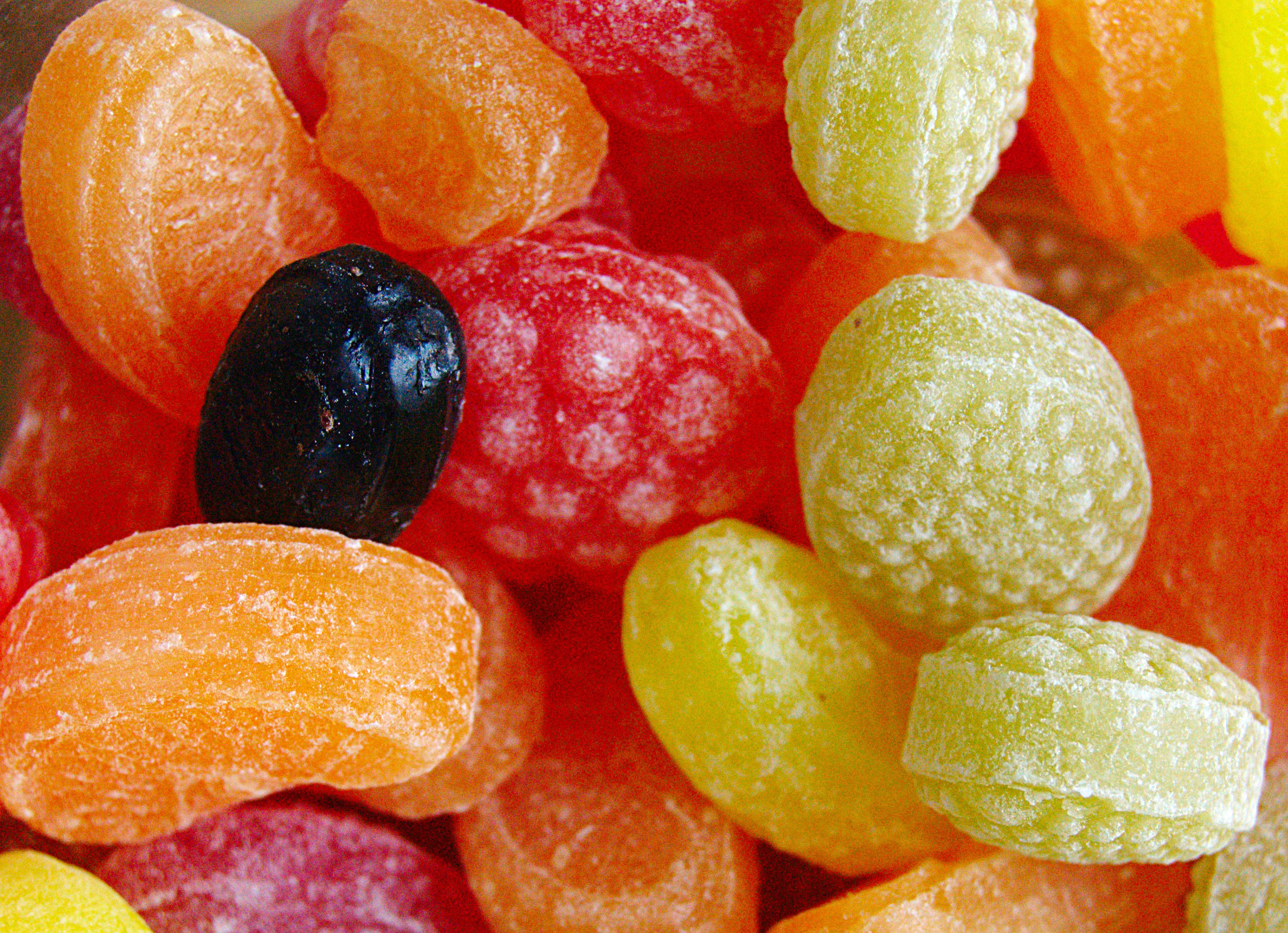
Bomboane

- bomboană - produs dulce, cu dimensiuni reduse, conținând în special zahăr, sirop de glucoză, amidon, cacao, fructe, coloranți etc.
  - bomboană de zahăr - bomboană al cărui ingredient principal este zahărul; exemple: dropsuri, fondanți, caramele, jeleuri, nuga.
- borcan - vas cilindric (din sticlă, din lut, din ceramică, din materiale plastice etc.) larg la gură, fără toartă, care este folosit pentru păstrarea conservelor sau a altor alimente lichide.
- borhot:

- ceea ce rămâne din amestecul fermentat de fructe sau de cereale, după ce a fost folosit la fabricarea țuicii, a berii etc.;
- (la plural) mațe, măruntaie de porc, de miel etc. necurățate.
- borș:

- lichid ușor acid, obținut prin fermentarea lactică în apă a tărâțelor de grâu, secară sau a sfeclei roșii;
- fel de mâncare acrit cu borș.
- boștină - vezi tescovină.
- bouillabaisse - denumire franceză pentru preparat din pește, fiert în vin, cu diverse ingrediente.
- Bourbon - whisky fabricat în SUA,  distilat din porumb, malț și secară.
- bradt - semifabricat obținut prin tocarea fină a cărnii proaspete de vită, folosit la prepararea salamurilor.

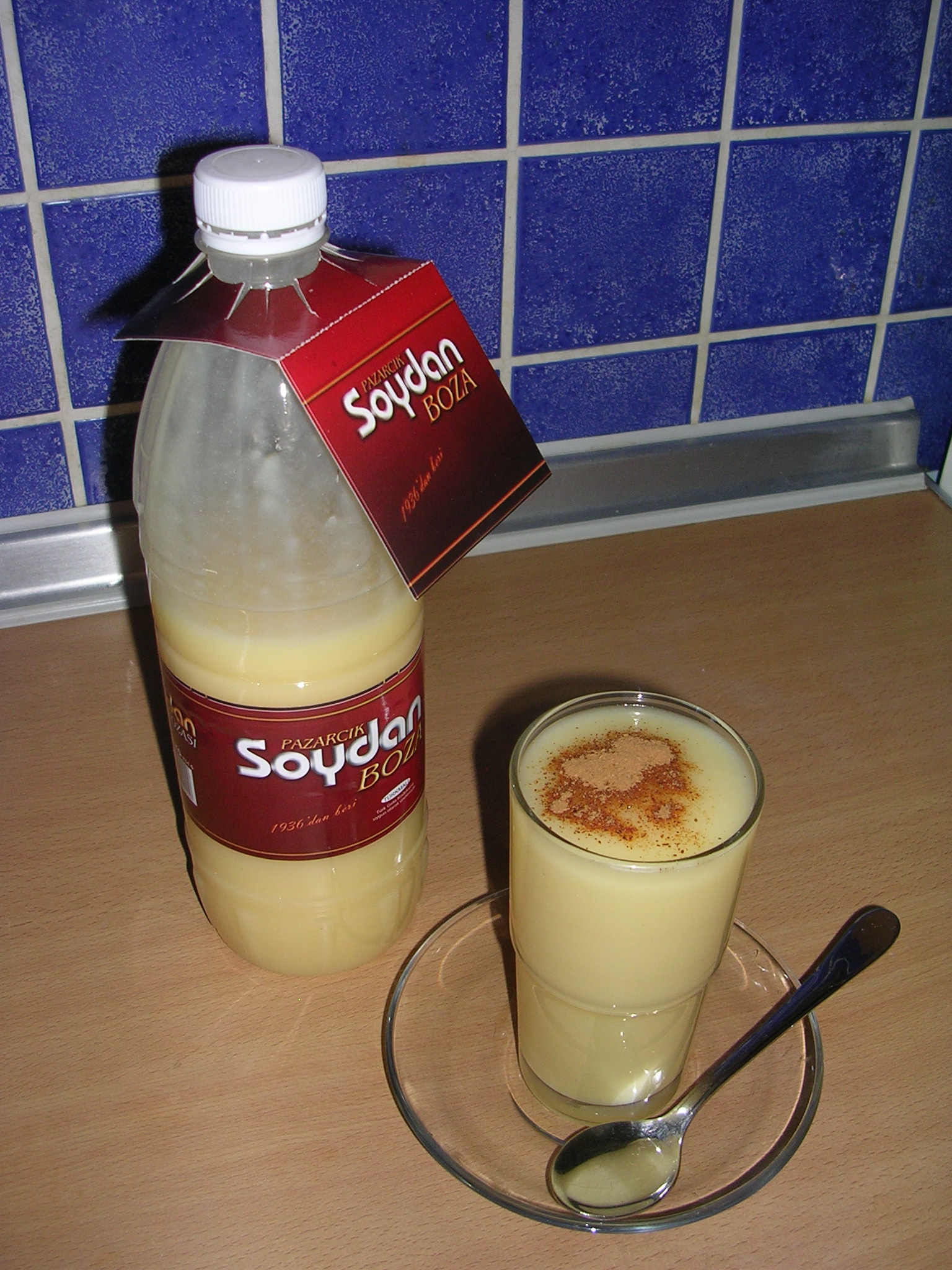
Bragă turcească

- bragă - băutură răcoritoare preparată din făină de mei, de porumb sau de secară, fiartă și fermentată, sau din bucățele de pâine fermentate în apă.
- brahă:

- orz măcinat care este întrebuințat la fabricarea berii;
- reziduu rămas după fabricarea rachiului.
- brasaj - amestecare la cald a făinii de malț cu apă pentru a obține mustul de bere.
- brandy - băutură alcoolică preparată din vin; un fel de coniac (sinonim: vinars).
- braserie - local în care se servesc preparate culinare, mai ales specialități de cofetărie și patiserie, precum și băuturi răcoritoare, cafea sau băuturi alcoolice.
- brasero - recipient metalic portabil care este folosit pentru încălzit.
- brânză - produs preparat din lapte prin coagularea acestuia cu ajutorul cheagului sau a altor coagulanți.
- brânzoaică - plăcintă din aluat dospit, umplută cu brânză, coaptă sau prăjită; produs de patiserie cu brânză dulce.
- brezare - frigere înăbușită, timp îndelungat, la foc mic a unor produse ca: legume, carne de categoria a doua etc.
- briceag - cuțit mic de buzunar ale cărui lame sau accesorii se pot închide între plăsele.
- bridare - legare, în scop estetic, a picioarelor și aripilor păsărilor care se frig întregi.

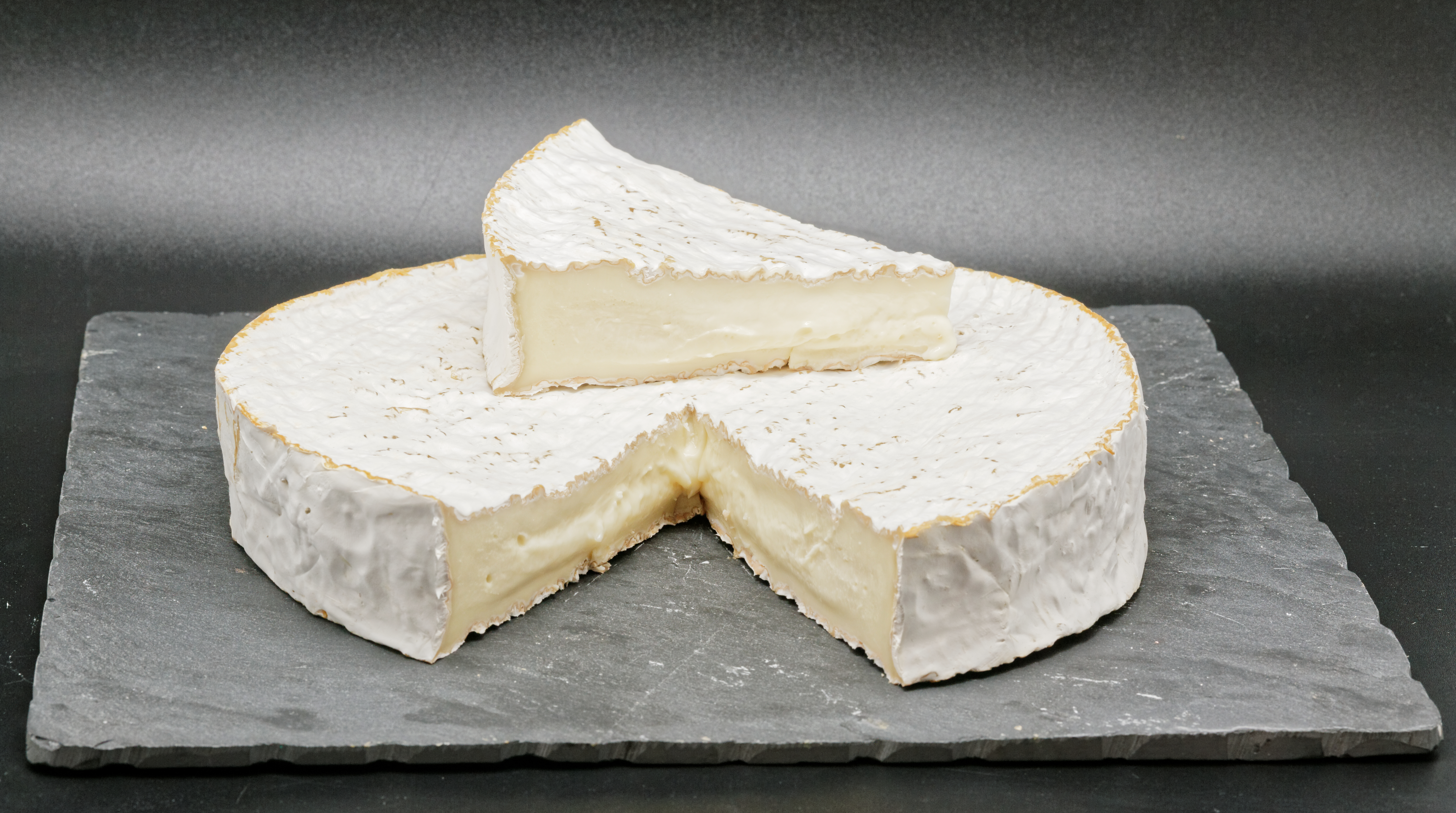
Brânză Brie

- Brie - sortiment de brânză franțuzească, din lapte de vacă, originară din regiunea Brie.
- Brix, grad ~ - unitate de măsură a conținutului de zahăr al unei soluții apoase.
- brioșă - produs de patiserie, preparat dintr-un aluat de cozonac și copt în forme mici, rotunde și ondulate.
- brise-glace - cuțit de spart gheață.
- brizură - sfărâmătură (a unui aliment).
- bromatologie - studiul unor substanțe chimice, considerate din punctul de vedere al caracteristicilor lor în calitate de alimente.
- broșetă - mică tijă de metal pe care se înfig bucăți de carne pentru a le frige; bucată de carne friptă (vezi și frigăruie).
- bruderșaft - manieră de a bea, atunci când două persoane își duc paharele la gură luându-se de braț, în semn de prietenie sau de înfrățire.
- brunch - masă luată între micul dejun și prânz.
- brutărie - loc unde se fabrică (și se vinde) pâine și alte produse de panificație.
- buchet - aromă specifică vinului de calitate datorită substanțelor aromate care se găsesc în struguri sau care se produc în timpul fermentării.
- buchet garni[1] - ierburi proaspete legate la un loc pentru a fi ușor înlăturate din supă sau alte preparate; se compune din: frunze de pătrunjel, busuioc, crenguțe de cimbru, frunze de dafin, țelină, salvie și alte condimente.
- buchetieră de legume - legume lesate sau sotate în unt, servite cu unt, lămâie și pătrunjel verde.
- budincă - fel de mâncare preparat din legume, carne, brânză, etc., cu ouă, copt la cuptor.
- bufet:

- mobilă de sufragerie sau de bucătărie în care se păstrează vesela, tacâmurile și alte obiecte necesare pentru servitul mesei;
- local mic, special amenajat (într-o instituție, într-un teatru etc.) în care se vând mâncăruri (reci), prăjituri, băuturi etc.
- bufet-bar - bufet la care se servesc băuturi alcoolice.
- bufet rece (sau suedez) - masă unde se servesc mâncăruri reci și băuturi, care sunt consumate în picioare.
- bujeniță - (regionalism) carne (în special mușchi de căprioară) afumată.
- bulet - cocoloș mic de carne, de cașcaval etc; perișoară, chifteluță.
- buletă - preparat culinar de formă sferică din tocătură de carne sau diverse paste și pireuri.
- bulgur - aliment din cereale obținut din crupe crăpate parțial fierte ale mai multor specii diferite de grâu.
- bulion:

- supă obținută prin fierberea cărnii, legumelor etc., preparată fără zarzavaturi sau paste făinoase;
- pastă sau zeamă de roșii fierte;
- aliment gătit din apă fiartă cu carne sau legume.
- burat - mașină de cernut, folosită în morărit și panificație.
- burger - vezi hamburger.
- burrito - preparat mexican constând dintr-o tortilla⁠(d) din grâu umplută cu diverse ingrediente, cum ar fi: carne, brânză, fasole, legume.
- but - coapsa posterioară a animalelor rumegătoare, a căror carne servește ca aliment.
- butargă - (fel de mâncare făcut din) icre de chefal conservate prin presare, sărare, uscare la soare ori prin afumare.
- butelcă:

- sticlă (pentru lichide, în special alcoolice);
- damigeană mică, cu gâtul strâmt, făcută din pământ ars, folosită pentru păstrarea apei, a vinului etc.
- butelie - recipient, de diferite forme, cu gâtul lung, a cărui gură se astupă cu un dop, folosit pentru păstrarea, transportarea vinului sau a altor băuturi.
- butirometru - instrument de sticlă utilizat la determinarea conținutului de grăsime din lapte și produse lactate.
- buturuga de Crăciun - prăjitură de la finalul mesei de Crăciun în anumite țări, în special din Occident.

## C
- cabanos - cârnăcior subțire, uscat, semiafumat, preparat din carne de vită și de porc.
- cacao:

- sămânță a arborelui de cacao, utilizată (după prăjire) la prepararea ciocolatei și a unor băuturi hrănitoare;
- pulbere rezultată din măcinarea acestor semințe prăjite; băutură preparată din această pulbere.
- cafea - băutură (caldă, îndulcită și care conține cofeină) preparată din boabele prăjite și măcinate ale arborelui de cafea sau dintr-un surogat.
- cafea espresso - cafea concentrată, preparată într-un aparat special.
- cafea filtru - cafea preparată cu ajutorul filtrului.
- cafea turcească - băutură preparată dintr-o pulbere fină obținută din boabe de cafea prăjite și măcinate, fiartă în apă cu adaos de zahăr.
- cafe-bar - local public în care se consumă cafea și diverse băuturi alcoolice.
- cafe-frappee - băutură preparată din cafea rece cu înghețată, frișcă (și alcool).
- cafenea - local public în care se consumă cafea sau ceai, băuturi alcoolice, prăjituri etc.
- cafeterie - local public cu autoservire, unde se servesc cafea, băuturi calde etc.
- cafetieră - aparat pentru prepararea și turnarea cafelei; vas in care se păstrează cafeaua; serviciu de cafea.
- caimac:

- strat de grăsime care se formează pe suprafața laptelui fiert sau a iaurtului;
- spuma care se formează la suprafața cafelei în urma fierberii.
- calamar - preparat culinar realizat din carnea unui cefalopod cu nume similar (calmar), apreciat pentru textura sa fermă și gustul său delicat, ușor sărat, specific fructelor de mare.
- caloric - (despre alimente) care are o anumită valoare energetică.
- calorie -  unitatea de măsură a valorii energetice a alimentelor, folosită și în măsurătorile metabolice.
- calorie goală - termen popular pentru energia furnizată de produse cu slabă calitate nutritivă și care nu ajută la funcționarea sănătoasă a organismului (de exemplu sucurile cu zahăr).
- calorie negativă - termen popular impropriu referitor la alimente cărora li se atribuie rolul de a ameliora procese cum ar fi asimilarea grăsimilor (fructe, legume, condimente).
- calorimetru - aparat pentru determinarea valorii calorice a alimentelor.
- calorizator - schimbător de căldură folosit la încălzirea zemii de difuzie în fabricile de zahăr.
- caltaboș - un fel de cârnat din măruntaie de porc tocate (ficat, inimă, limbă, splină și bojoci), la care se adaugă orez și condimente.
- Calvados - rachiu obținut din distilarea cidrului.

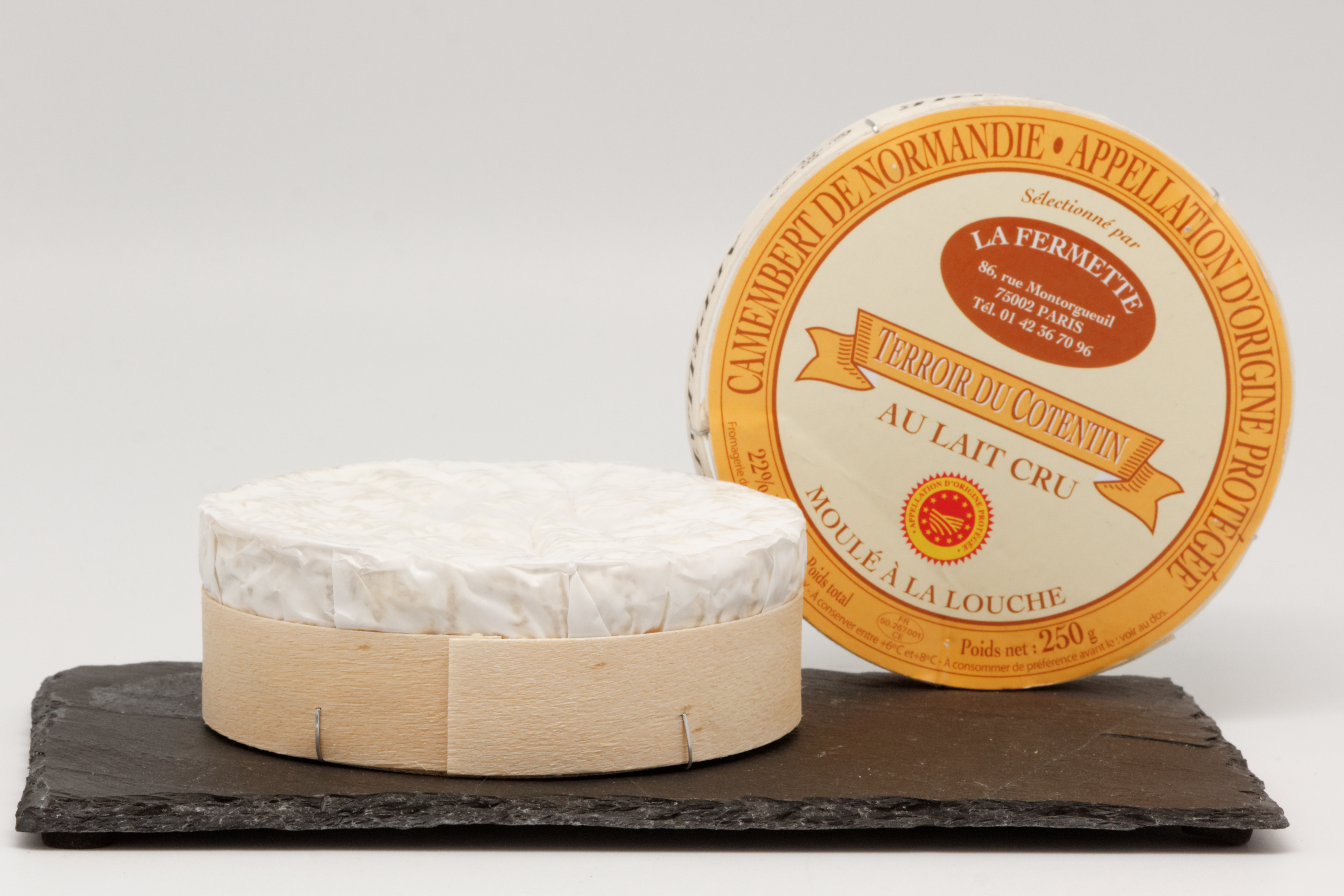
Camembert din Normandia

- Camembert - brânză fermentată, moale, grasă, originară din Franța.
- Campari  - băutură alcoolică italiană tip "biter", care se servește ca aperitiv, simplu, cu lămâie și gheață sau în adaos cu apă minerală sau sifon.
- canapea - felie de pâine prăjită în unt, pe care se așază diverse garnituri (felii de salam, șuncă, icre etc.).
- cană - vas de pământ (smălțuit), de sticlă, de porțelan, de cositor etc. cu toartă, folosit la băut sau la scos lichide dintr- un vas mai mare
- cancerigen - aliment sau substanțe care pot cauza cancer; exemple: substanțe prezente în mod natural (ex. anumite ciuperci), substanțe apărute în cursul preparării (afumare, prăjire, anumite combinații etc.), unii aditivi (sinonim: carcinogen).
- cándel - zahăr pur sub formă de cristale mari, obținute prin cristalizare lentă a siropurilor de zahăr.
- candizare - transformare a zahărului în candel.
- caneloni - preparat din paste făinoase, specific bucătăriei italiene, care constă în dreptunghiuri de aluat de tăiței, fierte în prealabil, apoi rulate în jurul unei umpluturi, respectiv tuburi de aluat gata preparate, apoi umplute, acoperite de obicei cu sos și gratinate.
- Cantal - varietate de brânză franțuzească, fermentată, cu pastă dură.
- cantină - unitate de alimentație publică, înființată de o instituție sau de o întreprindere unde se servește masa persoanelor care aparțin de ele (elevi, salariați, militari etc).
- capac:

- disc cu mâner care acoperă un vas de bucătărie;
- (în expresia la capac) prepararea unei mâncări (prăjită sau friptă) în tigaie acoperită cu capac.
- capamá:

- mâncare gătită din carne de miel sau pasăre, cu vin alb, stafide și diverse verdețuri;
- carne de miel sau de pui gătită cu sos alb și cu stafide.
- capere - muguri ai plantei Capparis spinosa folosiți drept condiment.

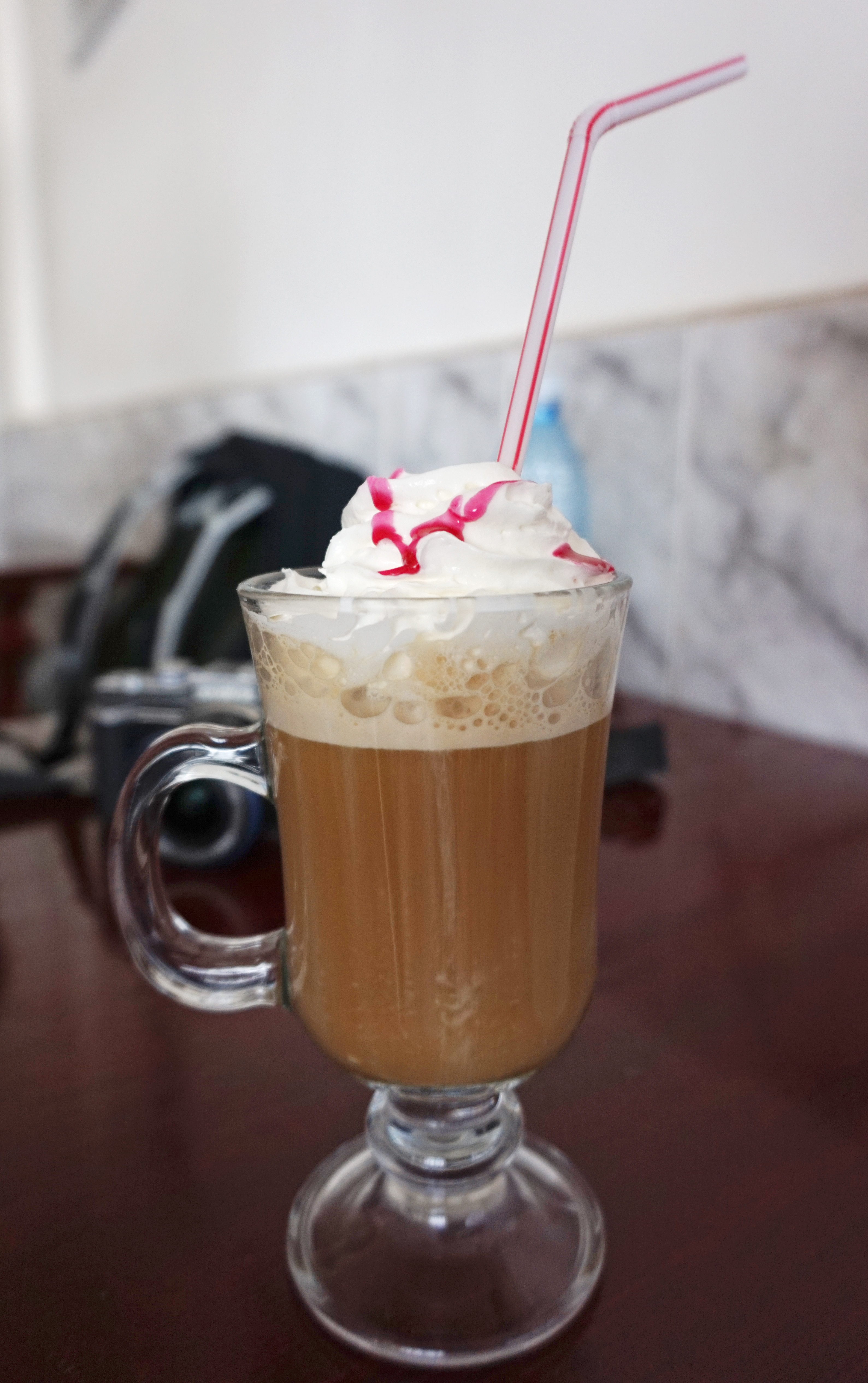
Un pahar de cappucino

- cappucino - băutură italiană din espresso, frișcă, uneori cu adaos de praf de cacao.
- capsulat - (despre sticle sau despre conținutul unor sticle sau altor recipiente cu alimente) care este închis ermetic printr-o capsulă.
- capsulă:

- capac metalic utilizat la închiderea sticlelor care conțin bere sau alte lichide alimentare;
- mic recipient cilindric de metal, conținând dioxid de carbon sub presiune, care se utilizează la prepararea băuturilor gazoase în sifoane speciale.
- capricciosa:

- tip de pizza garnisită cu ciuperci, anghinare, șuncă și măsline;
- salată compusă din diverse legume, de obicei stropită cu maioneză.
- carafă - vas de sticlă, cu gâtul strâmt și partea de jos bombată, folosit pentru servirea băuturilor.
- caramel - produs de culoare brună-roșcată, solubil în apă, obținut prin încălzirea și deshidratarea zahărului și folosit în cofetărie, la colorarea unor băuturi sau a unor alimente.
- caramelă (sau caramea) - bomboană făcută din caramel amestecat cu diferite substanțe colorate și aromatice.
- caramelizare - transformarea zahărului în caramel prin încălzirea acestuia, într-un vas, la foc mic.
- carbohidrat - substanță compus din carbon, oxigen și hidrogen, necesară pentru producerea de energie și pentru construirea de celulelor; exemple de alimente care conțin glucide: pâine, paste făinoase, fasole, fructe, zahăr (sinonime: glucidă, hidrat de carbon).
- carbohidrați complecși - carbohidrați care sunt transformați lent în energie și care se găsesc în legume și în cerealele integrale.
- carbohidrați simpli -  carbohidrați care sunt transformați rapid în energie și care se pot depozita în organism sub formă de grăsime și deci trebuie evitați când se urmărește o alimentație sănătoasă.
- carbonara - fel de mâncare din paste făinoase, originar din Italia.
- carbonatare - operație de tratare cu dioxid de carbon a zemurilor rezultate la fabricarea zahărului, în scopul purificării acestora.
- carcalete - băutură preparată din vin, sirop și sifon.
- carcasă - porțiune dintr-un animal jupuit și eviscerat, cuprinzând scheletul cu mușchi, destinată consumului.
- carcinogen - vezi cancerigen.
- carete - nume dat unor viermișori care se formează pe anumite alimente.
- careu - piesă constând dintr-un ansamblu de 7-9 cotlete (de vițel, de batal, de miel, de porc), legate în formă de spalier sau coroană, fripte sau brezate.
- carmangerie - măcelărie; (în trecut) restaurant în care se prepară și se servesc specialități de carne.
- carmoizină - vezi azorubin.
- carne - partea comestibilă din corpul unor animale.

- carne albă - carne de pasăre sau de pește.
- carne asada - preparat tradițional, specific Americii Latine, care constă în principal din din carne de vită friptă sau la grătar.
- carne congelată - carne înghețată la o temperatură cuprinsă între -12 și -20°C, în vederea conservării ei pe o perioadă mai lungă.
- carne de pasăre - tip de carne obținută de la păsări domestice crescute pentru consumul uman, sursă importantă de proteine și având un conținut variabil de grăsimi în funcție de specie.
- carne dezosată mecanic - produs din carne de tip pastă obținut prin măcinarea sau amestecarea de carne de vită, carne de porc, de curcan sau de pui, sub presiune înaltă printr-o sită, pentru a separa osul de părțile comestibile de țesut.
- carne prelucrată - carnea conservată prin afumare, maturare, sărare sau adăugarea de conservanți chimici.
- carne refrigerată - carne răcită la o temperatură cuprinsă între +4 și -2°C, pentru a-și păstra calitățile inițiale pe o perioadă scurtă.
- carne roșie - părțile comestibile rezultate după sacrificare de la speciile: bovine, ovine, caprine, porcine, cabaline și vânatul mare sălbatic.

- caroten - pigment roșu-portocaliu prezent în alimente de origine vegetală (morcovi, portocale etc.) și în unele alimente de origine animală (gălbenuș, grăsimi), sub formă de provitamina A.
- carotă - varietate de morcov (Daucus carota), bogat în zahăr și cu pulpa fragedă.
- cartocciata - pizza prezentată ca un cornet.
- cartofi natur - cartofi fasonați în formă de ou sau butoiașe și fierți în apă cu sare.
- cartofi pai - cartofi prăjiți, tăiați fideluță.
- cartofulg - produs alimentar din cartofi deshidratați, sub formă de fulgi.
- carton - tăviță din hârtie groasă pentru prăjituri, bomboane etc.
- casare - deprecierea unui vin, pierderea culorii și calității acestuia sub acțiunea aerului.
- casată - specialitate de înghețată asortată, dispusă în straturi.
- caserolă - cratiță adâncă, cu coadă și cu fundul plat, folosită în bucătărie; recipient (din material plastic) folosit pentru păstrarea sau prezentarea alimentelor.
- castron - vas adânc (de porțelan) în care se păstrează sau se aduc la masă unele mâncăruri.
- casuletă - iahnie de fasole boabe cu afumături.
- caș - produs alimentar obținut prin eliminarea zerului din laptele închegat cu cheag; poate fi consumat ca atare sau servește ca semifabricat pentru fabricarea brânzeturilor.
- cașă - (în bucătăria est-europeană) un fel de pilaf din hrișcă, arpacaș sau mei, cu grăsime sau cu lapte și care poate fi f0losit și la clătitele tip blinii.

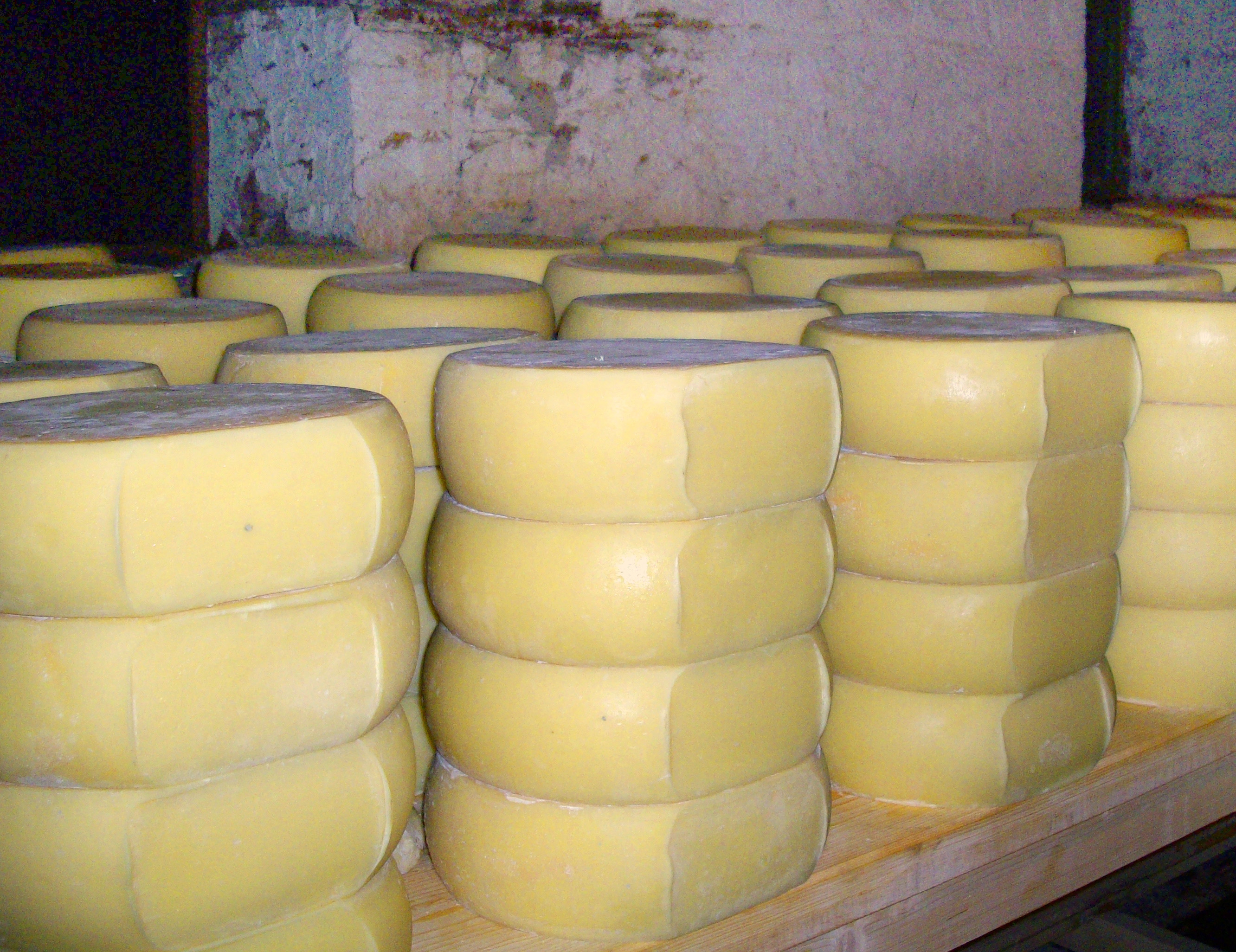
Role de cașcaval

- cașcaval - brânză care se prepară din caș de lapte de oaie (eventual amestecat cu lapte de vacă) prin topire în apă fierbinte, sărare și maturare de circa 45 de zile.

- cașcaval la capac - cașcaval prăjit în tigaie.

- cataif:

- prăjitură preparată din două straturi de tăiței foarte fini și însiropați, între care se pune un strat gros de frișcă;
- sortiment de tăiței subțiri.
- catering - livrarea și servirea de preparate culinare și băuturi sau organizarea de evenimente sociale (nunți, aniversări etc.) și de afaceri (bufete, cocteiluri etc.) în alte locuri (sedii de firme, instituții) decât restaurantele, de către unități specializate, la comanda unui client.
- caviar - icre negre preparate prin sărare, mâncare considerată o delicatesă de lux.
- cazeificare - proces de precipitare a cazeinei.
- cazeinat - produs alimentar obținut din lapte smântânit, care are o mare valoare nutritivă.
- cazeină - principala proteină din lapte, cu o deosebită valoare nutritivă, fiind cel mai important component al brânzeturilor.
- călire - prăjirea lentă, ușoară, a unui aliment, în grăsime, cu picurare de apă.
- cântar nutrițional - instrument de cântărire care indică nu numai masa, ci și alte informații legate de compoziția nutrițională a alimentelor sau a porțiilor de alimente.
- cârnat - produs alimentar preparat din carne tocată și condimente, introduse în intestine de porc, de oaie sau într-un înveliș de material sintetic.
- cârnați de Pleșcoi - cârnați din carne de oaie cu usturoi și ardei iute, trași în maț subțire, presați, uscați și afumați; denumire de origine protejată din județul Buzău.
- ceafă - specialitate de carne de porc din regiunea cefei, afumată sau sărată.
- ceai - băutură obținută prin macerația, infuzia sau decocția frunzelor de Camellia sinensis sau ale unor plante medicinale.

- ceai verde - ceai preparat din frunze tinere, verzi.
- ceai negru - ceai preparat din plante ajunse la maturitate.

- ceainărie - local în care se servește ceai.
- ceainic - vas special în care se fierbe apă pentru ceai sau în care se opărește ceaiul; conținutul acestui vas.

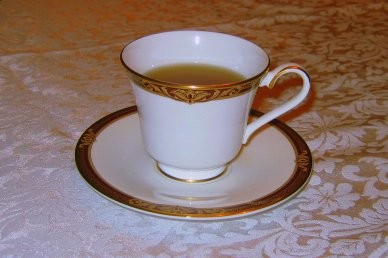
Ceașcă de cafea

- ceapă - bulb al cepei (Allium cepa), cu miros specific și cu un conținut bogat în albumine și vitamine, folosit în alimentație drept condiment.
- ceașcă - vas mic de porțelan care servește la băut ceai sau cafea.
- ceaun - vas de fontă, de formă emisferică, de obicei cu două toarte unite printr-un mâner, în care se fierbe mămăliga sau alte mâncăruri.
- cedrată - băutură răcoritoare din lămâi dulci.
- celofanat - (despre produse alimentare) învelit în celofan.
- cereale integrale - cerealele cărora nu li s-a îndepărtat învelișul exterior al bobului și au o mai mare valoare nutritivă reflectată prin conținutul mai mare de vitamine, minerale, antioxidanți, grăsimi nesaturate, enzime vegetale și fibre.
- certificare - proces prin care un produs alimentar este evaluat și verificat conform unor standarde specifice stabilite de organisme independente sau guvernamentale, cu scopul asigurării calității, siguranței, autenticității și conformitătii produsului cu anumite criterii, fie ele legate de origine, metode de producție, ingrediente sau standarde de siguranță alimentară.
- cerviș:

- (termen învechit) grăsime de vacă, topită, păstrată în pojghiță naturală (intestine, vezică);
- carne conservată în seu topit.
- Chantilly:

- (sau cremă de Chantilly) desert francez ce conține frișcă aromată cu vanilie.
- sos cu smântână.

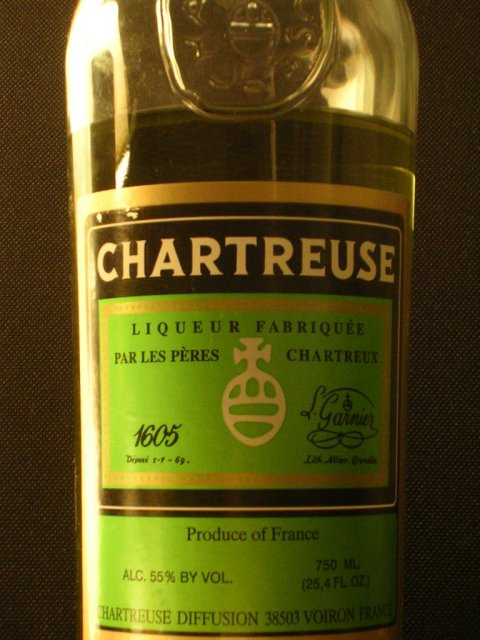
Lichior Chartreuse

- Chartreuse - lichior fin, de proveniență franceză, obținut prin macerarea în alcool etilic a unui amestec de plante, care apoi se distilează, se amestecă cu sirop de zahăr și se păstrează îmbuteliat mult timp pentru desăvârșirea aromei.
- Chateaubriand - specialitate culinară preparată din mușchi (gros) de vită, pregătită la grătar sau prăjită la tigaie, servită cu sos bearnez și cartofi château.
- cheag - enzimă de coagulare a laptelui, secretată de mucoasa stomacală a copilului și a rumegătoarelor și care servește la fabricarea brânzeturilor; sinonim: lactoferment.
- chebab (sau chebap, kebab) - specialitate a bucătăriei turcești, constând din friptură din carne de porc sau ovine, carnea fiind fezandată în sos cu mirodenii, după care se frige într-o frigare verticală, la partea inferioară aflându-se jarul sau altă sursă de căldură (vezi și șaorma).
- chec - prăjitură preparată din făină, ouă, grăsime, cu sau fără cacao, stafide, nuci, coaptă în forme.

- chec cu banane - desert originar din SUA, dulce, dens și umed, preparat cu piure de banane coapte (la care se adaugă făină, ouă, zahăr, ulei sau unt), care îi conferă o textură moale și o aromă dulce naturală.

- Cheddar - brânză anglo-americană din lapte de vacă și ulei de bumbac, porumb, cocos sau soia.
- cheeseburger - hamburger cu un strat de brânză topită pe deasupra.
- cheesecake - un fel de tartă⁠(d) preparată dintr-o bază de biscuiți acoperită cu o cremă de brânză.
- chef (bucătar) - profesionist competent în toate aspectele preparării alimentelor (prepararea hranei), concentrându-se adesea pe o anumită bucătărie (artă și tehnică de preparare a alimentelor).
- chefir - (scris și kefir) produs lactat preparat din lapte integral sau smântânit, acidulat cu un ferment vegetal, care constituie o băutură gustoasă, cu valoare nutritivă și cu proprietăți terapeutice importante; vezi și sana.
- chelner (sau chelnăr) - persoană care servește într-un local de consumație; ospătar.
- chenéle - mici găluște sau perișoare din tocătură de carne sau pește, fierte în apă, apoi servite în sos sau drept garnitură la alte preparate, specifice bucătăriei franceze.
- cherci - nume comercial dat scrumbiei sărate și conservate.
- cherry-brandy - băutură alcoolică preparată din cireșe.
- Cheshire - brânză englezească, obținută din lapte de vacă, cu pasta gresată, necoaptă, colorată în oranj și crusta naturală, gresată.
- Chianti - varietate de vin italian, de culoare roșie, deosebit de limpede și de parfumat.
- chibrit - mod de tăiere a legumelor și zarzavaturilor în fâșii subțiri, precum bețele de chibrit.
- chiflă - produs de panificație de formă rotundă sau ovală, de mărimea unui sandviș.
- chiftea - preparat culinar de formă rotundă sau ovală făcut din carne tocată, ceapă, ouă, verdețuri și condimente, care se prăjește în grăsime.
- chili:

- ardei iute, respectiv boia;
- preparat culinar (supă, tocăniță) condimentat cu chili.
- chimen - (Carum carvi) plantă erbacee bienală, cu proprietăți melifere și ale cărei semințe sunt utilizate la aromatizarea băuturilor alcoolice (sinonim: chimion).
- chimion - vezi chimen.
- chipcea:

- lingură mare găurită, cu care se ia spuma;
- vas mic, rotund, cu coadă, folosit la glasarea bomboanelor, prăjiturilor etc.
- chips - felie subțire și rotundă de cartof, prăjită în ulei și consumată rece.
- chisea - vas mic de sticlă, de cristal sau de porțelan în care se ține dulceață.
- chiseliță:

- fiertură sau zeamă de anumite plante sau fructe, la care se adaugă zahăr sau amidon;
- borș făcut din tărâțe.
- chișcă:

- stomac de animal domestic, mai ales de porc;
- un fel de caltaboș făcut din stomacul sau din intestinele porcului, umplute cu carne tocată și cu păsat.
- chitră - fructul chitrului, asemănător cu o lămâie mare, din care se face dulceață.
- choux à la crème - prăjitură pregătită din cocă opărită, cu cremă de vanilie, fructe confiate, esență de rom, frișcă bătută și zahăr farin.
- Chutney - sos indian, puternic condimentat, preparat din fructe, oțet de mere, zahăr și condimente.
- ciclamat de sodiu - îndulcitor artificial utilizat în industria alimentară pentru a conferi gust dulce; are o putere de îndulcire de aproximativ 30 de ori mai mare decât zaharoza.
- cicola - produs alimentar din lapte degresat, praf de cicoare, cacao și zahăr.
- cidru - băutură alcoolică slabă, obținută prin fermentarea sucului de mere.
- cină - masa de seară, a treia masă principală a zilei; în restaurante poate fi însoțită de un program muzical sau de divertisment.
- cinzeacă - pahar de mici dimensiuni în care se servesc băuturi alcoolice tari.
- ciocan - păhărel în formă de sticluță, cu gâtul strâmt și lung din care se bea o băutură alcoolică.
- ciocolată:

- produs constituit din pulbere fină și unt de cacao (33-65%), zahăr (65-30%) și alte ingrediente, având o mare valoare calorică;
- băutură preparată din praf de ciocolată sau de cacao dizolvat în apă sau în lapte.
- ciocolată Dubai - delicatesă originară din Dubai, constând într-o tabletă de ciocolată umplută cu un amestec de cataif și fistic.

- ciolan - os (mare) de animal tăiat, cu sau fără carne și folosit la unele preparate ca ciorbă, ciolan afumat etc.
- ciontolire - vezi dezosare.

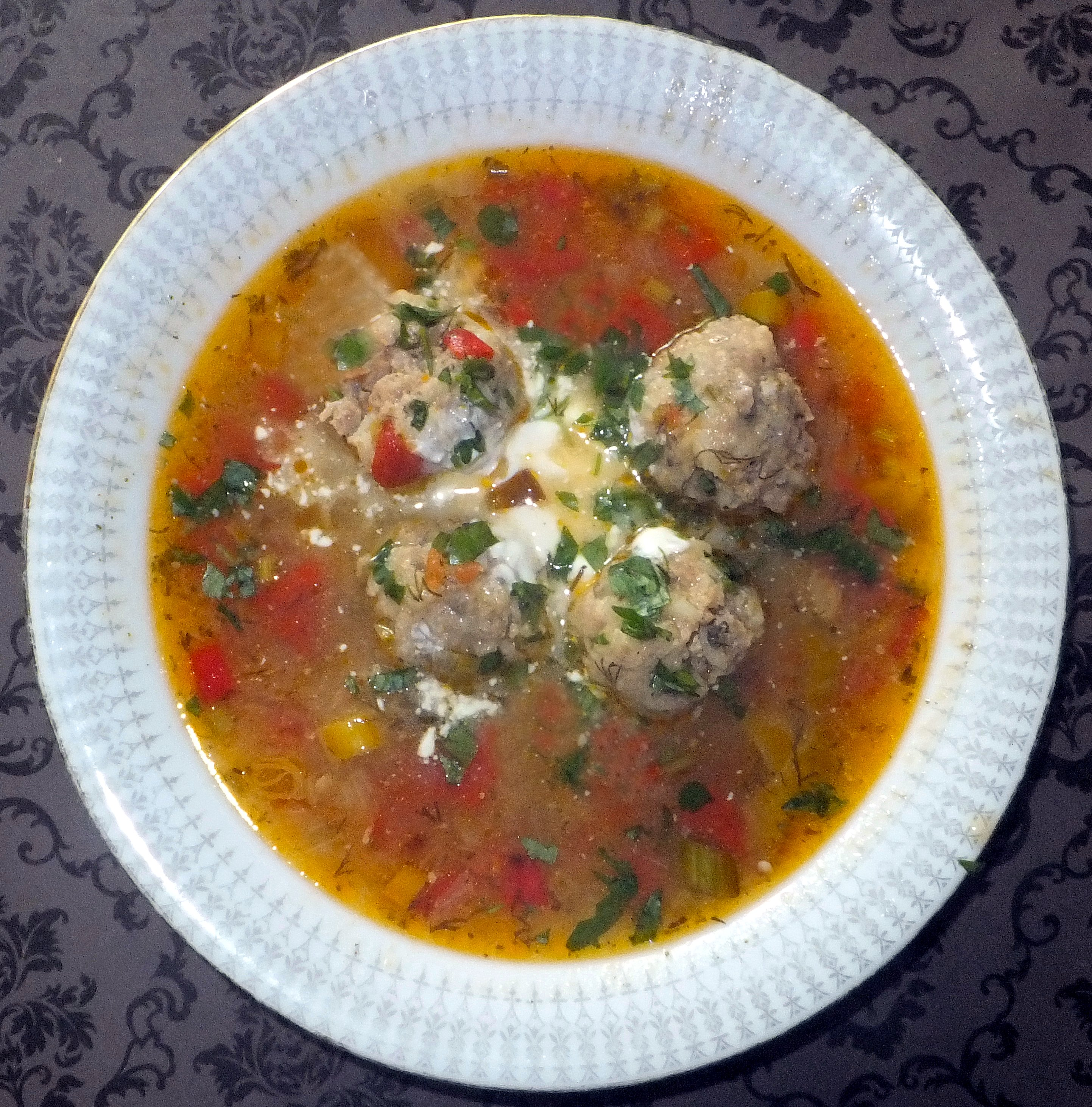
Ciorbă de perișoare

- ciorbă - zeamă fiartă cu sau fără carne, cu zarzavaturi și verdețuri, eventual acrită cu lămâie, dar nu cu borș (exemple: ciorbă de burtă, ciorbă de miel, ciorbă de perișoare, ciorbă de potroace).
- ciorbă de burtă - ciorbă făcută din stomac de vacă.
- citronadă - vezi limonadă.
- ciulama - preparat cu carne, preparată cu sos alb, gros, de făină (exemplu: ciulama de ciuperci); vezi și blanchet(ă).
- civet - tocană de vânat cu arpagic.
- Clasificarea Nova - sistem de clasificare utilizat pentru a evalua gradul de procesare al alimentelor⁠(d), dezvoltat de cercetători de la Universitatea din São Paulo⁠(d), Brazilia, având ca obiectiv înțelegerea impactului alimentelor procesate asupra sănătății și la promovarea unei diete mai sănătoase.
- clătită - foaie dintr-un anumit aluat, prăjită în tigaie și umplută cu dulceață, ciuperci, brânză, urdă, carne, șuncă, etc.
- cleire - operație de limpezire a băuturilor alcoolice cu substanțe coloidale (gelatină, albumină, cazeină etc.).
- clersă - sirop obținut prin dizolvarea la cald a zahărului.
- club-bar - club în care se consumă băuturi.
- coacere - ansamblu de procese fizice, chimice, biologice provocate sub acțiunea căldurii, în cuptoare speciale, cu scopul de a prepara anumite alimente; vezi și frigere, prăjire.
- coagulare⁠(d) - proces utilizat la obținerea brânzeturilor, prin care proteinele din lapte sunt convertite într-o masă solidă cu ajutorul cheagului.
- coajă:

- partea exterioară, mai tare, a unor alimente coapte, fripte etc.;
- bucățică uscată de pâine, mămăligă etc.;
- semipreparat de cofetărie-patiserie, din aluat dulce sau sărat, vafă sau bezea (meringue), gata copt, umplut ulterior cu o cremă dulce sau o compoziție sărată.
- coardă - firul, șuvița de glazură ce alcătuiește decorul bomboanelor, fursecurilor.
- cobbler:

- băutură răcoritoare pe bază de vin și alte băuturi alcoolice diluate, cu gheață și ornamente de fructe;
- varietate de prăjitură din SUA și Regatul Unit.
- Coca-cola® - băutură răcoritoare carbogazoasă care conține zahăr caramel și substanțe vegetale obținute din frunzele de cola (din care s-a extras substanța toxică).
- cocă - vezi aluat.
- cocă de foitaj - cocă făcută numai din făină și unt, în cantități egale (vezi și foitaj).
- cocă mermentail - cocă făcută din făină, unt sau ulei, ouă și zahăr.
- cocktail - (scris și cocteil) băutură preparată dintr-un amestec de diferite lichide alcoolice (lichior, coniac, vin) și diferite ingrediente.

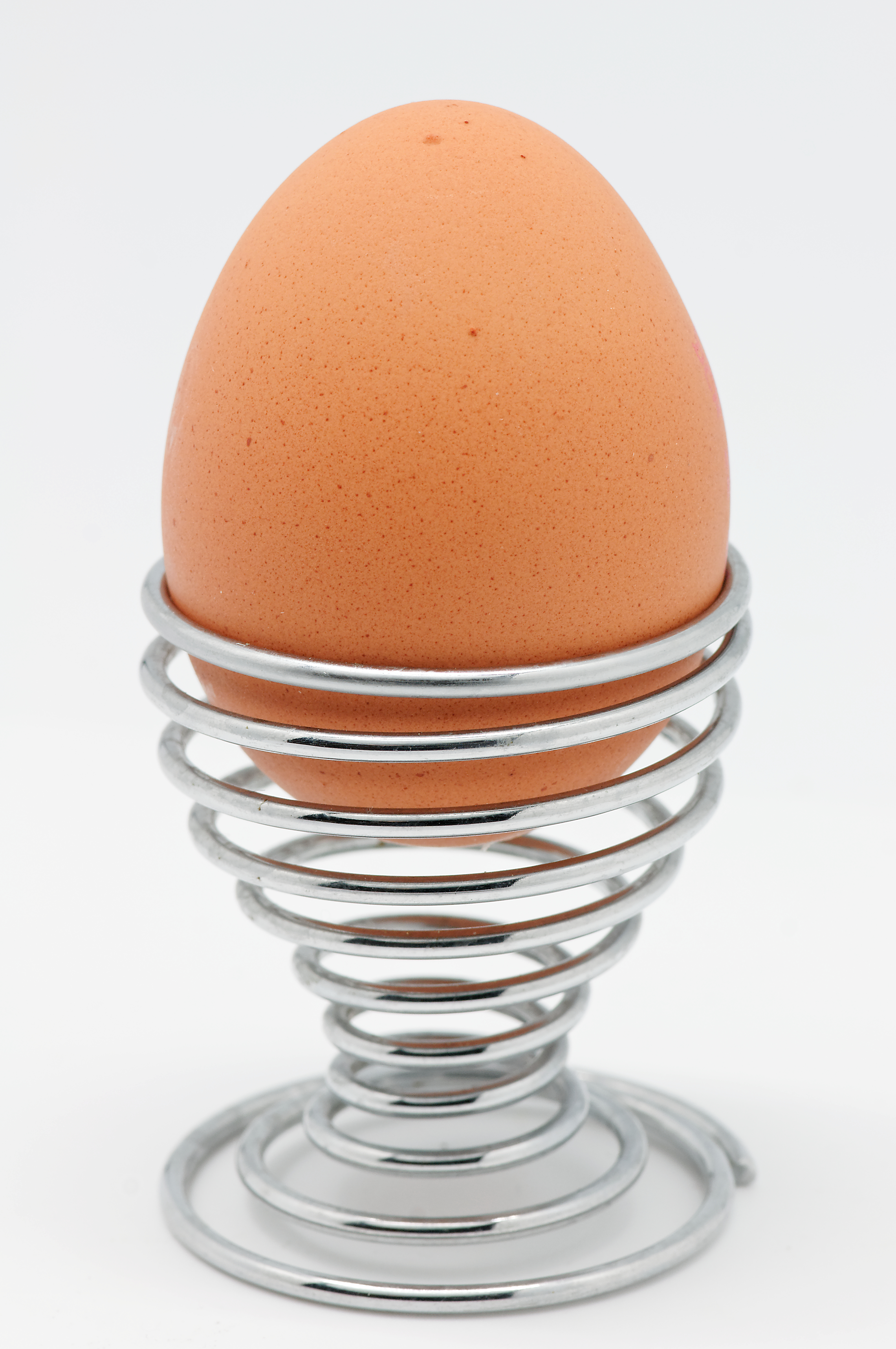
din inox

- cocotieră⁠(d) - pahar cu picior care servește la consumarea ouălor fierte în coajă.
- cocteil - vezi cocktail.
- Codex alimentarius - o colecție de standarde internaționale pentru siguranța alimentară, protecția consumatorului și pentru practici corecte în comerțul alimentar internațional.
- Cointreau - băutură alcoolică, asemănătoare cu Curaçao, fabricată în Franța (triple sec), utilizată mai ales pentru flambare.
- colac:

- preparat din pâine, de obicei în formă de inel, împletit din mai multe suluri de cocă și făcut, mai ales, pentru anumite evenimente religioase (vezi și covrig).
- turtă împletită în formă de cunună sau ghirlandă.
- colastră - vezi colostru.
- colesterol - grăsime de origine animală, prezentă în carne grasă, unt, margarină, alimente saturate; excesul fracțiunii LDL-colesterol în sânge crește riscul de boli cardiovasculare.

- colesterol "bun" - (HDL) tip de colesterol produs de organism (prin consumul de grăsimi sănătoase sau de fibre solubile) care este ușor de descompus și de eliminat din corp.
- colesterol "rău" - (LDL) tip de colesterol care se găsește în alimente bogate în grăsimi saturate (carne roșie, lactate, grăsimi animale etc.); poate contribui la depunerea de plăci în artere, ceea ce crește riscul de boli cardiovasculare.

- colorant alimentar - aditiv alimentar care adaugă sau redă culoare unui aliment și care poate fi natural (extras din plante sau animale) sau chimic (obținut în laborator).
- colostru - laptele unei femele de mamifer (în special vacă), în primele zile după ce a fătat (altă variantă: colastră).
- colțunaș:

- preparat culinar din aluat, tăiat în pătrate mici care se umplu cu diferite umpluturi și apoi se fierb în apă;
- plăcintă de carne tocată sau de brânză în formă de triunghi.
- compot - produs alimentar preparat din fructe, proaspete sau uscate, fierte în apă cu zahăr.
- compotieră - vas de formă emisferică, în care se toarnă compotul pentru a fi servit la masă.
- concasare - operație de curățire a roșiilor de pieliță și semințe, urmată de zdrobirea acestora.
- concentrat alimentar - produs sau semifabricat alimentar cu volum mic, care poate fi păstrat o perioadă îndelungată și care se consumă după o pregătire foarte simplă.
- condiment - substanță cu slabă valoare nutritivă, folosită pentru a da alimentelor gust și miros plăcut sau pentru a stimula secrețiile gastrice și a facilita digestia.
- condimentare - introducere, după gust, a condimentelor în preparate.
- confiere - prelucrare a fructelor prin fierbere repetată cu zahăr, glucoză și apă, până la atingerea unei concentrații suficient de mari a zahărului (vezi și glasare).
- congelare - aducerea unui produs alimentar la o temperatură cuprinsă între -18 și -28oC pentru a-i păstra proprietățile timp de mai multe luni de zile (vezi și refrigerare).
- conopidă - plantă erbacee cu inflorescență cărnoasă comestibilă, în formă de căpățână.
- conservant - preparat care se adaugă produselor alimentare cu scopul de a distruge sau de a împiedica înmulțirea microorganismelor.
- conservant alimentar - aditiv alimentar cu rol de întârziere sau de prelungire a procesului natural de deteriorare a unui aliment (prin distrugerea sau împiedicarea înmulțirii microorganismelor) și care poate fi natural (extras din plante sau animale) sau chimic (obținut în laborator).
- conservare - operație sau tratament aplicat alimentelor prin care se împiedică alterarea din cauza agenților atmosferici sau biologici.
- conservă - produs alimentar care, în urma unui tratament corespunzător, își menține timp mai îndelungat calitățile, fiind păstrat în recipiente ermetic închise.
- consomé (scris și consommé) - bulion de carne și zarzavat, dublu concentrat și limpezit.
- contaminare - apariția unor substanțe străine în alimente în procesul fabricării, ambalării, transportului etc; tipuri: contaminare biologică (bacterii, mucegai etc.), contaminare chimică (pesticide, plumb, detergenți etc.).
- control sanitar - activitate prin care organele medicale de specialitate cercetează din punct de vedere igienic și sanitar starea unor produse alimentare, a instalațiilor de aprovizionare cu apă etc.
- copra - miezul uscat și mărunțit al nucii de cocos, din care se extrage untul de cocos.
- coq au vin - termen francez, desemnând "carne de cocoș în sos de vin".
- corăbioară - piesă de patiserie din aluat fraged sau foitaj, în formă de corabie, utilizată ca suport pentru diferite umpluturi sărate sau dulci; sinonim barchetă.
- cordon bleu - fel de șnițel vienez pregătit din două bucăți de piept de pui, separate de o felie de șuncă și una de brânză, prăjite în ulei.
- cornet -  produs de patiserie asemănător cu vafela de napolitană sau de tort, în formă de con (retezat), în care se pune înghețată, frișcă, cremă etc.
- cornișon - varietate de castraveți mici și tari, folosiți mai ales pentru conserve în oțet.
- cornulețe - produse de patiserie, umplute cu rahat, gem, ciocolată, zahăr cu scorțișoară, nuci sau stafide, având forma unei semilune.
- costiță - coastă de animal comestibil, împreună cu carnea și grăsimea de pe ea, care se prepară în diferite moduri.
- cotlet - coastă de porc, vițel, berbec, împreună cu bucata corespunzătoare de carne (exemplu: cotlet schabowy).
- Courvoisier - marcă franceză de coniac.
- covrig -  produs alimentar în formă de inel, uneori răsucit, preparat din făină de grâu și presărat cu sare, mac, susan, chimen (vezi și colac).
- cozonac - prăjitură de forma unei pâini, din aluat dospit, frământat cu unt, lapte, zahăr și ouă, uneori întins și apoi răsucit cu diverse umpluturi.
- cramă:

- magazin de băuturi alcoolice;
- clădire la o podgorie, cu pivniță, unde se prepară și se păstrează vinul;
- local în care se consumă băuturi alcoolice și preparate culinare tradiționale într-un decor care imită o cramă.
- cratiță - vas de bucătărie din tablă smălțuită, din aluminiu, din argilă etc., de formă rotundă, de obicei cu marginea de sus răsfrântă, cu două toarte, care servește pentru fiert sau prăjit mâncarea.
- cremă - preparat ce are ca ingrediente: lapte, ouă, unt (sau margarina), zahăr și altele, utilizat ca semipreparat pentru torturi, prăjituri sau anumite tipuri de biscuiți (exemplu: cremă de zahăr ars).

- cremă de vanilie - cremă fină și densă folosită frecvent în deserturi și produse de patiserie compusă dintr-o combinație de lapte, gălbenușuri de ou, zahăr, amidon de porumb sau făină și vanilie.

- crocant - sfărâmicios, care crănțăne în gură când e mestecat; bine prăjit sau copt.
- crochete - preparat culinar sub formă de bastonașe sau turtite, prăjite în grăsime sau coapte, făcute din aluat, carne, legume, pește, etc., tocate, date prin pesmet sau făină.
- croissant - corn de foitaj având forma de semilună, care se consumă, de regulă, la micul dejun.
- croșetă - sârmă răsucită în spirală cu mâner de lemn la unul din capete, iar la cel opus terminat cu brațe în formă de furculiță, sau în formă de inel și utilizată la glasarea bomboanelor și a prăjiturilor).
- crupe - produse alimentare obținute din boabe de cereale și alte plante prin zdrobire, tăiere sau laminare, pentru a le face mai ușor asimilabile.
- crușon - băutură alcoolică preparată din vin și alte băuturi (coniac, lichior etc.), cu zahăr și fructe (portocale, piersici, ananas, banane etc);

- sirop de zahăr, fructe etc.
- crutoane - mici bucăți de pâine, în formă de cubulețe prăjite în grăsime sau uscate la cuptor.
- cuișoare - condiment din muguri florali uscați ai cuișorului (Eugenia caryophyllata), folosit ca aromatizant.
- cumâs - băutură preparată din lapte de iapă fermentat, foarte răspândit în unele regiuni din Asia Centrală.
- cupaj(are) - operație de amestecare a două sau a mai multor vinuri cu diverse calități complementare pentru o obține un produs echilibrat și stabil.
- cuptor:

- construcție din cărămidă, de piatră, de metal sau de lut, pentru copt pâinea și alte produse de panificație;
- despărțitură a mașinii de gătit sau a aragazului, în care se coc prăjituri, cozonaci, se rumenesc.
- cuptor cu microunde - cuptor electric care încălzește și gătește alimente prin expunerea la radiații electromagnetice în intervalul de frecvență al microundelor.

- Curaçao - lichior din coji portocale, provenind din insulele Curaçao.
- curcumin(ă) - colorant alimentar natural, galben-portocaliu, cu numărul E 100.
- curl - tip de pufuleți cu brânză din Japonia.
- curry:

- amestec de condimente de origine indiană și care cuprinde (printre altele): curcuma, coriandru, chimion amar, piper, cuișoare, cardamom, ghimbir, nucșoară, tamarin, ardei iute;
- mâncare foarte condimentată din ardei iute, piper și alte ingrediente.
- cuș cuș (scris și cușcuș):

- pastă făinoasă în bobițe pentru supă, ca garnitură la carne etc.;
- un fel de mâncare orientală făcută din griș sau mălai, cu grăsime de berbec și cu sos de găină;
- preparat culinar, tipic nord-african, realizat prin fierberea crupelor (ca un terci), servit cu carne de batal, legume diverse și năut.
- cușer - vezi koscher.
- cuter - mașină pentru tocarea fină a cărnii, utilizată la fabricarea mezelurilor.
- cvas - băutură răcoritoare, cu gust acrișor, preparată prin fermentație din fructe sau din apă, pâine și malț.

## D
- dango - gogoașă japoneză din făină de orez.
- debarasare - înlăturare de pe mesele unui local a vesélei murdare, a resturilor alimentare.
- debușonare - operație de scoatere a dopurilor de la sticlele cu băuturi, în special vinuri.
- decantare - limpezire a unui preparat lichid de corpurile aflate în suspensie prin repauzare sau cu ajutorul apei reci.
- decofeinizare - extragere a cofeinei din boabele verzi de cafea.
- declarație nutrițională - text prezent pe eticheta unui produs alimentar preambalat și care conține: valoarea energetică a produsului, cantitatea de grăsimi, acizi grași saturați, glucide, proteine, sare etc.
- decocție - fierbere a unor plante medicinale sau alimentare în apă; procedeu prin care se obține un decoct.
- decongelare - trecerea unui aliment congelat în starea pe care a avut-o înainte de congelare.
- decorare - împodobire a preparatelor cu diferite ornamentații din legume, verdețuri, zarzavaturi, maioneză, măsline, ouă, aspic etc.
- decorticare - înlăturarea cojilor de pe semințe în vederea consumului acestora.
- degerminare - eliminarea embrionului din cereale în procesul de obținere a făinurilor sau a crupelor, în scopul eliminării grăsimilor, care ar reduce perioada de păstrare.
- deglazare - adăugarea unei cantități mici de lichid (de obicei vin, bere, supă sau apă) într-o tigaie în care au fost gătite carne, pește sau legume; lichidul este apoi fiert, astfel încât să absoarbă aromele din oală și să se formeze un sos ușor.
- degorjare - operație tehnologică de eliminare a depunerii formate pe dop (în special drojdie) într-o sticlă de vin.
- degresare - înlăturarea grăsimii dintr-un aliment.
- demidulce - (despre vinuri) având între 12 și 50 de grame de zahăr la litru.
- demi-glace -  sos obținut din sos brun (spaniol), cu esență de oase, vin, piper și unt.
- demisec - (despre vinuri) care are un gust intermediar între dulce și sec, având între 4 și 12 grame de zahăr la litru.
- demucilaginare - eliminarea din uleiurile vegetale și grăsimi a unor impurități ca: mucilagii, fosfatide, proteine, coloranți.
- densitate calorică - numărul de kilocalorii la 100 de grame de aliment.
- densitate nutritivă - conținut de nutrienți pe kilogram de aliment.
- deplumare - curățare a păsărilor de fulgi.
- desert:

- fel de mâncare mai ușoară, de dulciuri, fructe, brânzeturi etc., care se servește la sfârșitul mesei;
- timp în care se servește această mâncare.
- detoxifiere - dietă alimentară, considerată de mulți specialiști neatestată științific, prin care se urmărește detoxificarea ficatului, îmbunătățirea tranzitului intestinal și creșterea rezistenței la boli.
- dezosare - operația de separare completă a cărnii de pe oase, executată manual în industria alimentară, ca primă fază a fabricării preparatelor de carne; altă denumire: ciontolire.
- diamalț - produs bogat în zaharuri și enzime, preparat din făină de malț și utilizat la fabricarea bomboanelor și a unor produse de patiserie.
- dietă - program alimentar ce urmează pași, reguli, restricții, în general în scopul scăderii în greutate sau îmbunătățirii condiției fizice; exemple: dieta Montignac, dieta Dukan.
- dietă macrobiotică - tip de dietă concepută pe principii de complementaritate (Yin și Yang), a cărei structură se suprapune în mare parte peste veganism.
- dietetician - cadru medical care elaborează un program alimentar adaptat caracteristicilor persoanei (vezi și nutriționist).
- difuzor - aparat pentru extragerea prin difuziune a zahărului din sfecla de zahăr.
- digestie - proces fiziologic complex în cursul căruia alimentele sunt supuse în organism, unor prelucrări mecanice și chimice, care au ca rezultat transformarea treptată a materiilor din alimente în substanțe asimilabile.
- digestor - recipient pentru opărirea fructelor și legumelor destinate preparării conservelor.
- dospire - transformare a aluatului într-o masă afânată ca urmare a unor procese biochimice sau chimice, utilizând fermentația alcoolică a zaharurilor produse de drojdie.
- dregere - procedeu prin care se adaugă ciorbei, uneori și supei, la finele preparării sau numai înainte de consum, smântână și/sau gălbenuș de ou.
- dresare - modelare a bomboanelor sau prăjiturilor înainte de finisare.
- dressing - sos rece pe bază de vinegretă sau maioneză, folosit pentru asezonarea salatelor.
- drob - preparat culinar din organe interne (inimă, ficat, plămâni) de miel, vită sau porc, tocate, amestecate cu verdeață, învelite în peritoneu (prapur) și coapte la cuptor.

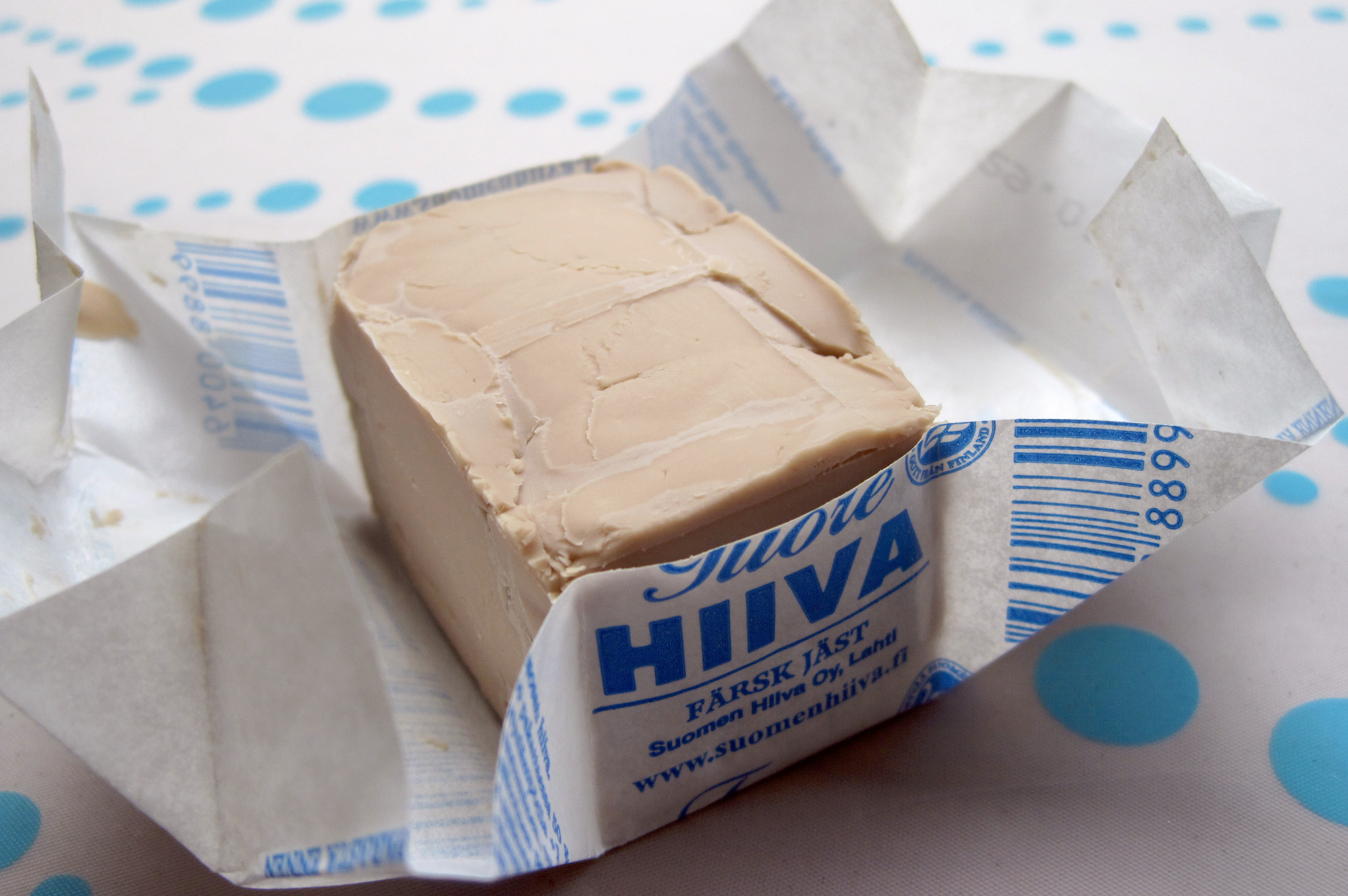
Pachet de drojdie

- drojdie - denumirea unor ciuperci microscopice monocelulare din clasa Ascomycota și utilizate pentru obținerea fermentației alcoolice a zaharurilor.
- drojdii selecționate - tipuri de drojdii care se folosesc la fermentația mustului (sinonim: fermenți selecționați).
- Dubonnet - aperitiv francez, obținut din amestec de vinuri dulci, roșii și albe provenite din soiuri nobile, la care se adaugă diverse arome.
- dui[2] - formă conică din material plastic sau inox, cu vârful tăiat, de diametre diferite, cu ajutorul căruia se ornează produsele (vezi și șpriț).
- dulce:

- care are gustul caracteristic mierii sau zahărului.
- (despre lapte) proaspăt; nefermentat;
- (despre brânzeturi) care nu a fost sărat sau care a fost puțin sărat;
- (despre fructe) care este produs de un pom fructifer altoit, având gustul dulce;
- (despre vinuri) având peste 50 de grame de zahăr la litru.
- dulceață - preparat din fructe sau din petale de flori fierte în sirop de zahăr; vezi și: gem, magiun, marmeladă.
- dulciuri - produse alimentare dulci (prăjituri, bomboane); cofeturi; zaharicale.

## E
- eco, produs ~ - vezi bio, produs ~.
- Edam - brânză olandeză, obținută din lapte de vacă.
- ehōmaki - preparat specific bucătăriei japoneze, pe bază de orez, de forma unui rulou învelit în frunze de alge roșii
- electroplasmoliză - procedeu (folosit în industria sucurilor de fructe, a lichiorurilor etc.) pentru degradarea protoplasmei celulare, constând în expunerea materiei prime acțiunii unui curent electric de joasă tensiune.
- emulsificator - substanță adăugată la alimente pentru a ajuta la amestecarea sau emulsificarea a două sau mai multe lichide care, în mod normal, nu se amestecă bine, cum ar fi uleiul și apa; exemple: lecitina din soia, monogliceridele și digliceridele.
- entrée - sinonim pentru aperitiv.
- escalop:

- felii subțiri de carne, în special de vițel;
- preparat culinar făcut din bucăți subțiri de mușchi de vițel sau din pește.
- esență:

- substanță concentrată care, prin diluare, dă un produs alimentar;
- lichid volatil, cu miros aromatic puternic, extras din plante sau preparat sintetic.
- espresso martini - băutură alcoolică cu cofeină, preparată cu espresso, lichior de cafea și vodcă.
- eșalot - vezi hașmă.
- etichetă (a unui produs alimentar) - dreptunghi prezent pe ambalajul unui produs alimentar preambalat și care conține: denumirea alimentului, lista ingredientelor, cantitatea, țara de origine, precum și declarația nutrițională.
- E-uri - aditivi alimentari permiși în Europa și a căror numerotare corespunde categoriei de aditiv.
- examen organoleptic - apreciere cu ajutorul simțurilor a calității produselor alimentare.
- eviscerare - scoatere a organelor din cavitatea abdominală și toracică (la animalele tăiate pentru consum).
- extensometru - vezi alveograf.
- extract - preparat concentrat extras din materii vegetale sau animale prin evaporarea parțială sau totală a lichidului dintr-o fiertură și utilizat pentru a da gust și consistență alimentelor.
- extract de carne - soluție concentrată de substanțe nutritive, obținută prin fierberea cărnii în apă.
- extracție - raportul procentual dintre greutatea făinii extrase și greutatea boabelor de cereale înainte de măcinare.

## F

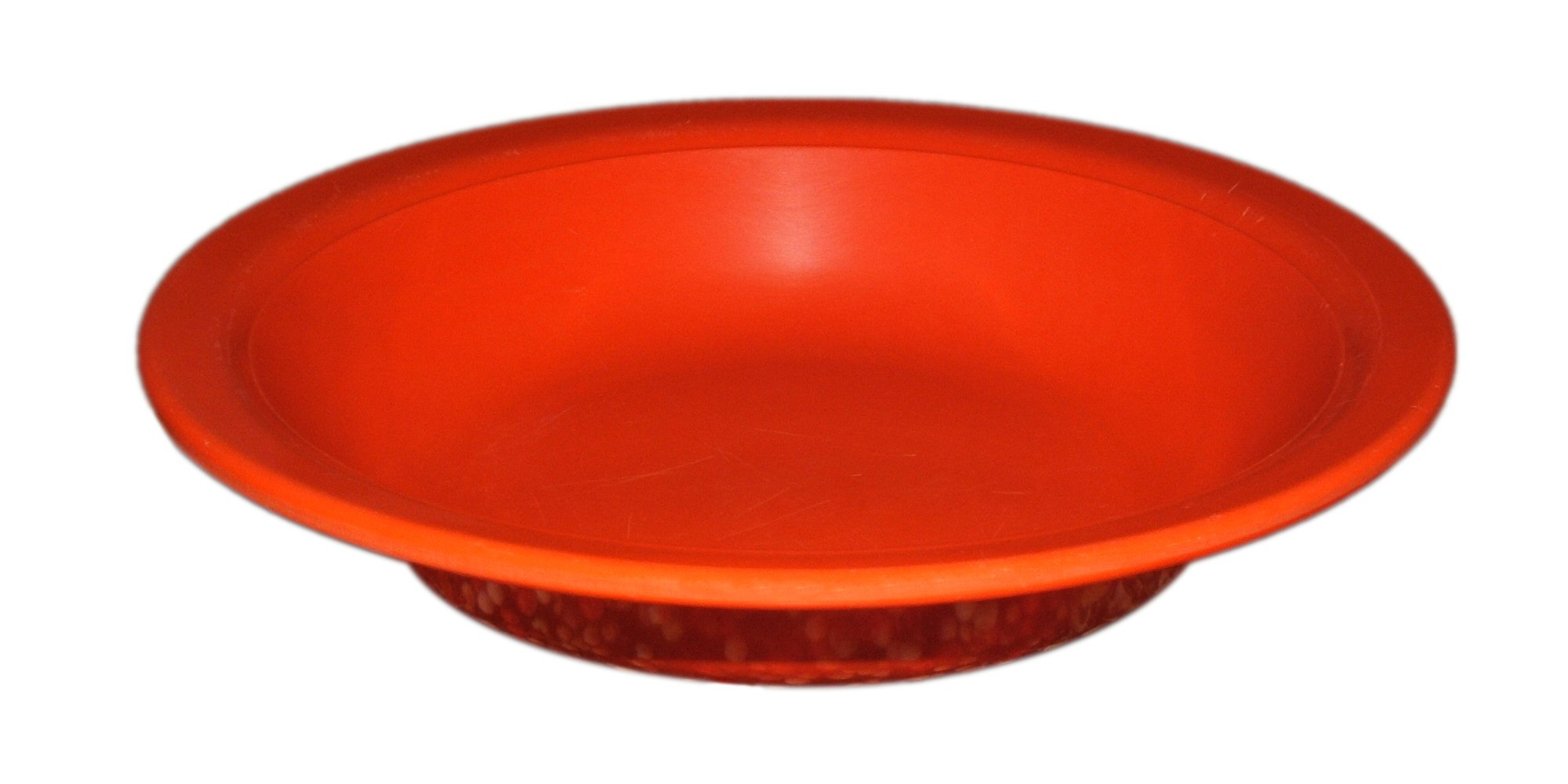
Farfurie din melamină

- Fair trade - mișcare socială care sprijină producătorii agricoli din țările în curs de dezvoltare.
- falafel - preparat culinar din Orientul Mijlociu, format din chiftele sau crochete prăjite, făcute în principal din năut (sau, în unele cazuri, din boabe de fasole fava) măcinat și amestecat cu diverse condimente și verdețuri.
- farfurie - element de vesélă (de faianță, porțelan sau tablă) rotund, concav, cu marginile puțin ridicate, în care se servește mâncarea; vezi și: bol, castron, caserolă, talger.
- farfurioară - farfurie de mici dimensiuni pe care se așază ceașca de cafea.
- farinata⁠(d) - mâncare italiană tradițională, preparată din făină de năut⁠(d), apă, ulei de măsline, sare, piper și care seamănă cu o clătită subțire și crocantă pe margini, cu o textură mai densă și un gust ușor de nucă.
- farinograf - aparat cu care se înregistrează automat rezistența la acțiunile mecanice, timpul de formare și elasticitatea aluatului în timpul frământării.

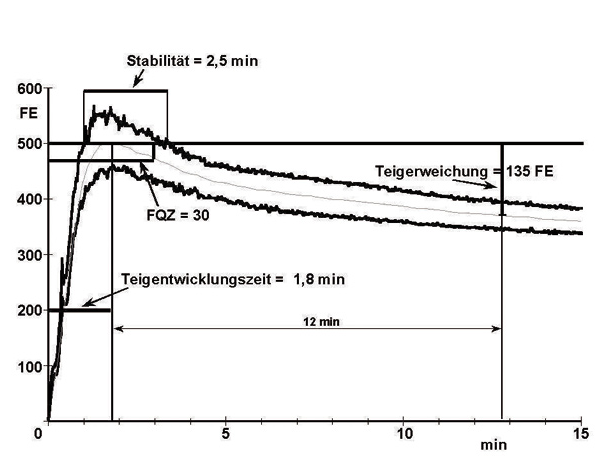
Farinogramă

- farinogramă - diagrama obținută cu ajutorul farinografului.
- farinotom - instrument pentru determinarea gradului de sticlozitate al boabelor de grâu și de orz.
- farsă - compoziție preparată prin tocarea cărnii sau a unor legume, cu diverse adaosuri, cu care se umple o pasăre, un pește, o legumă (sinonim: umplutură).
- fasonare - proces tehnologic de abator care constă în îndepărtarea franjurilor de carne rezultate în timpul prelucrării carcaselor.
- fast food:

- mâncare preparată rapid și care este servită în restaurantele de specialitate;
- termen generic pentru alimente ultraprelucrate, cu conținut caloric (provenit din grăsimi sau zaharuri) și de sare mare, având un conținut mic de fibre alimentare și care, la consum exagerat, pot dăuna sănătății.
- fașirt - preparat culinar, sub formă de ruladă, din carne tocată, copt sau prăjit.

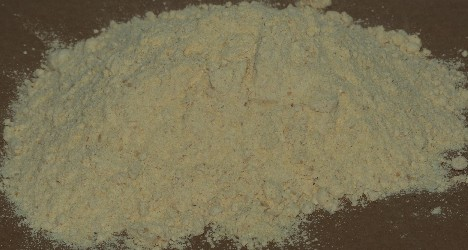
Făină de năut

- făină - produs pulverulent obținut prin măcinarea boabelor de cereale sau a altor materii comestibile.
- făină integrală - făină care conține toate componentele bobului de grâu (grâu întreg), având efecte benefice pentru sănătate.
- feculă - amidonul provenit din organele subterane ale unor plante (cartof, manioc etc.), utilizat la fabricarea dextrinei și glucozei.
- fenilalanină - aminoacid cu rol neurotransmițător care intră și în compoziția aspartamului, în unele băuturi nealcoolice și în alimente ca: miezul de pâine, produsele de soia, brânza de vaci, migdalele, nucile, laptele smântânit, semințele de dovleac și susanul.
- fermentația mustului - proces de transformare a mustului în vin, datorită fermenților care transformă zahărul din must în alcool etilic și bioxid de carbon.
- fermentație - descompunerea carbohidraților și transformarea lor în substanțe mai simple de către microorganisme.
- fermentație alcoolică - proces de transformare a zaharurilor în alcool etilic și bioxid de carbon și care stă la baza obținerii vinului din must sau suc de fructe.
- fermentație lactică - fermentație anaerobă care are drept consecință formarea acidului lactic și care stă la baza obținerii murăturilor și a laptelui acru.
- fermenți selecționați - vezi drojdii selecționate.
- festin - vezi banchet.

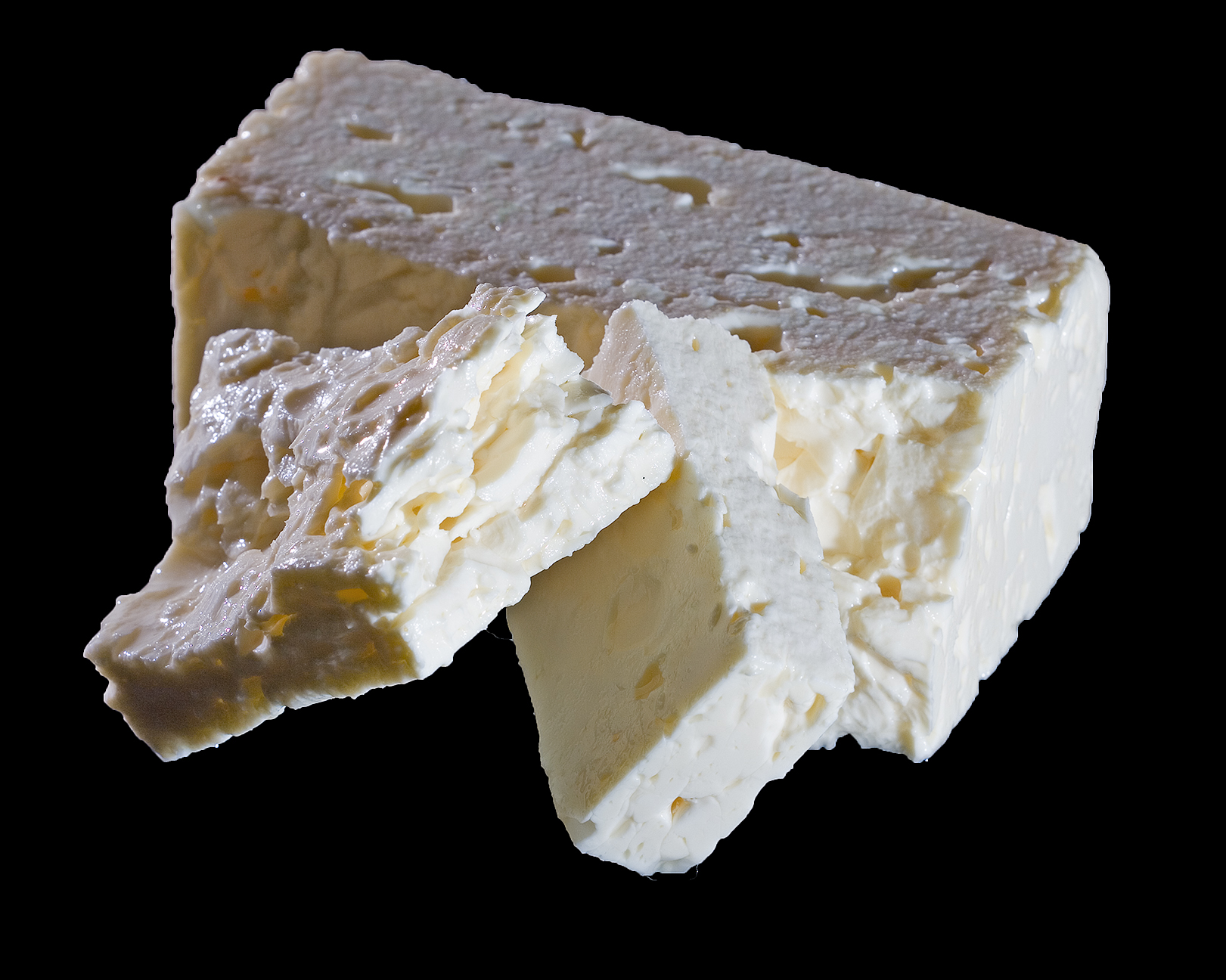
Brânză feta

- feta -  brânză grecească, obținută din lapte de oaie, uneori de capră.
- fezandare - frăgezire a cărnii de vânat prin menținere la o temperatură scăzută sau prin expunere la vânt timp de câteva zile.
- fibre alimentare - substanțe aflate în unele cereale, fructe și legume, care nu pot fi digerate; au rolul de a absorbi apa în exces și de a preveni apariția constipației.
- fidea - pastă făinoasă în formă de fire lungi și subțiri.
- fideluță - vezi: julien.
- fierbere - proces culinar prin care un lichid, cum ar fi apa sau un bulion, este încălzit până la punctul în care începe să producă bule și să formeze aburi; este unul dintre cele mai comune și fundamentale moduri de preparare a alimentelor.
- filé - carne de calitate prelevată de-a lungul coloanei vertebrale a unei vite sau porc.
- filetare - tăiere în bucăți subțiri, fără os și piele, a cărnii de pește sau de vită.
- fitil - bucată de aluat, modelată în formă rotundă, din care se realizează diferite produse de patiserie (covrigi, colaci etc.).
- fizz - băutură răcoritoare pe bază de suc de citrice, care se amestecă, agitându-se într-un shaker, cu brandy, gin sau whisky, zahăr, albuș de ou etc.
- flambare:

- stropire cu alcool a un aliment preparat și aprindere câteva momente pentru a obține o anumită savoare;
- trecere prin flacără a unui produs alimentar pentru sterilizare.
- fleică - bucată de carne de pe abdomenul bovinelor, care se prepară la grătar.
- flip - cocktail preparat dintr-un amestec de: bere, rom, zahăr, ouă, diverse vinuri, agitate în shaker și care se consumă cald sau rece.
- floarea vinului - alterare a vinului în urma acțiunii ciupercii Candida mycoderma.
- foaie - strat de aluat, subțiat cu vergeaua, din care se fac plăcinte, tăiței.

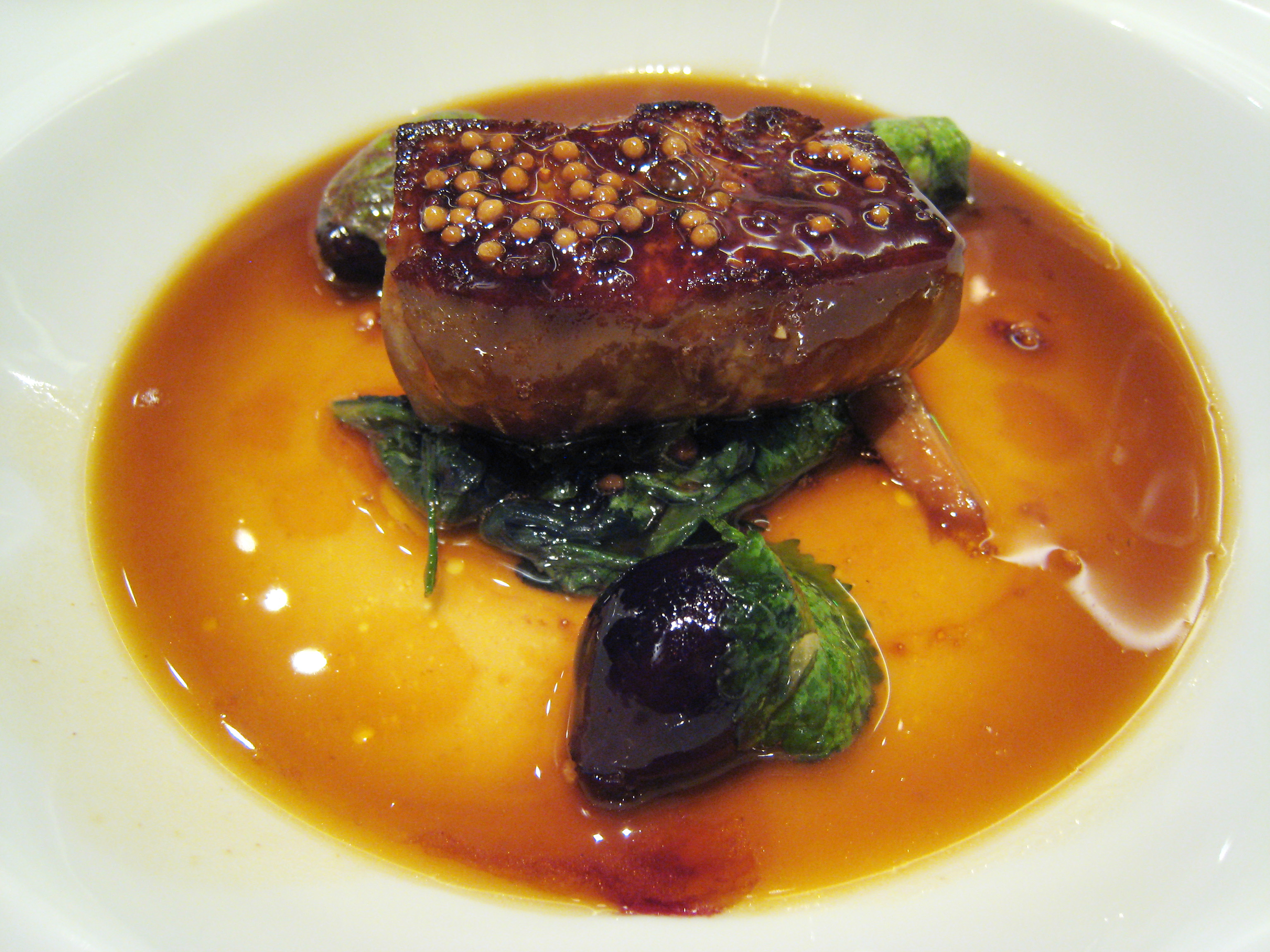
Foie gras cu semințe de muștar și ceapă verde

- foie gras -  preparat din ficat de gâscă (mai rar de rață) îndopată pentru a obține ficatul gras.
- foitaj (sau foietaj) - aluat cu unt din mai multe straturi de foi subțiri (vezi și cocă de foitaj).
- fond:

- preparat de bază (un lichid, o compoziție sau un aluat) utilizat pentru realizarea unui preparat culinar complex;
- sosul de fond pregătit din oase sfărâmate.
- fondant - pastă din sirop de zahăr, colorată și aromatizată, folosită ca interior de bomboane sau ca glazură pentru prăjituri.
- formă - vas special în care se coace aluatul de cozonac.
- fosfatare - adăugare de fosfat de calciu în mustul de struguri, pentru a activa fermentația și pentru a mări procentul de alcool în vin.
- frapare - răcire rapidă a unui preparat sau a unei băuturi punând gheață într-un vas în care se află acesta sau prin introducere în refrigerator.
- frapieră - vas special pentru răcirea băuturilor cu ajutorul gheții.
- frappé - băutură răcoritoare pe bază de cafea, servită rece, de obicei cu gheață pisată sau cuburi de gheață.
- frecăței - pastă făinoasă din aluat nedospit frecat mărunt în palmă sau ras pe răzătoare, apoi uscată și care se fierbe în supă.
- friandize - produse fine de patiserie și bombonerie, oferite între felurile de mâncare, la cafea, la ceai sau după desert, servite asortate pe un platou.
- fricandó (sau fricandou) - felie de carne împănată; friptură de vițel împănată.
- fricassé (sau fricasé) - un fel de tocană preparată din carne tăiată bucăți și prăjită în sos.
- frigare - vergea în care se înfige carnea pentru frigere deasupra jăratecului (regionalism: țepușă).
- frigănea - felie de pâine albă muiată în lapte și ouă, apoi prăjită în grăsime.
- frigăruie - bucată de carne înfiptă într-o frigare, alternate cu slănină și ceapă, fripte la jar (vezi și: friptură, broșetă).
- frigere - prepararea un aliment (în special carne sau pește) prin expunere directă la acțiunea focului (în frigare, pe grătar etc.); vezi și coacere, prăjire.
- friptură - fel de mâncare pregătită din carne friptă (la grătar, în frigare, în cuptor, în tigaie)  (vezi și frigăruie).

- friptură la capac - friptură gătită într-un vas acoperit.

- frișcă:

- smântână bătută cu zahăr și servită ca desert sau ca garnitură la prăjituri;
- strat de smântână proaspătă, care se ridică la suprafața laptelui nefiert după câteva ore de la mulgere și care, bătută cu telul, devine spumoasă.
- friteuză - aparat electrocasnic sau industrial conceput pentru a prăji alimentele prin scufundarea acestora în ulei fierbinte.

- friteuză cu aer cald - aparat de gătit care utilizează aerul fierbinte pentru a găti și prăji alimentele, oferind o alternativă mai sănătoasă la friteuzele tradiționale care folosesc cantități mari de ulei.

- fructe de mare -  ansamblu de animale marine mici (scoici, stridii, crevete, langustine, crabi) servite pe gheață, sub formă de cocteil sau folosite ca ingrediente în preparate specifice.
- fructe zaharate - produse obținute din fructe fierte în sirop de zahăr și glucoză, utilizate la ornarea torturilor și prăjiturilor.
- fructoză - substanță (care se găsește în special în fructele dulci și în miere) care aparține clasei glucidelor; este diferită de glucoză, în comparație cu care are o putere de îndulcire mai mare.

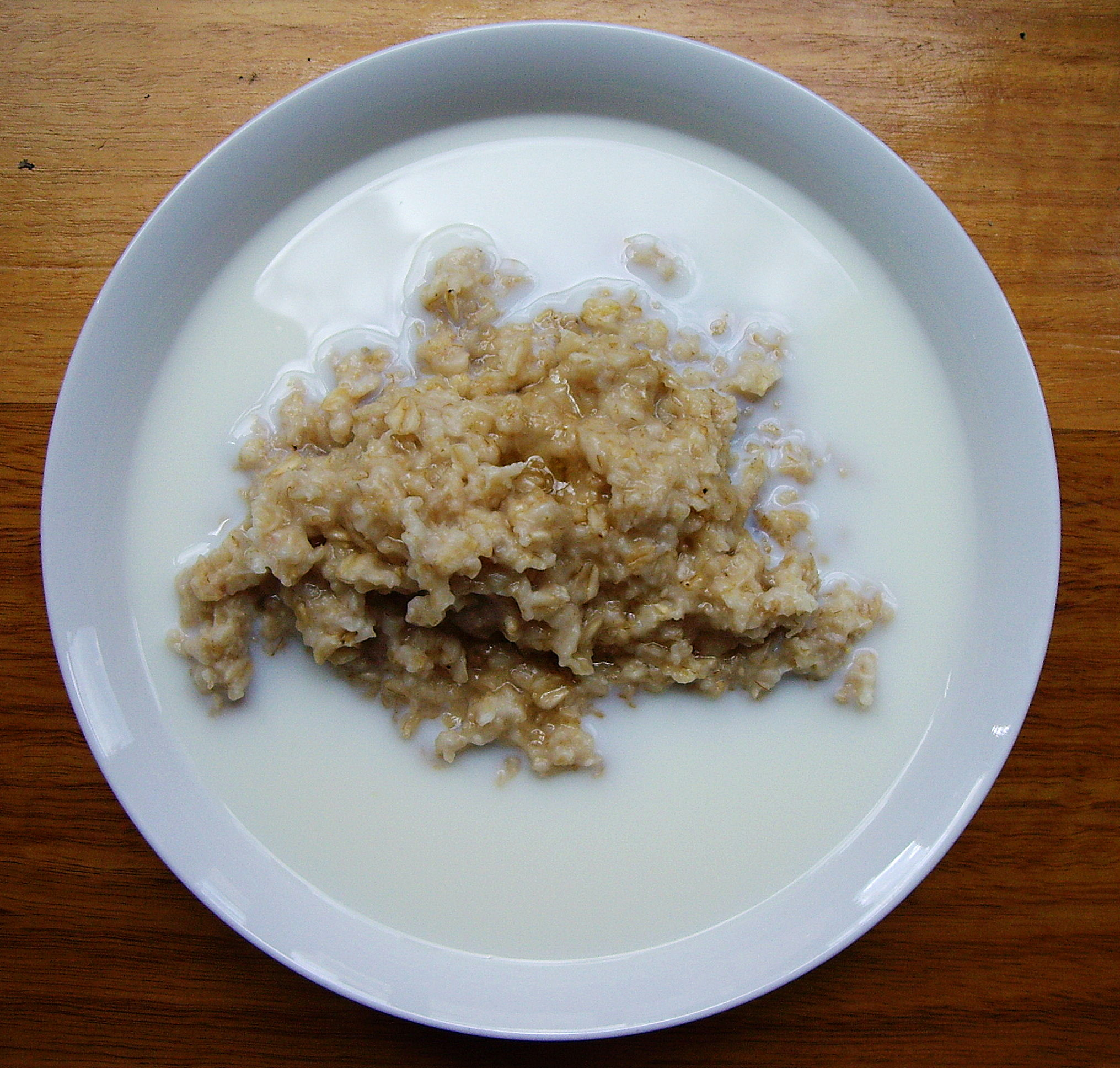
Fulgi de ovăz cu lapte

- fulgi de ovăz - crupe laminate obținute din boabe de ovăz decorticate și supuse unui tratament hidrotermic și care constituie un produs dietetic de mare valoare nutritivă.
- fursec - prăjitură mică, uscată, făcută din diferite aluaturi fragede, având forme variate.

## G

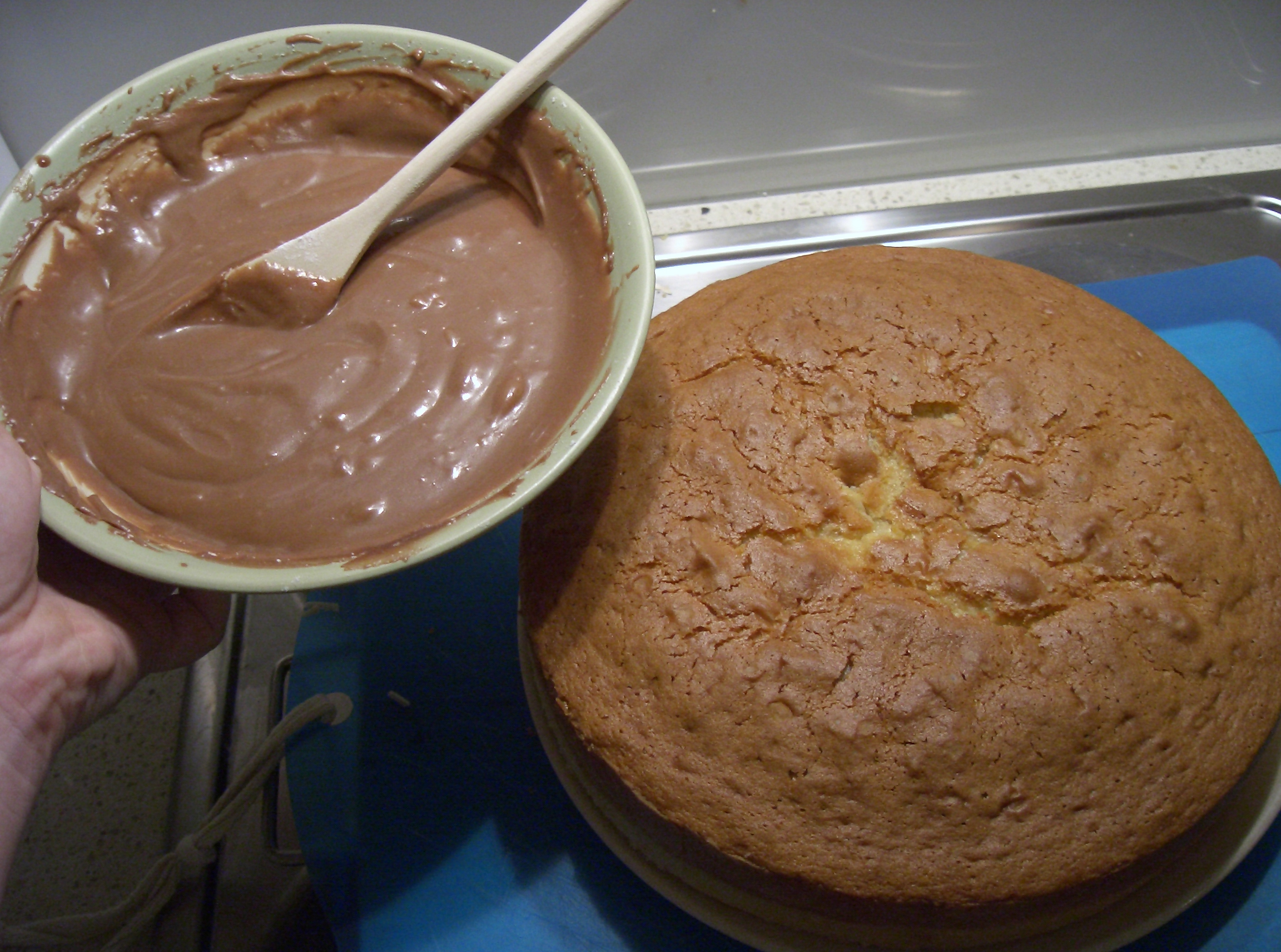
Glazura de ciocolată care se toarnă pe o prăjitură

- galantină -  preparat culinar constând dintr-o piele de găină umplută cu carne tocată de pasăre, porc și slănină, după care pielea se coase și întregul preparat se leagă într-o pânză și se pune la fiert; se servește rece, cu aspic.
- galben apus de soare -  colorant alimentar cu numărul E 110.
- galben de chinolină -  colorant alimentar cu numărul E 104.
- garnisire - înfrumusețare a produselor culinare.
- garnitură - adaos de legume, salată etc., care se servește la friptură.
- garum - sos din intestine de pește marinate cu diferite plante aromatice, folosit drept condiment în Roma Antică.
- gastronomie - arta de a prepara mâncăruri cu gust și valoare nutritivă superioară și de a estima valoarea acestora.
  - gastronomie moleculară - știință care cercetează mecanismele din timpul proceselor de preparare a alimentelor în bucătărie.

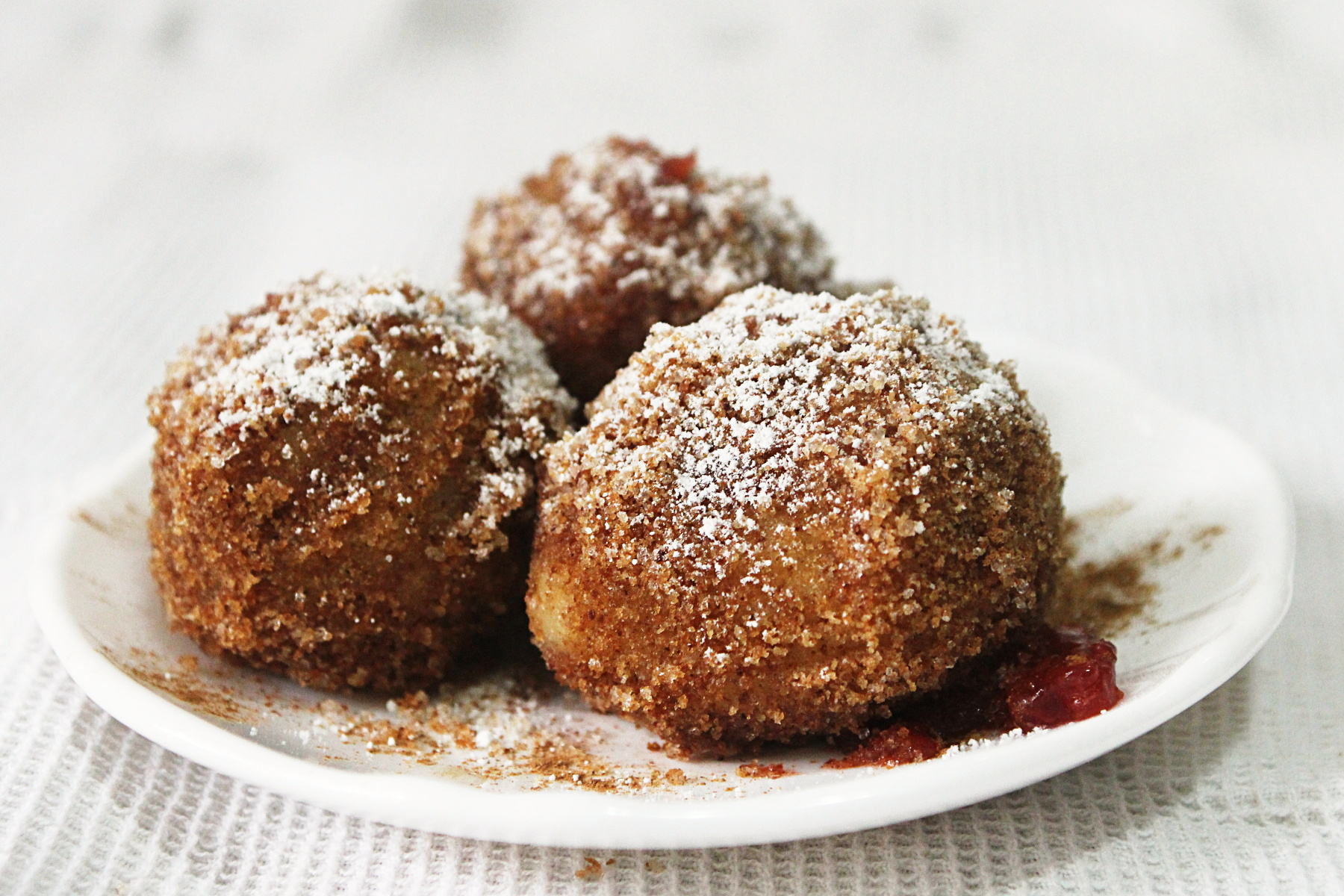
Găluște cu prune

- gălușcă - preparat culinar de formă aproximativ sferică, făcut din aluat, din griș, brânză, carne tocată etc. (exemple: găluște de chifle, găluște cu prune).
- gelatină:

- substanță coloidală proteică preparată prin fierberea de oase, cartilaje etc.;
- produs de cofetărie preparat din sirop de fructe sau dintr-o cremă dulce, închegată cu foi de gelatină.
- gelifiant - aditiv alimentar utilizat pentru a da unui preparat culinar consistență de jeleu (pectină, agar-agar etc.).
- gem - produs alimentar obținut prin fierberea fructelor (întregi) cu zahăr până la gelificarea siropului; vezi și: dulceață, magiun, marmeladă.
- germeni de grâu - produs alimentar rezultat prin extragerea germenilor din boabele de grâu, înainte de măcinare; se utilizează pentru producerea de pâine specială, precum și ca ingredient sau îngroșător în preparate culinare (supe, sosuri etc.), având o mare valoare nutritivă.
- ghebe - specie de ciuperci comestibile de pădure, cu pălăria roșiatică sau brună, catifelată; exemple: gheba de vară (Armillaria tabescens), gheba de pășune (Macrolepiota excoriata), gheba de stejar (Gymnopus fusipes).
- gheridon - masă de serviciu, utilizată pentru operații care se efectuează în fața consumatorului: tranșare , flambare, filetare, porționare, pregătire etc.
- ghiuden - cârnat uscat, presat și foarte condimentat, făcut din carne de oaie, de capră sau de vacă și presat, având astfel o secțiune plată.
- ghiveci - fel de mâncare din mai multe zarzavaturi și legume, cu sau fără carne.
- gimbap - fel de mâncare coreeană, asemănător rulourilor de sushi, care constă în orez aburit și diverse ingrediente, rulate într-o foaie de alge marine.
- gin -  băutură alcoolică tare, de origine engleză, obținută prin distilarea mustului fermentat de cereale, la care se adaugă boabe de ienupăr.

- gin tonic - băutură alcoolică mixtă, compusă din gin și apă tonică, caracterizată prin gustul său unic și răcoritor.

- glacé - înghețat; acoperit cu aspic.
- glasare:

- acoperirea unui preparat cu glazură sau cu aspic pentru a avea un aspect lucios;
- (despre fructe) fierbere în sirop de zahăr până devin sticloase (glasate) și apoi scurse și răcite (vezi și confiere).
- glazură :

- strat subțire de zahăr ars, de ciocolată, de șerbet etc. cu care se acoperă unele prăjituri, bomboane, fructe etc pentru a le da un gust și un aspect mai plăcut;
- strat subțire și transparent din ou, lapte etc. cu care se acoperă orezul, unele paste făinoase etc. pentru a le da un aspect mai frumos și pentru a nu se lipi la fiert sau la prăjit.
- glucidă - vezi carbohidrat.

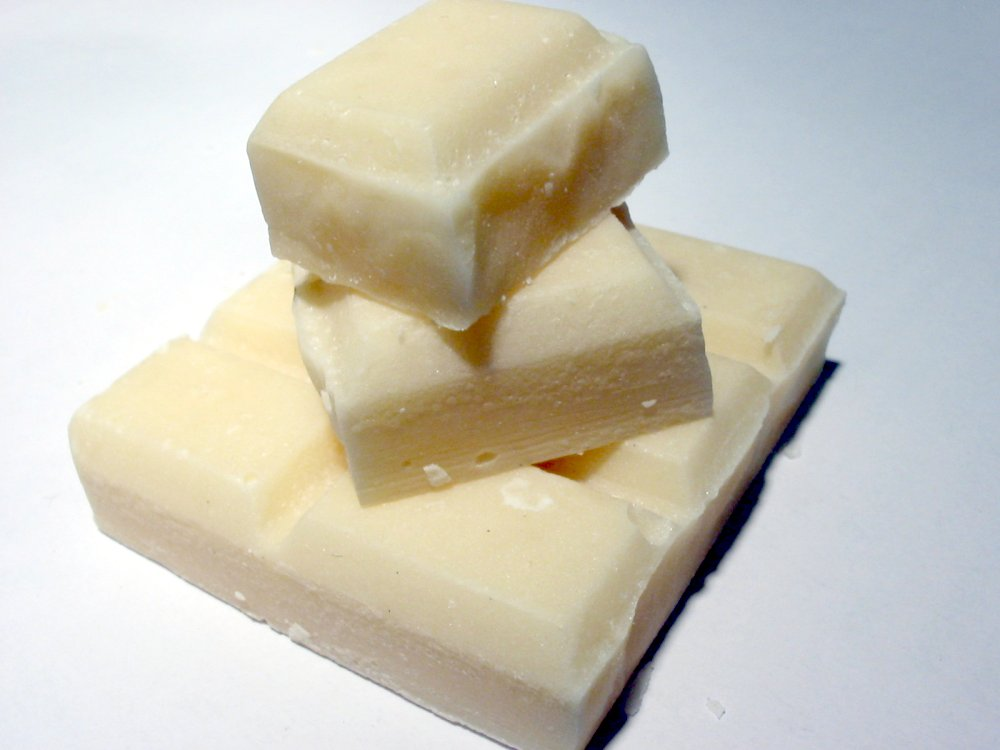
Tablete de glucoză

- glucoză - substanță (care se găsește în special în sucul fructelor dulci) care aparține clasei glucidelor, cu putere de îndulcire de numai 75% față de fructoză.
- gluten - produs dens, vâscos, de natură proteică, obținut din aluat nefermentat de făină de grâu după îndepărtarea amidonului; prezent în alimentație, poate declanșa o serie de simptome neplăcute.
- glutenină - proteină din cereale, insolubilă în apă și cu valoare alimentară aproape completă.
- gnocchi - găluște specific italiene, mici, ovale sau rotunde, cu aspect de scoici plate (presate cu furculița), fierte în apă sărată, gratinate și servite ca antreu cald.
- gogoașă - produs de patiserie, de formă sferică, preparat din aluat dospit și prăjit în grăsime sau în ulei.
- Gorgonzola - brânză de origine italiană, preparată din lapte de vacă, cu miros specific și cu pasta albă sau galbenă deschis cu pete verzi, crusta naturală gri, aromă dulce pronunțată sau picantă după gradul de învechire.
- Gouda - brânză de origine olandeză, obținută din lapte de vacă; în funcție de vechime, poate fi fragedă sau tare la pipăit, având culoarea de la galbenă deschis la galbenă-ocru.
- grad alcoolic - proporția de alcool, exprimată în procente volumetrice, conținut în băuturile alcoolice.
- Graham, pâine (de) ~ - pâine dietetică, făcută din făină integrală, fără sare, care conține mai multe tărâțe; se recomandă pentru diabetici.
- graten:

- preparat culinar acoperit cu pesmet și copt în cuptor;
- vas de bucătărie din faianță, rezistent la foc, în care se gratinează preparatele.
- gratinare - acoperirea cu pesmet sau cu sos gratinat a unor mâncăruri și rumenirea acestora la cuptor.
- grăsime - macroelement folosit de organism pentru necesități energetice; exemple de alimente care conțin grăsimi: ulei, grăsime animală, brânză, nuci, semințe (sinonim: lipidă).

- grăsime animală - amestec de lipide obținute de la animale, și pot fi atât uleiuri, cât și grăsimi solide.

- grăsimi nesaturate - denumire pentru acele grăsimi recomandate pentru consum (grăsimi bune) și care pot fi: grăsimi mononesaturate (prezente în uleiul de măsline, de cocos, de alune, avocado, măsline și anumite nuci sau semințe) și grăsimi polinesaturate (provin din porumb, floarea soarelui, soia, pește, anumite nuci sau semințe).
- grăsimi saturate - tip de grăsimi responsabile cu creșterea colesterolului LDL, asociat cu riscul producerii bolilor cardiovasculare (grăsimi rele); provin din sursă animală și din uleiurile vegetale (margarină).
- grăsimi uzate - deșeuri rezultat din prăjirea/prepararea alimentelor în restaurante, fabrici de procesare a alimentelor sau în bucătăriile individuale și care pot fi periculoase pentru mediu.

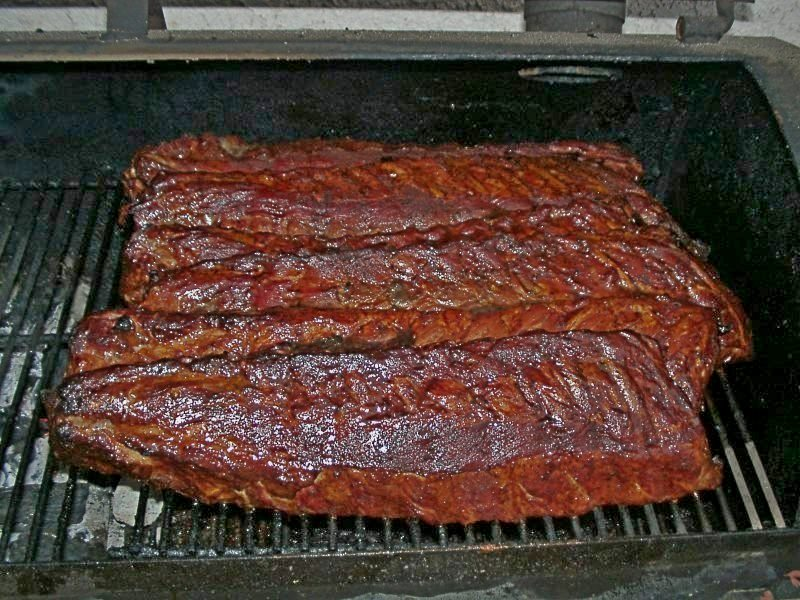
Carne friptă pe grătar

- grătar - ustensilă din metal pe care se frige carne, pește, ciuperci etc.; prin extensie, friptură astfel preparată.
- gril - grătar pentru fripturi, friptură la grătar.
- grilare - topire a zahărului până ce acesta capătă o culoare galbenă.
- grog - băutură alcoolică preparată din rom, coniac sau rachiu amestecat cu apă fierbinte, îndulcită, la care se adaugă lămâie.
- groscior (sau groștior) - (regionalism) smântâna care se formează deasupra laptelui de vacă nefiert.
- gujon - tranșă decupată oblic din filé de pește plat, asemănătoare cu un peștișor, dată prin făină sau învelită în aluat fluid, prăjită în baie de ulei.
- gulaș - tocană de carne cu cartofi sau găluște de făină.
- gulkand - dulceață dulce și aromată, obținută din petale de trandafir, originară din subcontinentul indian.
- guma (de) xantan - polizaharidă produsă prin fermentarea bacteriană a carbohidraților, utilizată ca agent de îngroșare și stabilizator alimentar.
- gustare - mâncare rece, în cantitate mică, luată înainte de o masă principală sau între mese.

## H
- hagelslag - ingredient popular în bucătăria olandeză, constând din mici bucățele de ciocolată sau alte dulciuri, care seamănă cu granulele de zahăr sau confetti și sunt folosite în special ca topping pentru pâine.
- hamei - plantă erbacee agățătoare, cu flori galbene-verzui, ale cărei inflorescențe femele aromate și amare se întrebuințează la fabricarea berii.
- hamburger - bucată de carne tocată prăjită în tigaie și servită caldă într-o chiflă tăiată în două; altă denumire: burger.
- hasmațuchi - plantă culinară aromată, înrudită cu pătrunjelul și morcovul, cu frunze foarte aromate, care se întrebuințează la condimentarea salatelor, supelor și omletelor (sinonim: asmățui).
- hașmă - plantă erbacee, asemănătoare cu ceapa, cu gust și miros de usturoi; este specifică bucătăriei franceze, fiind numită și ceapă franțuzească, eșalot sau șalotă.
- hârtie cerată - hârtie impregnată cu substanțe care o fac impermeabilă, utilizată pentru a păstra mâncarea proaspătă o perioadă îndelungată sau pentru lustruirea veselei.
- Hennessy - marcă de coniac francez.
- hidrat de carbon - vezi carbohidrat.

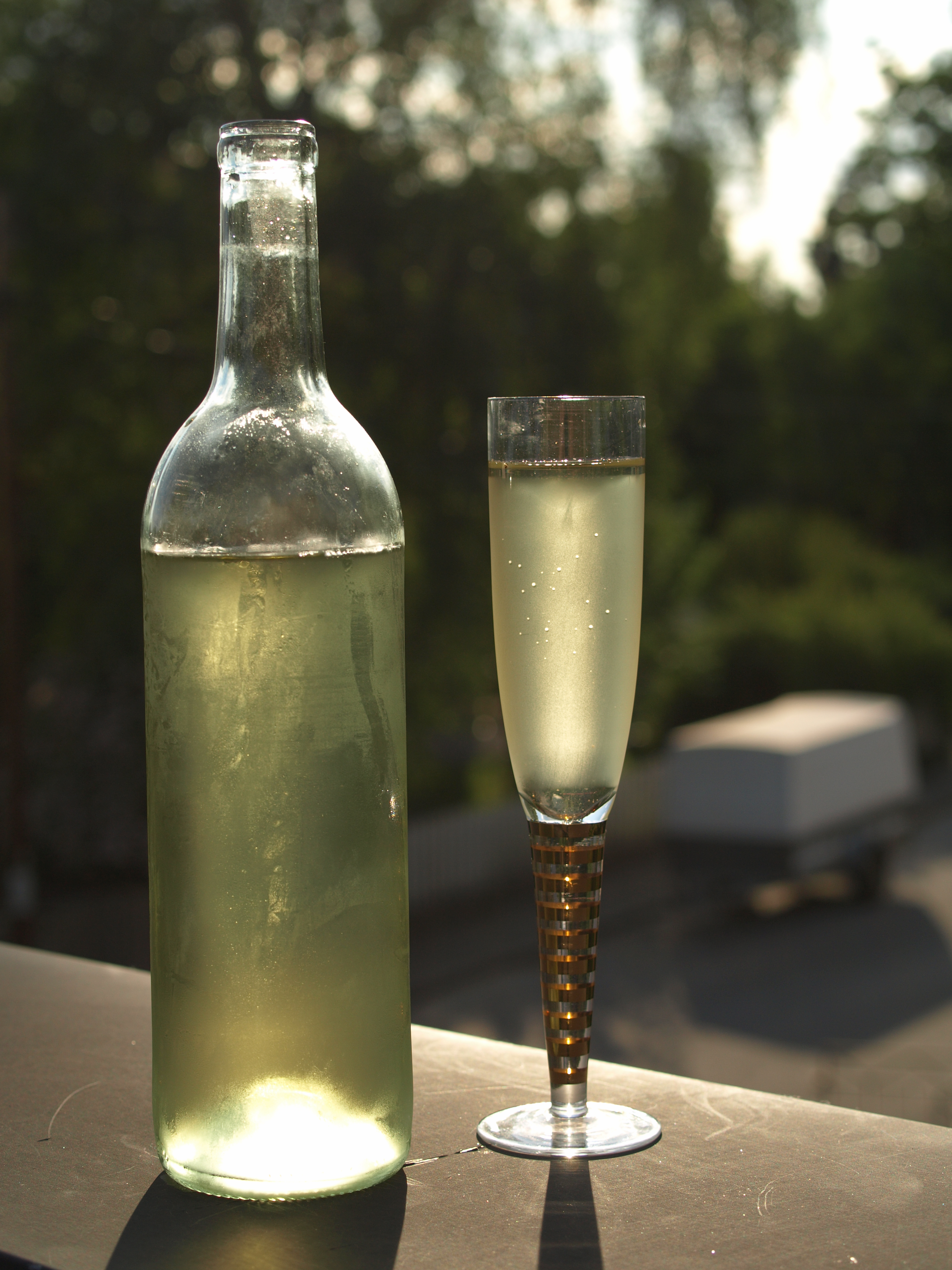
Hidromel din soc

- hidromel -  băutură alcoolică obținută prin fermentarea mierii și folosită la fabricarea lichiorurilor.
- highball - coktail de vară ce are în componență alcool, gheață, ginger-ale și coajă de lămâie.
- hopșă - (regionalism) carne de vită, tăiată în bucăți.
- hors d’oeuvre - termen franțuzesc pentru aperitive, gustări.
- hrib - ciupercă comestibilă (Boletus edulis) cu pălăria de culoare brună-gălbuie și cu piciorul alb, gros; sinonim: mânătarcă.
- hrișcă - plantă cerealieră cu semințe mici, lunguiețe și negricioase, ce servesc ca hrană.
- huști - drojdia de tărâțe de la fabricarea borșului de putină.

## I
- iahnie - mâncare scăzută din legume, mai ales din fasole boabe, din pește sau din carne.
- idiosincrasie - reacțiile individuale neobișnuite sau specifice (diferite de reacțiile comune sau normale ale majorității persoanelor) ale unei persoane la anumite alimente sau substanțe din alimente.
- igiena alimentară - ramură a igienei care studiază valoarea nutritivă și biologică a alimentelor și normele utilizării acestora în funcție de condițiile de viață, de vârstă, de climă etc.
- imambaialdî - mâncare rece din vinete împănate.
- India pale ale - tip de bere engleză, exportată în India și care conține arome exotice deosebite.
- indice glicemic - parametru care măsoară creșterea nivelului glicemiei după ce un anumit aliment este consumat; de exemplu, pâinea albă are un indice glicemic de 70, cerealele integrale au un indice de 45, căpșunile de 25.
- industrie alimentară - ramuri industriale, legate de agricultură, axate pe producția/fabricația de alimente sub diferite forme, fie finite sau semi-fabricate.

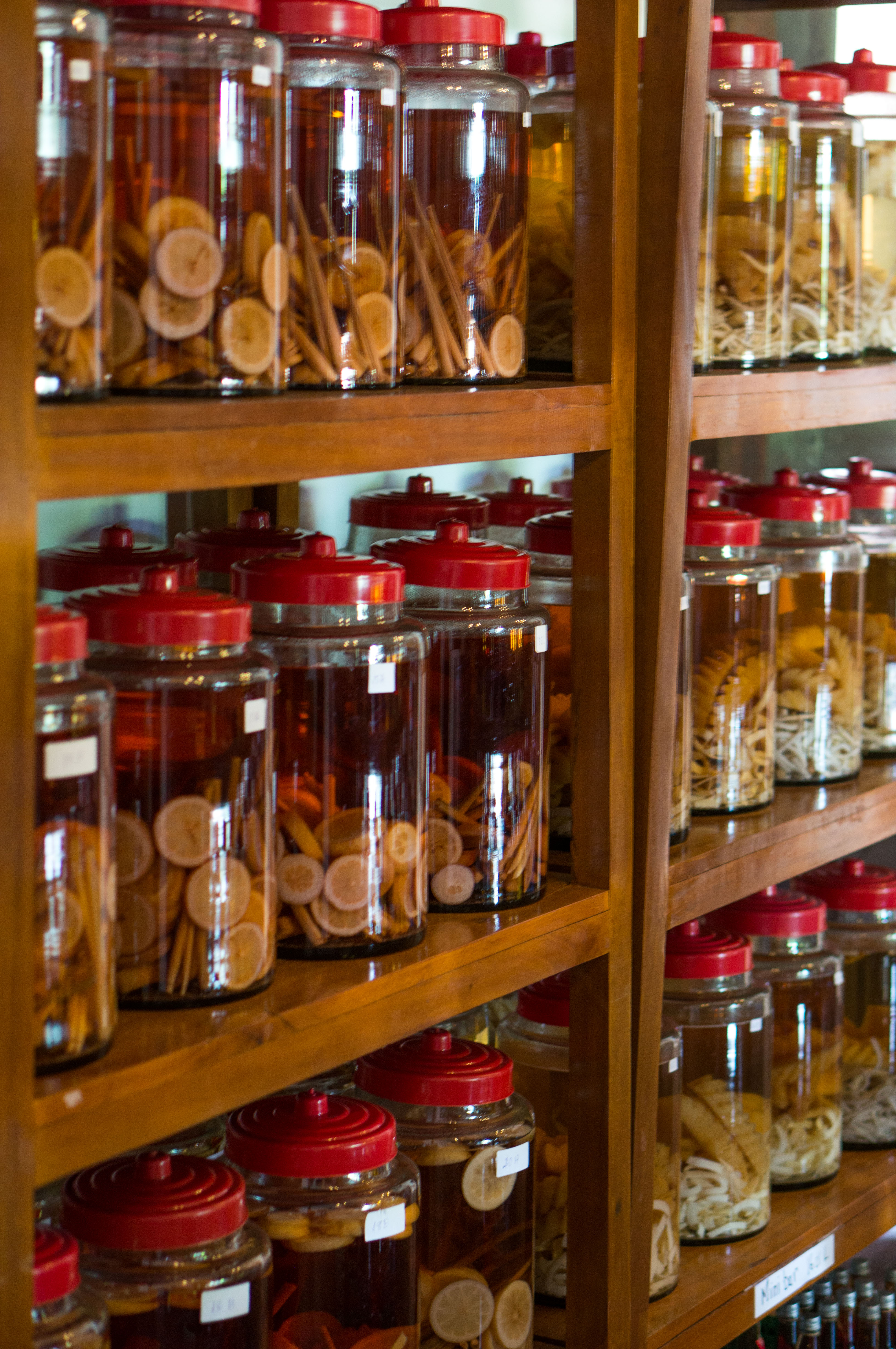
Preparate prin infuzie

- infuzie -  soluție apoasă obținută dintr-o plantă prin opărirea ei cu apă clocotită, în scopul extragerii principiilor active pe care le conține.
- inginerie alimentară - ramură a ingineriei care se ocupă cu proiectarea, dezvoltarea și optimizarea proceselor și echipamentelor utilizate în producția, procesarea, ambalarea, conservarea și distribuția alimentelor, obiectivul fiind asigurarea siguranței, calitatății și eficienței în lanțul alimentar, de la materii prime până la produsul final ajuns la consumator.
- ingredient - substanță care intră în componența unui aliment pentru a-i conferi anumite calități.
- intoleranță alimentară - reacție prin care organismul exprimă o stare de adversitate față de un aliment (exemplu: intoleranță de lactoză).
- iofcá -  pastă făinoasă în formă de pătrățele.
- iradiere - procedeu pentru distrugerea bacteriilor din fructe și legume, înainte de a fi expuse la vânzare.
- ISO 22000 - standard internațional⁠(d) care specifică cerințele pentru un sistem de management al siguranței alimentare; se aplică organizațiilor implicate în lanțul alimentar și are ca scop asigurarea că alimentele sunt sigure pe parcursul întregului proces de producție, procesare, distribuție și consum.

## Î
- împachetare - învelire a unor preparate în diverse forme: plic, portofel, batistă etc.
- împănare - introducerea de slănină, usturoi, legume, condimente în crestături făcute în carne.
- împânzare - operație de introducere a slăninii, usturoiului și a morcovilor în carne înainte de preparare.
- împesmetare - trecerea unor preparate prin făină, ou și pesmet înainte de procesul termic.
- înăbușire - fierbere a cărnii sau a legumelor în aburi sau în apă cu grăsime, în vas acoperit.
- încingere - ridicarea accidentală a temperaturii în masa unor produse (cereale, făină, resturi oleaginoase etc.) depozitate în vrac, ca urmare a unor procese biologice, de oxidare sau de umezire.
- îndulcitor - aditiv alimentar care îndulcește gustul unui aliment.
- însiropare - a introduce sau a turna sirop peste un preparat culinar (vezi și trampare).

## J

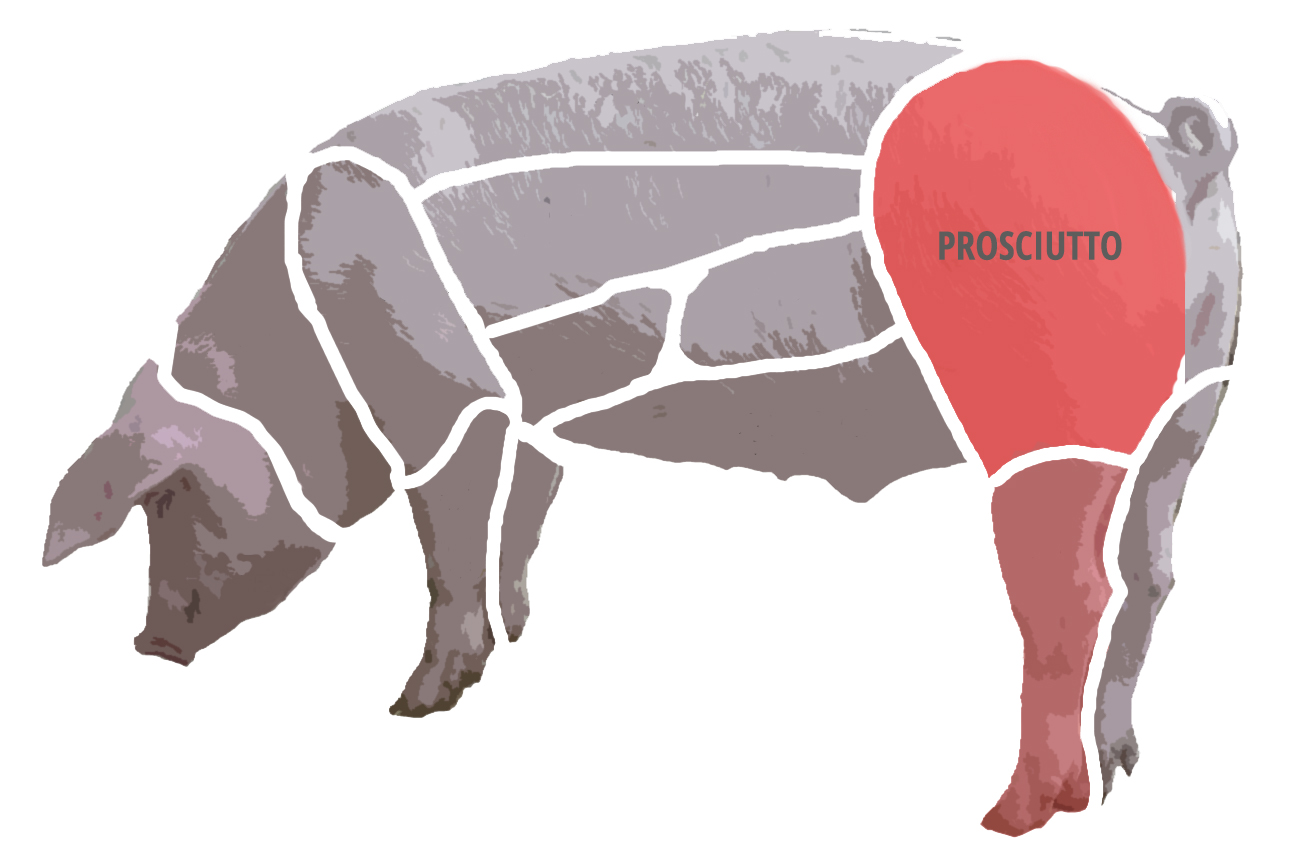
Poziția jambonului la porc

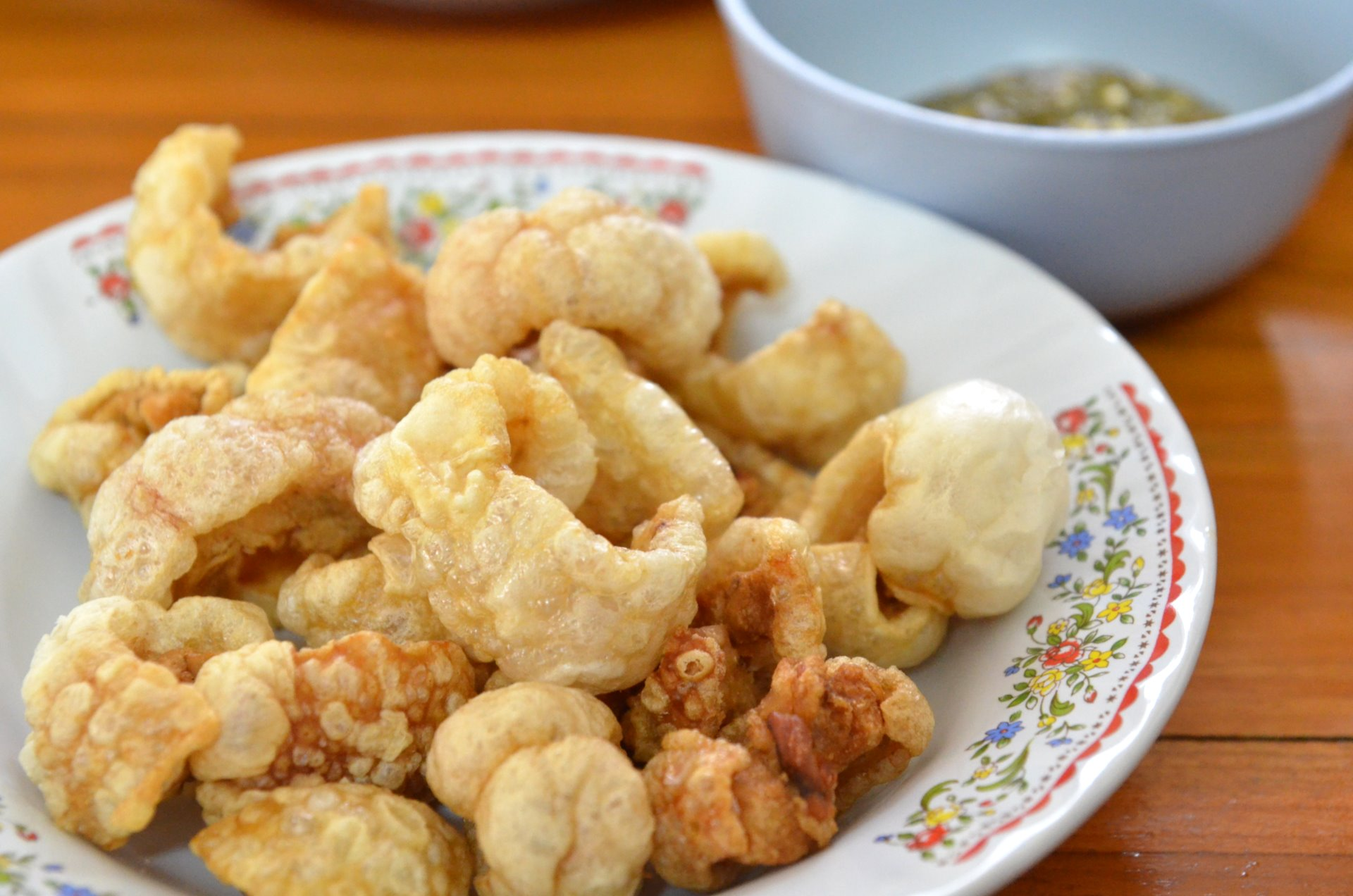
Farfurie cu jumări

- jambon - pulpă de porc, sărată sau afumată.
- jardinieră - amestec de legume divers colorate (carote, napi, fasole verde, tăiate în formă de bastonașe, rozete de conopidă sau de broccoli), servit drept garnitură la preparatele de carne.
- jeleu:

-  preparat de cofetărie sub formă de gel, obținut din peltea amestecat cu sucuri de fructe și acoperit cu un strat de zahăr tos.
- jigou - pulpă de oaie, de miel, berbec sau căprioară,  sub formă pregătită pentru fript sau friptura preparată.
- jimblă - pâine albă, rotundă sau lunguiață; franzelă.
- jintuială - zerul cel mai gras scos din caș sau zer rămas de la urdă.
- jivrare:

- aplicare a unei borduri de zahăr sau pudră de cacao pe marginea unui pahar;
- răcirea paharului cu gheață;
- extragerea pulpei unui fruct (lămâie, mandarină, portocală) și umplere cu sorbet.
- jintiță - subprodus al laptelui, obținut din zerul rezultat la prepararea brânzeturilor prin încălzire până la 80oC, ceea ce duce la precipitarea albuminei.
- jofră -  prăjitură de formă cilindrică din cremă de ciocolată, acoperită cu glazură.
- julep - cocktail din whisky sau coniac și zahăr, aromată, care se toarnă peste bucățele de gheață și se garnisește cu mentă.
- julien:

- mod de a tăia alimentele în fâșii subțiri (sinonim: fideluță);
-  băutură din diferite fructe sau legume, tăiate în bucăți și servite în lichid.
- jumări:

- resturi comestibile după topirea slăninii, osânzei sau a seului;
- mâncare făcută din ouă bătute și prăjite în grăsime.
- jus[3] - suc rezultat din prăjirea cărnii în grăsime; altă denumire pentru sosuri.

## K
- kașrut - set de reguli iudaice referitoare la alimentație; vezi și koscher.
- kaymak - preparat culinar, din zona Asiei Centrale, făcut cu smântână care se fierbe câteva ore și apoi se separă de lapte.
- kebab - vezi chebab.
- kefir - vezi chefir.

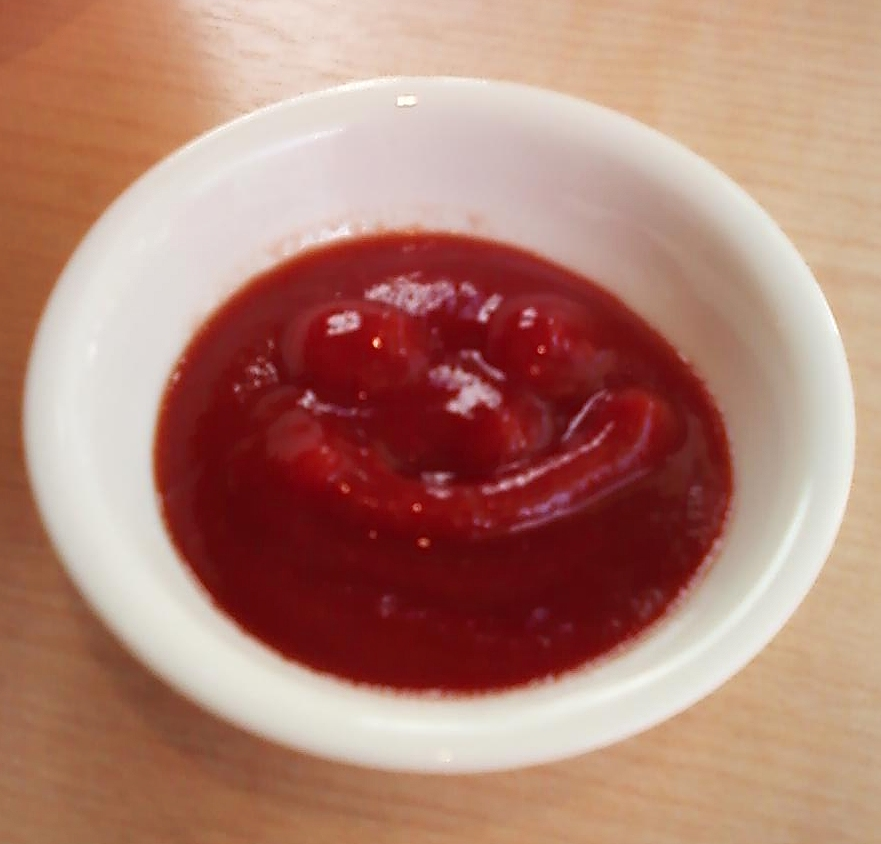
Ketchup

- ketchup - sos picant pe bază de roșii și mirodenii.
- kievscaia - preparat de bază specific bucătăriei rusești, din piept de pasăre.
- kirsch - lichior de cireșe negre, originar din Alsacia, obținut prin fermentație naturală în butoaie, urmată de distilare.
- kit de masă:

- pachet care conține toate ingredientele necesare pentru a prepara o masă⁠(d) specifică, împreună cu instrucțiuni detaliate de gătit;
- model de afaceri prin care o companie trimite clienților ingrediente pre-porționate și, uneori, parțial preparate, precum și rețete pentru prepararea de mese gătite acasă.
- kiviak - preparat specific inuiților, realizat din păsări fermentate în burtă de focă.
- koscher (sau koșer) - aliment pregătit după ritual conform prescripțiilor religiei mozaice; mâncare permisă evreilor practicanți; altă variantă: cușer; vezi și kașrut.
- krembo - dulce originar din bucătăria daneză și ebraică, constând într-o bezea pufoasă învelită în ciocolată și cu un biscuit la bază.

## L
- Lacrima-Christi - vin alb italian, produs pe pantele Vezuviului, având o culoare aurie, uneori spumos și destul de sec.
- lactate - laptele și alte alimente produse din acesta, cum ar fi brânza, iaurtul; acestea sunt o sursă importantă de proteine, calciu, vitamine și minerale în dietă.
- lactați - săruri ale acidului lactic, întrebuințate în industria alimentară sau în medicină.
- lactoferment - vezi cheag.
- lactofiltru - dispozitiv folosit pentru determinarea impurităților din lapte.
- lactometru - instrument utilizat pentru determinarea purității laptelui.
- lacto-ovo vegetarianism - regim alimentar care exclude toate produsele de proveniență animală, în afară de produsele lactate și ouă (vezi vegetarian, lacto vegetarianism; sinonim: ovo-lacto-vegetarianism).

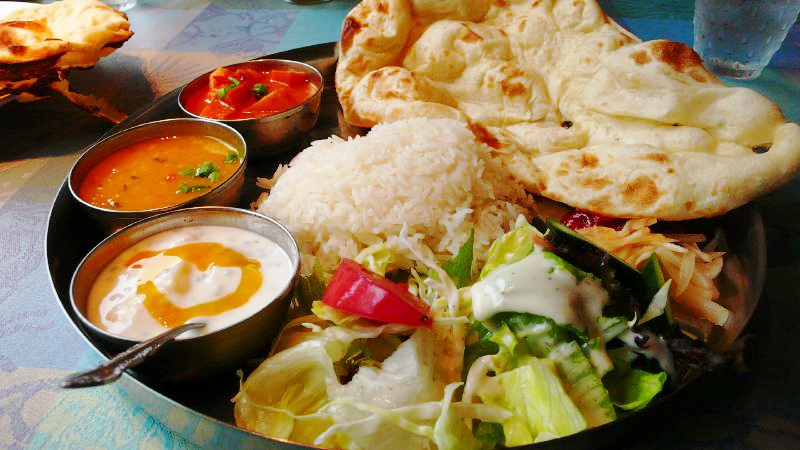
Meniu lacto-vegetarian

- lacto vegetarianism - regim alimentar care exclude toate produsele de proveniență animala mai puțin produsele lactate.
- lactoză - carbohidrat întâlnit în lapte; oferă organismului energie, stimulează digestia, încetinește dezvoltarea bacteriilor care produc putrefacție și are rol laxativ.
- langoși - bucăți de aluat de pâine, aplatizate, prăjite în grăsime încinsă.
- langustă - crustaceu marin, asemănător cu racul, dar lipsit de clești, a cărui carne este foarte gustoasă.
- langustină - specie de homar din Norvegia, utilizat în gastronomie ca și creveta.
- lanț alimentar - ansamblul de etape și procese prin care alimentele trec de la producător până la consumatorul final; include toate activitățile legate de producerea, procesarea, distribuția, stocarea și vânzarea alimentelor, precum și consumul acestora.

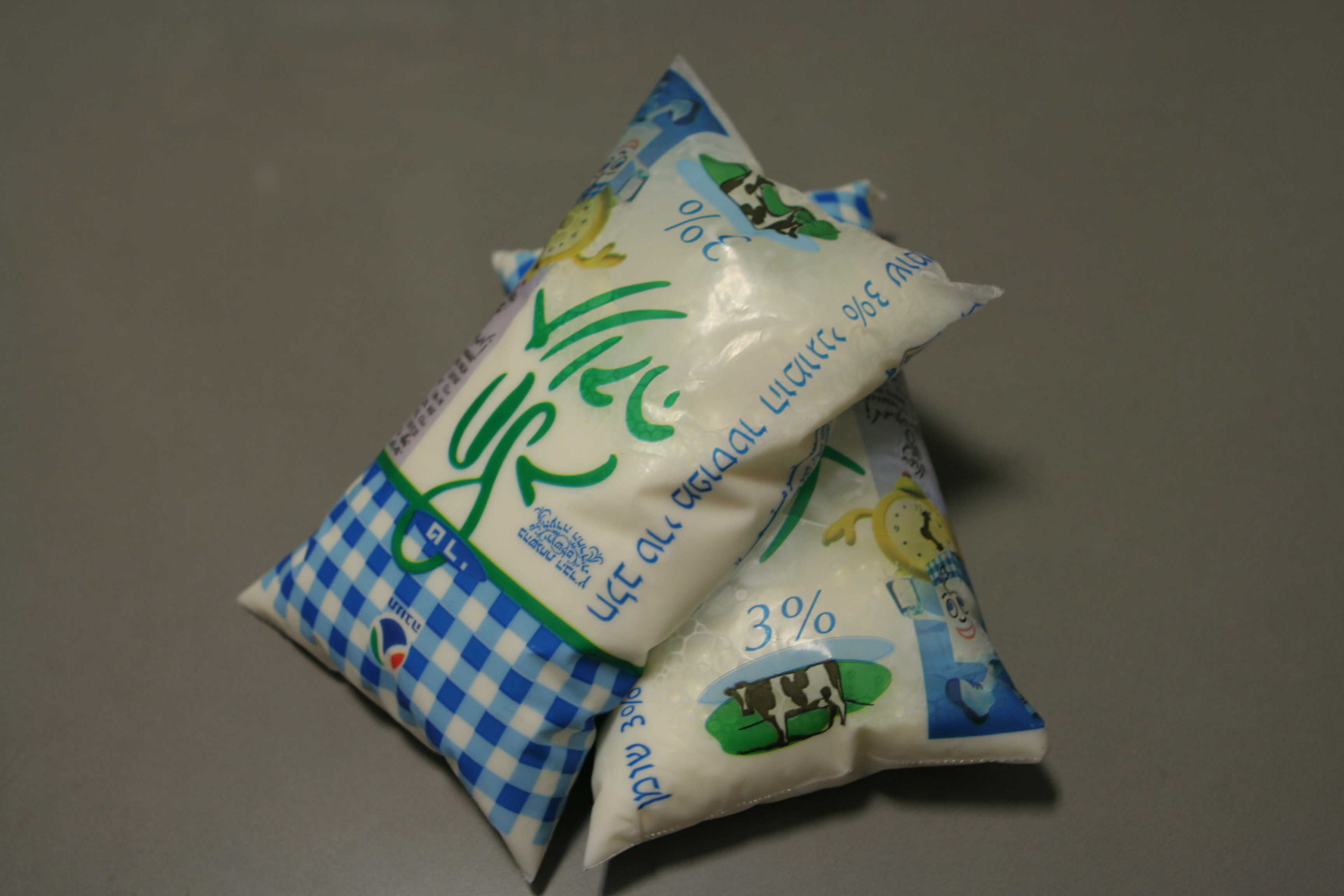
Lapte la pungă

- lapte - produs de secreție al glandelor mamare ale femelelor mamiferelor, utilizat și în alimentație, având o bogată valoare nutritivă.

- lapte acidofil - produs lactat dietetic de culoare albă-gălbuie, preparat din lapte de vacă sterilizat, cu un anumit conținut de bacterii și fermentat.
- lapte acru - lapte lăsat să se acrească prin fermentație lactică a lactozei; sinonim: lapte prins.
- lapte bătut - lapte acru cu smântână, bine amestecat.
- lapte condensat - lapte concentrat obținut prin evaporarea unei părți din apă.
- lapte de malț - malț măcinat și amestecat cu apă, folosit la prepararea berii.
- lapte de migdale - băutură vegetală obținută prin măcinarea migdalelor și amestecarea lor cu apă, urmată de filtrare.
- lapte de pasăre - desert preparat din lapte, ouă și zahăr.
- lapte praf - produs obținut din lapte din care s-a îndepărtat, prin deshidratare, cea mai mare parte din apă.
- lapte prins - vezi lapte acru.

- lasagna - foi de aluat măsurând circa 10×20 cm și care se comercializează fierte dinainte sau crude.
- laște (singular lașcă) - paste făinoase sub formă de tăiței lați sau sub formă de romburi.
- lebăr(vurst) (sau lebărvurșt) - preparat din ficat de porc fiert, tocat și condimentat, introdus în intestin de porc.
- legare - (despre sosuri, dulcețuri etc.) îngroșare, închegare în urma fierberii.
- legare în sos - îngroșare cu făină de cartofi dizolvată în apă rece (feculă) sau cu unt amestecat cu făină.

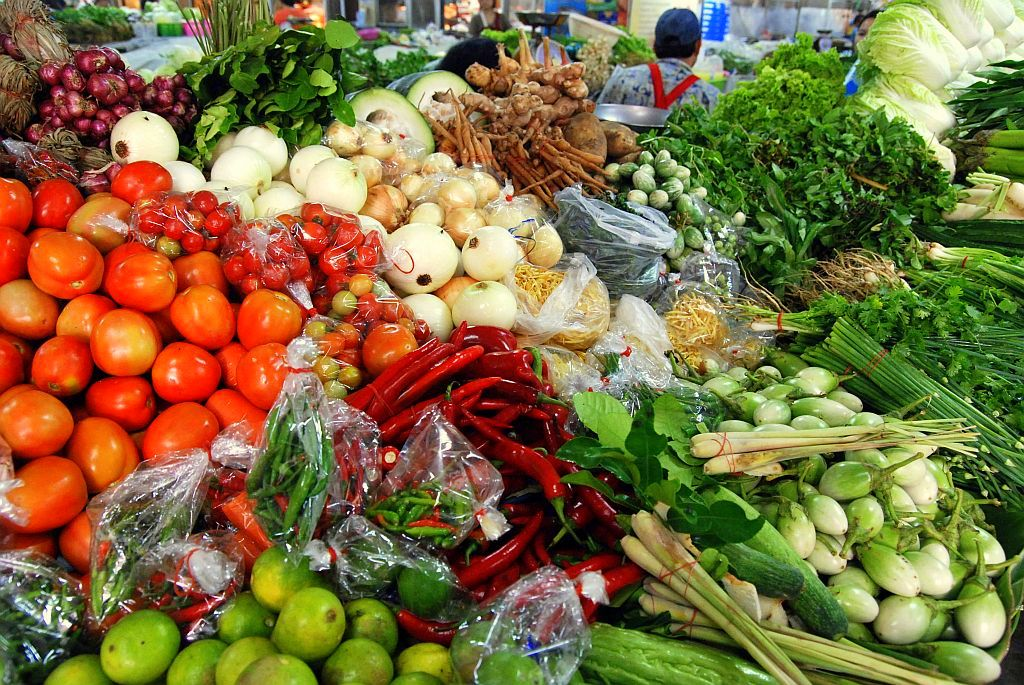
Piață de legume în Tailanda

- legume - nume generic dat unor vegetale (fasole, ceapă, linte, cartofi etc).
- legume natur - legume fierte în apă sau în aburi și servite ca atare.
- leguminoase - plante al căror fruct este o păstaie (exemple: fasolea, soia, mazăre, arahide etc.).
- leucină - aminoacid esențial, care contribuie la reglarea metabolismului și se găsește în alimentele cu proteine complexe și mai ales în zer iar în cantități mai mici, în boabele leguminoaselor și în tărâțe.
- liezon:[4]

- sos pregătit special pentru a da aspect anumitor preparate;
- compoziție alcătuită din gălbenușuri de ou, făină, smântână sau iaurt, care se adaugă la ciorbe și la alte mâncăruri, pentru a le da aspect și gust.
- limonadă - băutură răcoritoare preparată din suc (sau coajă) de lămâie, zahăr și apă (sau sifon); altă denumire: citronadă.
- limoncello - lichior italian obținut prin extracția în alcool a uleiurilor esențiale din coaja de lămâie.
- limpezire:

- operație de îndepărtare a suspensiilor din vinuri, sucuri și alte băuturi;
- clarificare a unor consommé-uri, piftii prin adăugare de albuș de ou, carne slabă de vacă (tocată) și unele zarzavaturi, urmată de o ușoară fierbere.
- lin - vas de dimensiuni mari, construit din beton, lemn, tablă, pentru efectuarea proceselor de fermentație în industria berii, a spirtului etc.
- linte - plantă din familia leguminoaselor, de la care se consumă boabele plate, uscate, foarte variate ca mărime și colorit.
- linzer[5] - plăcintă cu mere, nuci sau marmeladă, care pe deasupra are un grătar de aluat.
- lipidă - vezi grăsime.
- liptauer - amestec din brânză de vaci și brânză telemea de oi, smântână, unt și piper măcinat și care, de exemplu, se poate pune cu ajutorul unui poș, prevăzut cu spriț, pe frunzele de salată verde.
- lisare - introducere a fructelor confiate în siropul fiert la probă.
- listă de bucate - foaie pe care sunt înscrise mâncărurile și băuturile care se servesc într-un local de consum, împreună cu prețurile respective (sinonim: meniu).
- lizină - aminoacid esențial, care participă la metabolismul proteic și se găsește în: pește, brânză de vaci, drojdie, lapte, carne slabă.
- local (de consum) - sală special amenajată unde se servește publicului mâncare sau băutură; restaurant, birt, bodegă.
- lollipop - vezi acadea.
- ludaie:

- (regionalism) specie de dovleac;
- preparat culinar din dovlecei maturi.
- luș[6] -  tacâm din dotarea unui restaurant, utilizat pentru trecerea preparatelor lichide din supieră în farfuria adâncă (impropriu denumit polonic).

## M
- macaron - compoziție rezultată din miez de nucă, alune, migdale, zahăr, albuș de ou cu adaos de făină; a nu se confunda cu macaroane.

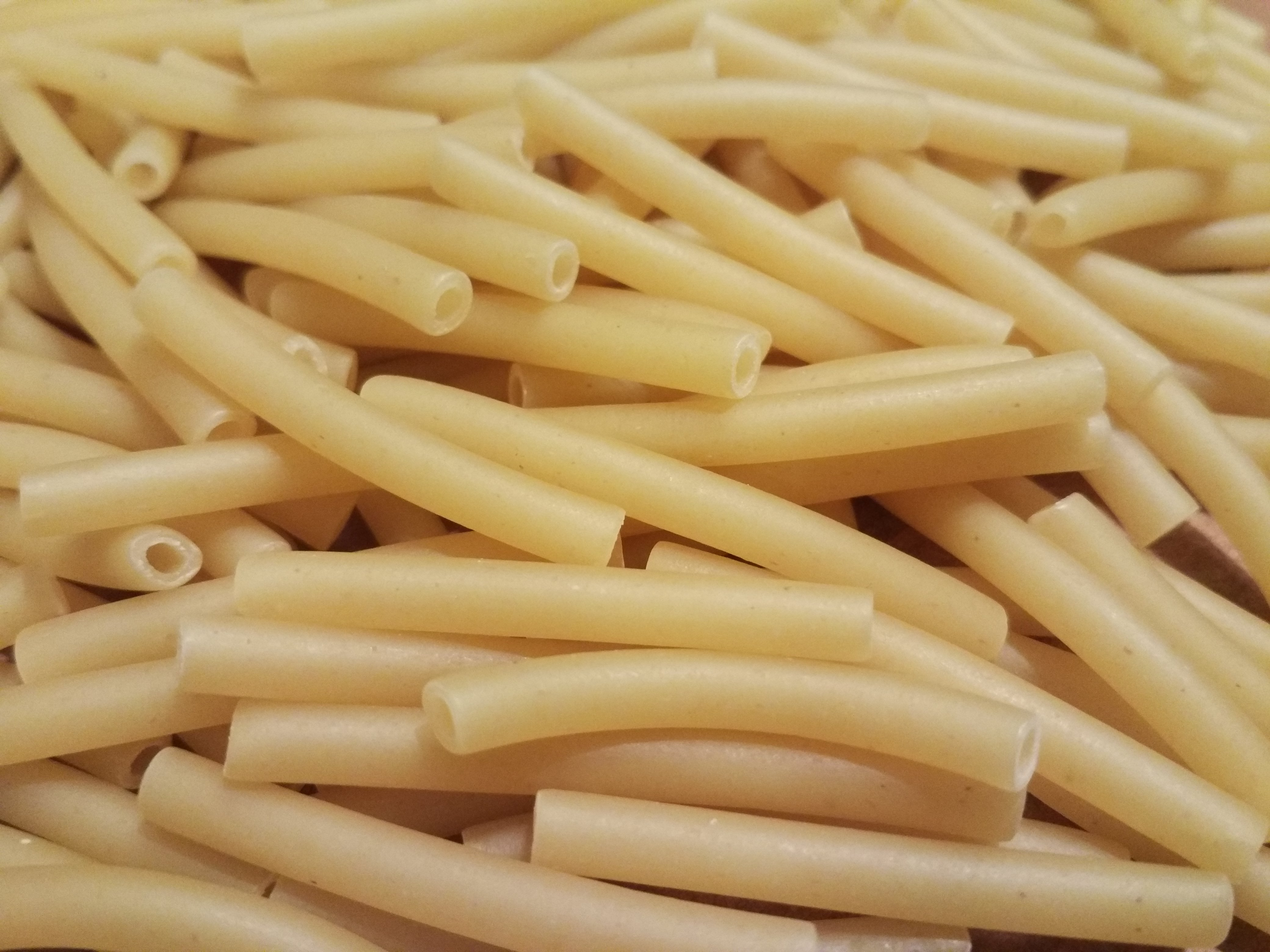
Macaroane

- macaroană - (utilizat mai ales la plural: macaroane) paste făinoase de fabricație industrială, în formă de tuburi lungi și subțiri (goale pe dinăuntru); vezi și macaron.
- macedonie - amestec de diferite legume sau fructe, tăiate cubulețe, utilizate pentru realizarea unor preparate culinare: garnituri, salată à la russe, salată de fructe etc.
- macerare:

- menținerea îndelungată a unui aliment într-un solvent pentru a dizolva părțile solubile;
- pregătirea cărnii prin condimentare în vederea obținerii unor gusturi plăcute și variate (pentru chebab, proțap, friptură);
- menținerea unui aliment în alcool, lichior, vin, sirop etc. pentru a se impregna de aromă.
- macroelemente minerale - săruri minerale care se consumă în cantități mai mari de 100 de miligrame pe zi (sodiu, clor, calciu, fosfor, potasiu, magneziu, sulf) și prezente în alimente ca:  alune, nuci, lapte, miere, somon, soia, sare, măsline, alge, carne, banane, orez, grâu, fructe de mare, frunze, ouă, etc. (vezi și microelemente).
- macronutrienți - componentele principale ale alimentelor, care în urma consumului furnizează energie și anume: glucidele (zaharurile), lipidele (grăsimile) și proteinele.

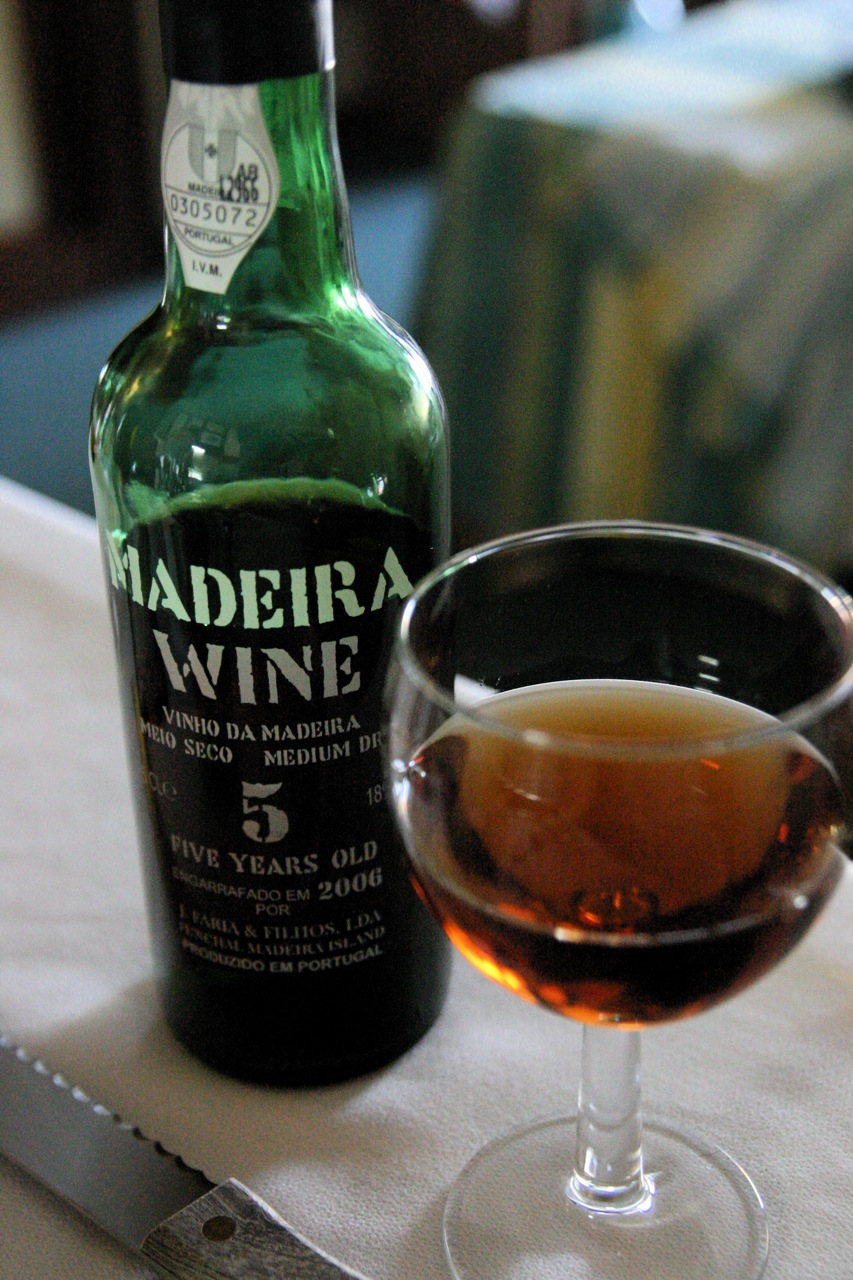
Vin de Madeira

- Madeira:

- vin care provine din insula Madeira, celebru încă de acum 400 de ani;
- sos cald, având în compoziție sos brun, esență de oase, unt, vin roșu, vinars, piper măcinat, sare și care se servește cald la: medalioane, turnedouri, escalopuri, foie gras.
- maghiran - plantă ierboasă aromatică.
- magiun - pastă alimentară consistentă obținută prin fierberea și terciuirea prunelor sau a altor fructe (eventual fără adaos de zahăr); vezi și dulceață, gem, marmeladă.
- maiá - mediu nutritiv care conține microorganismele necesare anumitor procese de fermentare; se utilizează în special în panificație și în industria vinului sau a berii.
- maioneză - sos gros preparat din gălbenuș de ou frecat cu ulei și zeamă sau sare de lămâie.
- maizeină - amidon de porumb folosit în prepararea unor produse dietetice.
- maître d'hôtel:

- ospătar principal; șef de sală;
- unt compus, preparat din: unt, pătrunjel verde, suc de lămâie, sare, piper.
- Malaga - vin spaniol de desert, dulce, parfumat, de culoare brună închis, produs în jurul portului Málaga.
- malassada - gogoașă tradițională portugheză, originară din insulele Azore și Madeira, care constă într-un aluat dospit, moale și pufos, prăjit în ulei până devine auriu și crocant la exterior.
- maltoză - zahăr cristalizat, solubil în apă, care se prepară din amidon.
- malț - produs obținut prin germinarea artificială a unor cereale și utilizat la fabricarea berii și a spirtului.
- Marasquin (sau Maraschino) - lichior fin, incolor, fabricat din soiul de cireșe „Marasca” din Dalmația.
- marc:

- produs semifabricat obținut prin fierberea, răcirea și conservarea unor fructe proaspete, după îndepărtarea părților necomestibile.
- totalitatea componenților celului de sfeclă care rămân nedizolvați în cursul procesului de extragere a zahărului.

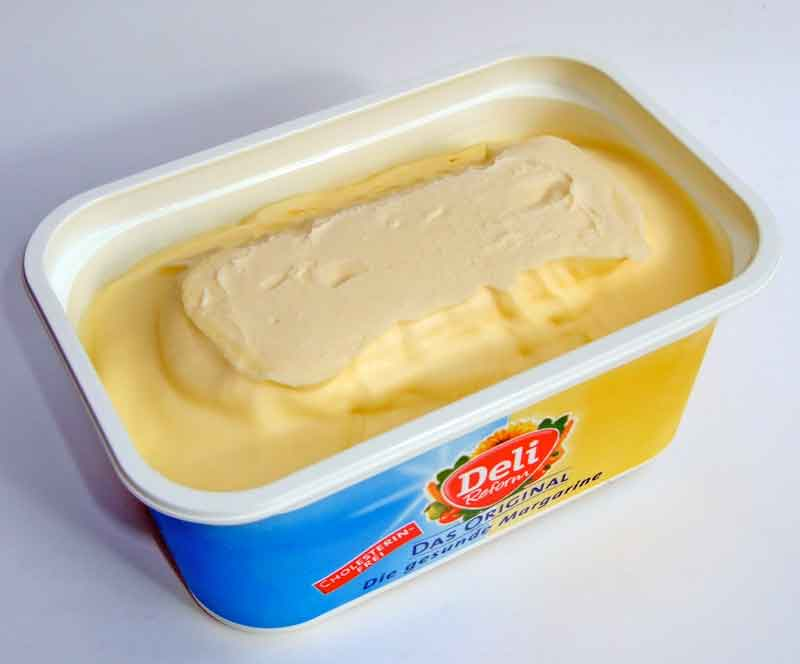
Margarină

- margarină - produs alimentar cu aspectul, gustul și mirosul asemănător untului, constituit dintr-o emulsie de grăsime vegetală.
- marinare:

- procedeu folosit pentru frăgezirea vânatului sau a cărnii tari (cum ar fi menținerea în baiț), pentru a-i reda o savoare specială și a înlătura unele gusturi neplăcute;
- procedeu de conservare.
- marinată:

- zeamă condimentată în care se face marinarea;
- fel de mâncare obținut prin marinare.
- marmeladă - pastă preparată din fructe proaspete, zdrobite sau trecute prin sită și fierte cu zahăr; vezi și: dulceață, gem, magiun.
- marmită:

- vas mare (de metal) cu două toarte și cu capac, în care se transportă mâncarea caldă;
- vas în care se pregătește esența pentru întărirea sosurilor, cremelor, ciorbelor etc.
- Marsala - vin italian de desert, dulce, licoros, produs în jurul orașului Marsala din Sicilia.
- Martell - marcă franceză de coniac.
- Martini (cocktail) - cocktail obținut cu gin (sau vodcă) și vermut bianco.

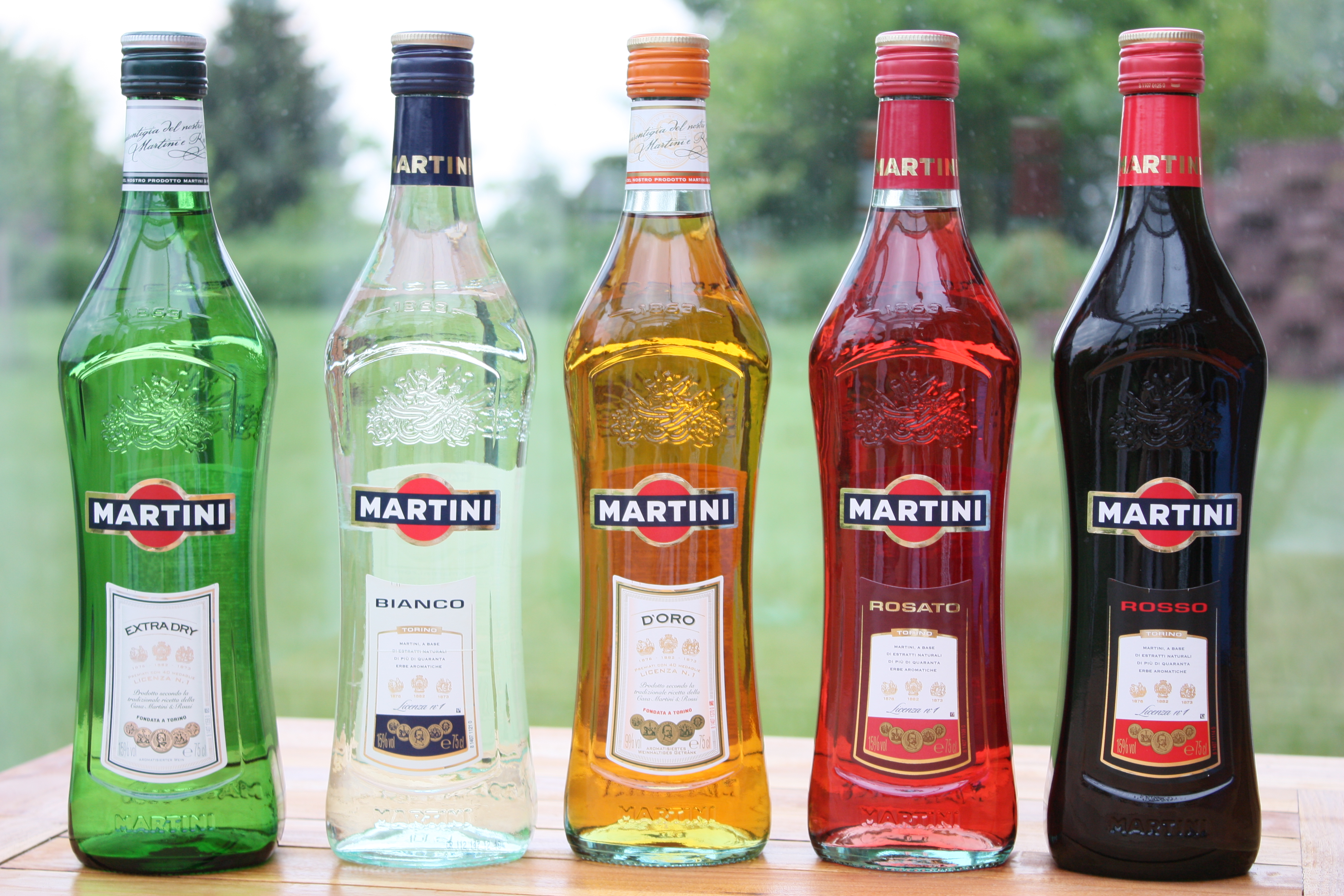
Cinci tipuri de Martini™

- Martini (vermut) - marcă italiană de vermut; cele mai cunoscute tipuri sunt: Martini roșu (dulce), alb extra dry (etichetă verde) si martini alb (dulce).
- marțipan:

- pastă de migdale, preparată din pudră de migdale amestecată cu zahăr, utilizată ca interior de bomboane (praline), pentru acoperirea torturilor sau pentru realizarea unor elemente de decor în cofetărie;
- produse de bombonerie (figurine de diverse forme) din marțipan.
- masă (mâncare)⁠(d) - alimentele consumate într-o repriză; mesele trebuie să se repete la intervale regulate, astfel încât rata metabolismului să se mențină ridicată și nivel energetic stabil.

- masă festivă - întâlnire specială și ceremonioasă în care se servește o varietate de mâncăruri pregătite cu atenție deosebită; se caracterizează prin următoarele elemente: mâncăruri speciale, diversitate culinară, decor festiv, atmosferă festivă, tradiții și obiceiuri.

- masă (obiect) - piesa de mobilier unde oamenii se așază pentru a lua micul dejun, prânzul, cina.
- mascare - acoperire a cărnii, peștelui cu diferite garnituri.
- mastică -  băutură alcoolică aromată cu (esență de) mastic (rășină din arborele Pistacia lentiscus).
- mașină de făcut pâine - aparat electrocasnic folosit pentru prepararea și coacerea pâinii.
- mașină de gătit - utilaj termic care poate asigura procedeele de pregătire de bază din bucătărie: fierbere, prăjirea, frigere, coacere; energia termică este furnizată de un combustibil lichid, gaz, electricitate sau în sistem mixt.
- mașină de spălat vase - mașină electrocasnică construită pentru spălarea vaselor de bucătărie și a tacâmurilor.

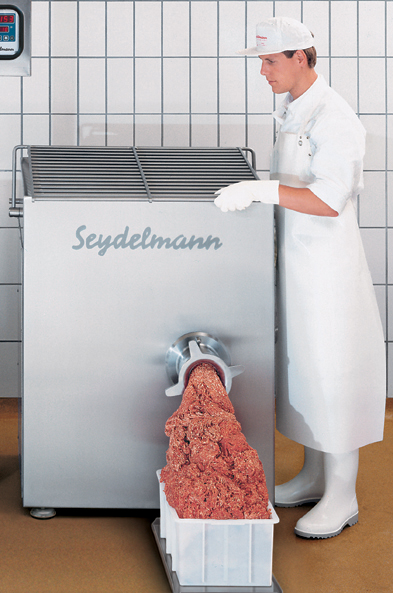
Mașină de tocat industrială

- mașină de tocat - un aparat utilizat în bucătărie pentru măcinarea sau pisarea cărnii sau a vegetalelor.
- maturație - fază  de evoluție în care, în urma unor procese biochimice, anumite produse alimentare dobândesc proprietăți optime.
- mazagran[7]:

- pahar gros în care se servește cafeaua și anumite dulciuri glasate;
- băutură alcoolică (sau fără alcool), obținută din cafea fiartă și răcită.
- măcelărie - loc unde se sacrifică și se tranșează animalele, se vinde carnea acestora sau se furnizează unor centre comerciale.
- măcinare - transformarea boabele de cereale în făină cu ajutorul pietrelor sau al valțurilor morii, al râșniței sau al altor unelte.
- măcriș - plantă erbacee de la care se consumă frunzele care au un gust acrișor și care se întrebuințează la salate, la prepararea ciorbelor, la sosuri etc.
- măduvioară - măduva spinării de la bovine și porcine; se consumă friptă la tigaie.
- măruntaie:

- organele interne, mai ales cele aflate în cavitatea abdominală, la animale;
- tocătură de legume.
- mânătarcă - vezi hrib.
- mâncare naturală - vezi aliment natural⁠(d).
- mâncare organică - vezi aliment organic.
- mâncare procesată - vezi aliment procesat⁠(d).
- medalion - preparat culinar din carne tocată sau alte tocături, de formă rotundă sau ovală.
- melasă - reziduu siropos, de culoare brun-închisă, rezultat la fabricarea zahărului și utilizat la fabricarea alcoolului, drojdiei, acidului lactic etc.
- meniu:

-  totalitatea felurilor de mâncare servite la o masă;
- (într-un local) vezi listă de bucate.
- merdenea:

-  produs de patiserie preparat din foi de plăcintă umplute cu brânză sau cu carne;
- rolă cilindrică din lemn, folosită la întinderea aluatului în foi, care, spre deosebire de sucitor, este mai gros.
- meríng (sau mereng) - compoziție de cofetărie, spumoasă sau crocantă, realizată prin încorporarea zahărului în albuș de ou bătut; se folosește ca atare, ca o spumă, în lapte de pasăre, la acoperirea tartelor, pentru a da consistență cremelor și înghețatelor etc., iar prin coacere se realizează blaturi sau coji dulci și crocante, de diferite forme.
- metabolism - totalitatea proceselor complexe prin care organismul descompune alimentele pentru a obține energie sau pentru a le transfera în depozitele de grăsime; cuprinde procesele de sinteză (anabolism) și cele de degradare (catabolism).
- metionină - aminoacid esențial care are efecte favorabile asupra psihicului și se poate găsi în leguminoase, crucifere, usturoi, brânză de vaci.
- microelemente - vezi oligoelemente.
- micronutrienți - vezi oligoelemente.
- migdală amară - fructul plantei Prunus amygdalus amara, cu gust amărui, toxic în cantitate mare, utilizat pentru fabricarea de esență, extract, ulei și lichior de migdale.
- migdală dulce - fructul plantei Prunus amygdalus dulcis, comestibil, utilizat pe scară largă în cofetărie, întreg, prăjit, caramelizat sau efilat, iar sub formă de pudră pentru realizarea de diverse paste (marțipan) și creme.
- minciunică - prăjitură făcută dintr-o foaie de aluat nedospit, prăjită în grăsime.
- minestrone - supă specific italiană din legume și paste făinoase, cu șuncă sau costiță, servită cu brânză rasă.
- mirepoix - amestec de ceapă, morcovi și țelină, des utilizat în bucătăria franceză.
- mixer - aparat electric care servește la amestecarea, baterea etc. alimentelor.
- mocktail - băutură non-alcoolică care imită sau reproduce gustul, aspectul și experiența unei cocktailuri, dar fără să conțină alcool.
- momiță - glandă de la pieptul și de la gâtul unor animale, din care se prepară anumite mâncăruri.
- mucilagiu - substanță cleioasă, extrasă din semințele de cereale, leguminoase, plante oleaginoase, asemănătoare prin compoziție și structură cu gumele vegetale.
- muhalebiu - desert tradițional în bucătăria arabă și turcă; este o budincă de orez sau porumb, adesea aromatizat cu apă de trandafiri, apă de portocale sau alte esențe aromatice.
- muisjes - gustare olandeză pentru pâine prăjită făcută din semințe de anason și granulate cu un strat de zahăr roz, albastru sau alb.
- mujdei - sos obținut din usturoi pisat, cu adaos de apă sau oțet și sare.

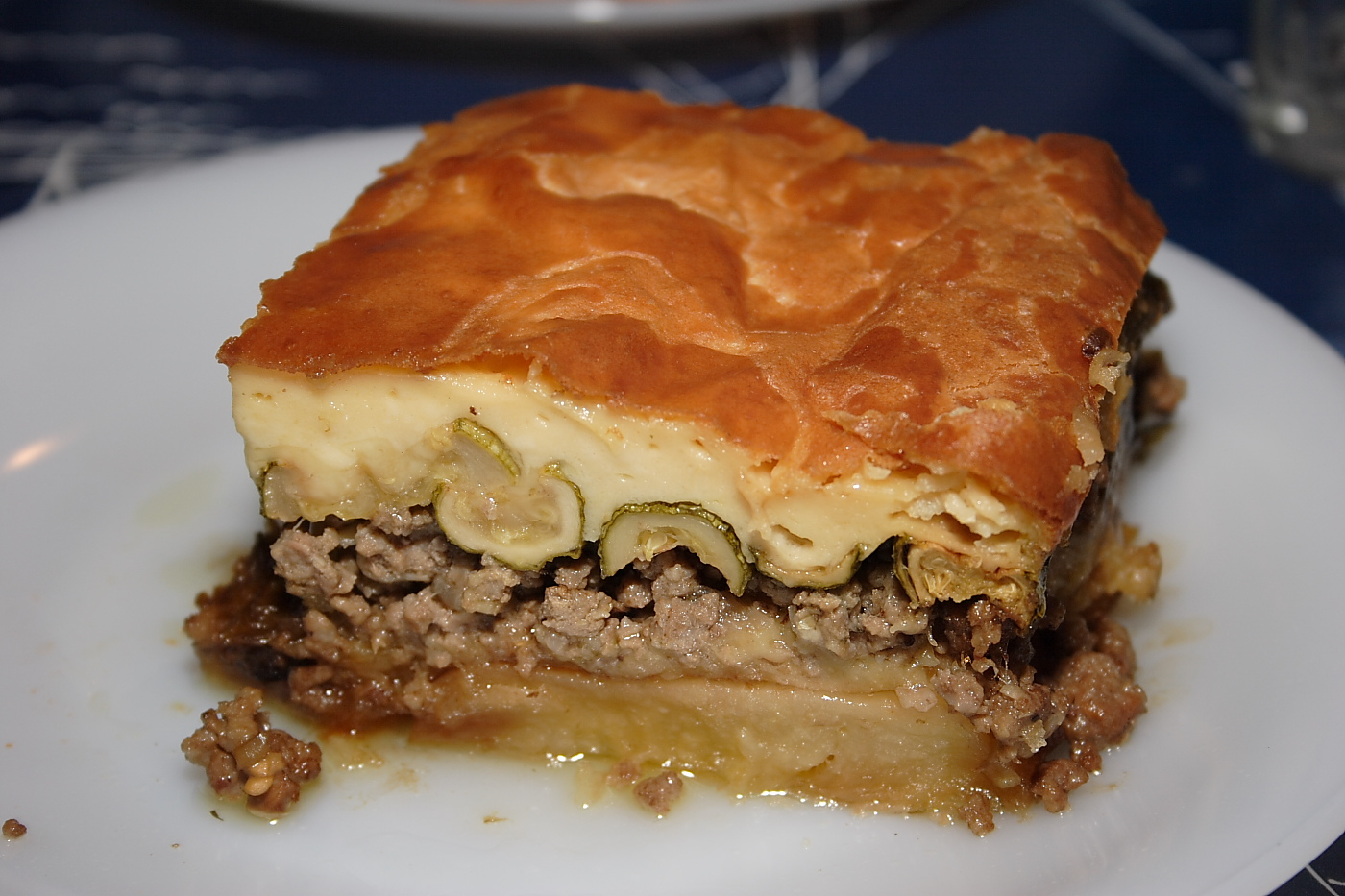
Musaca

- musaca - mâncare preparată din carne tocată și felii de roșii, vinete, cartofi sau dovlecei așezate în straturi alternative și coaptă la cuptor.
- musoar - vergea prevăzută cu o jumătate de bilă în formă de stea și cu care se agită vinul spumant oferit în cupă pentru a degaja bulele de dioxid de carbon.
- must - soluția apoasă, bogată în zahăr, care nu a început să fermenteze, obținută prin presarea boabelor de struguri.
- mustometru - aparat folosit pentru determinarea densității și a procentului de zahăr din must.

## N
- nachos - mâncare populară în Statele Unite și Mexic și constă din tortilla din porumb crocant în formă triunghiulară, servită cu brânză și de multe ori cu ardei jalapeño.
- nap - plantă erbacee (Brassica napus) a cărei rădăcină, având gust de gulie, este folosită mai ales în bucătăria franceză și cea germană.
- napare - acoperire a unui aliment cu un sos sau cu aspic.
- napolitană - produs de cofetărie de formă prismatică sau cilindrică, compus din straturi alternative de foi cu umplutură de cremă.
- napron - piesă din dotarea unui restaurant care acoperă o față de masă pătată sau ciupită.
- natur - neprelucrat, crud, simplu, fără adaosuri; vezi: cartofi natur, legume natur, omletă natur, șnițel natur.
- nectar:

-  băutură nealcoolică, care conține pulpa fructului in care este obținută;
- suc colectat de albine, care este transformat în miere.
- negroni - cocktail clasic italian făcut din gin, vermut roșu și Campari⁠(d) și care se servește de obicei cu gheață.
- nucșoară - sămânța aromată a nucșorului (Myristica fragrans), folosită drept condiment.
- nugat(t) - preparat de cofetărie realizat din: zahăr, glucoză, albuș de ou, miez de nucă, fructe, alune etc., cu adaos de vanilie pură, pus de obicei între două vafele.
- număr E - coduri folosite în UE pentru aditivii alimentari.
- nutella - tip de cremă de ciocolată cu ulei de palmier, după o rețetă italiană.
- nutraceutic - produs ce conține componente alimentare funcționale, izolate sau purificate din alimente sau alte resurse, utilizat într-o formă farmaceutică, nefiind asociat cu alimentele (exemplu: produsele hepatoprotectoare cu silimarină).
- nutri(m)ent - component ale alimentelor necesar organismului și care poate fi: furnizor de energie (macronutrient), fie alte substanțe necesare organismului: vitamine, săruri minerale (micronutrient sau oligoelement).

Etichetă Nutri-score, unde litera A indică alimentele cele mai sănătoase.

- Nutri-score⁠(en)[traduceți] - etichetă multicoloră de pe ambalajele produselor alimentare ce indică valoarea nutrițională a acestora.
- nutriționist - medic ce tratează boli de nutriție și metabolism (obezitate, diabet zaharat, dislipidemie etc.)  (vezi și dietetician).

## O

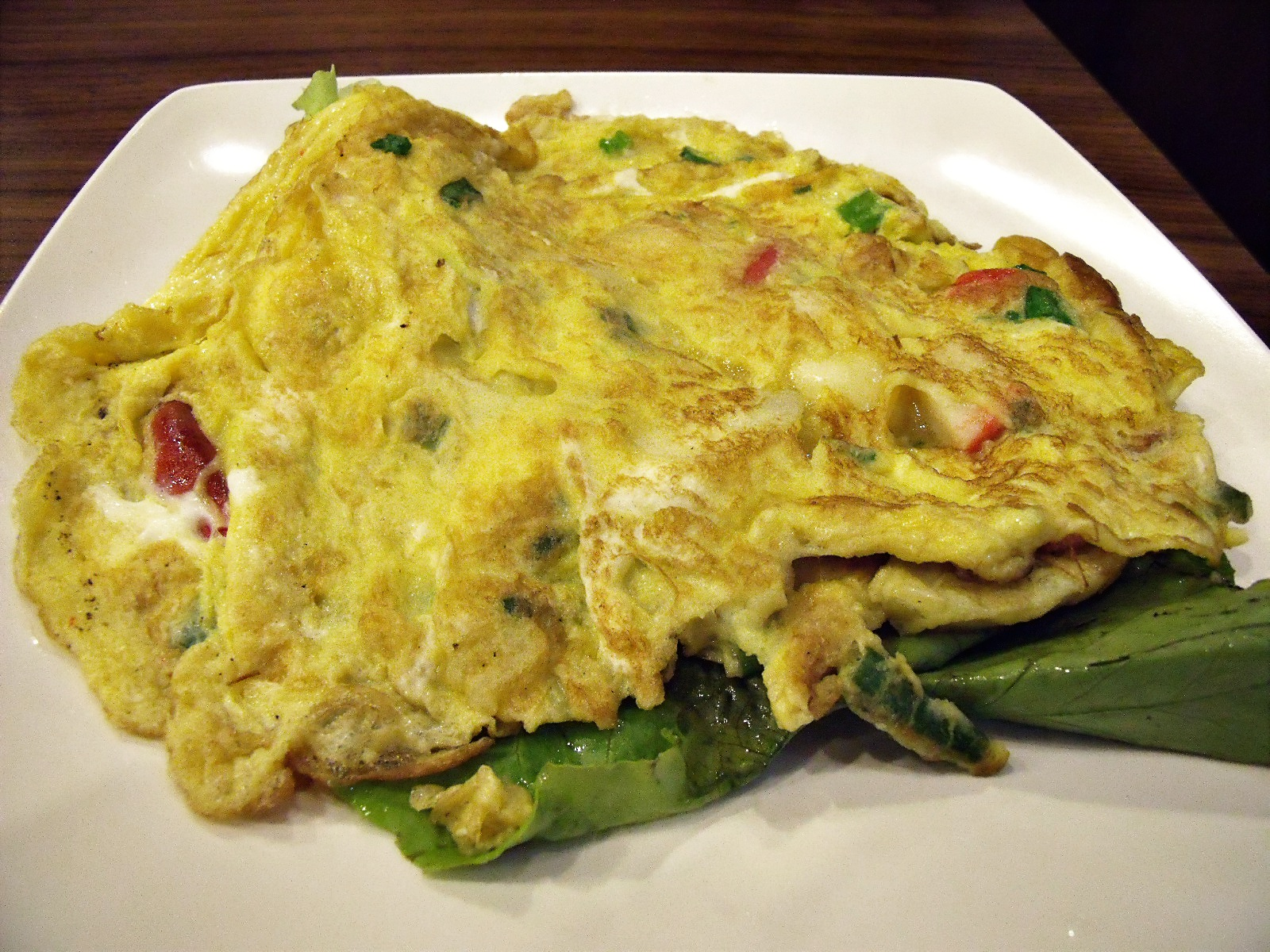
Omletă cu salată

- oală - vas cu gura largă și cu înălțimea mai mare decât lărgimea, folosit în bucătărie.
- ochiuri - preparat culinar din ouă întregi, desfăcute de coajă și prăjite la tigaie, astfel încât gălbenușul să rămână întreg în mijlocul albușului coagulat de jur împrejur (vezi și omletă).
- oligoelemente - săruri minerale care se consumă în cantități mai mici de 100 de miligrame pe zi (fier, iod, cupru, seleniu, zinc) și prezente în alimente ca: germenii de grâu, tărâțe, orez, usturoi, măr, spanac, banane, ficat, dovleac, struguri, ceai, fructe de mare, sare, pește, alge, scoici, ficat, piersici, ghimbir, broccoli, roșii, ridichii, nuci, uleiuri, ouă, etc. (sinonim: micronutrienți, microelemente, vezi și macroelemente naturale).
- olivieră:

-  ustensilă din inventarul mărunt al unui restaurantului, utilizată pentru a oferi ulei și oțet consumatorilor, pentru asezonarea diferitelor preparate sau salate, după gust.
- presă de măsline.
- omletă:

- ouă bătute, prăjite în grăsime sub formă de foaie, uneori cu umplutură de șuncă, brânză, spanac etc. (vezi și ochiuri);
- preparat dulce din ouă, făină, lapte și zahăr, care se umple cu dulceață, fructe etc.
- omletă natur - omletă simplă, fără adaosuri.
- omnivor - regim alimentar care conține atât elemente animale, cât și vegetale.
- opărire:

- fierbere a unui produs până acesta dă în clocot;
- turnare de lichid clocotit peste un produs sau menținerea acestuia în apă clocotită pentru spălare, curățire de coajă, gătire etc.;
- (sens popular) alterare prin încingere a mălaiului, făinii, plantelor uscate.
- ornare - operație de înfrumusețare a preparatului cu decoruri de frișcă, cremă, compoziție de bezea și aspic, ce se trec printr-un cornet sau șpriț prin poș.

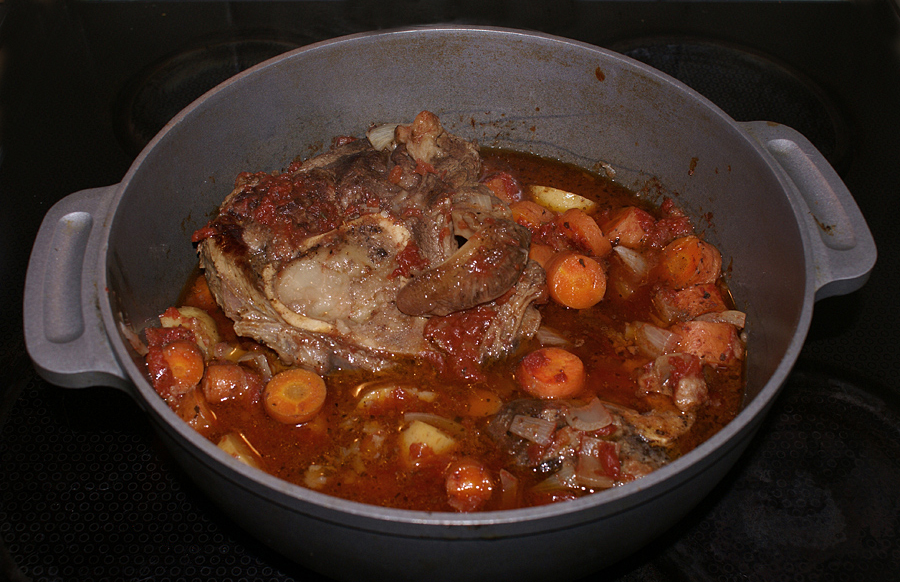
Osso Buco

- Osso Buco[8] - rasol de vită, specific bucătăriei italiene, tăiat circular, pe secțiune, cu tot cu osul care conține măduva.
- organic, produs ~ - vezi bio, produs ~.
- organoleptic - referitor la percepția prin organele de simț; exemple: gustul, aspectul și textura alimentelor sunt proprietăți organoleptice.
- osânză - grăsime din regiunea abdominală a porcului.
- ospătar - vezi chelner.
- ostropel - preparat din carne (pasăre, miel, vițel) cu sos de oțet, făină și usturoi.
- oțetar - mic serviciu de masă alcătuit din sticluțe în care se pun oțet și ulei.
- oțet balsamic - oțet preparat din mustul de struguri albi sau din strugurii albaștri de Italia, având o aromă specifică.
- ouă la capac - ochiuri preparate în tigaie.
- ouzo - tip de mastică grecească, fabricată din esență de anason verde, rachiu și zahăr.
- ovo-lacto-vegetarianism - vezi lacto-ovo vegetarianism.

## P
- paceá - mâncare asemănătoare cu piftia, preparată din picioare de vițel sau de miel, mai rar de pasăre, cu adaos de ouă, de oțet sau de usturoi.
- pahar - vas de sticlă, de metal, de material plastic etc., de diferite forme sau mărimi, din care se bea apă sau alte lichide.
- palatabil - plăcut la gust.
- panare - operație de acoperire a unor alimente (carne, pește, pasăre etc.) cu straturi succesive de făină, ou bătut și pesmet (sau aluat de clătite), în vederea prăjirii în grăsime încinsă, în care caz alimentele prezintă o paniură rumenită la exterior, în scopul unei mai plăcute prezentări și a unui gust mai bun, specific.
- pană:

- felioară de slănină pentru împănat carnea;
- (~ de somn) - carnea de la pântece sau de la coada somnului.
- pandișpan - prăjitură făcută din făină, ou și zahăr, de culoare galbenă și cu aspect pufos după coacere în forme.
- pané - formă de preparare a unui aliment care constă din prăjire în grăsime după ce a fost trecut prin făină, ou, pesmet sau prin aluat de clătite.
- panificație - proces ce transformare a făinii în pâine sau în produse de patiserie.
- papanași - preparat făcut din brânză de vacă, ouă și făină sau griș, fiert în apă sau prăjit în grăsime.
- papară:

- mâncare preparată din felii de pâine prăjită presărate cu brânză și opărite cu apă sau cu lapte;
- (regional) mâncare făcută din ouă bătute și prăjite în untură; jumări, scrob;
- mâncare făcută din mămăligă amestecată cu brânză și untură sau unt.
- papiotă:

- hârtie unsă cu grăsime în care se frige carnea sau peștele;
- hârtie albă, decupată, utilizată pentru decorarea osului de cotlet sau de la pulpa de pasăre, când acestea sunt servite la masă.
- papricaș - preparat culinar din Transilvania, constând din carne prăjită, servită cu sos, conținând boia de ardei și găluște mici din făină sau cartofi fierți, rumenit la cuptor.
- paprika - vezi boiá.
- parfé - înghețată (de ciocolată) cu : lapte, frișcă, ouă, zahăr.

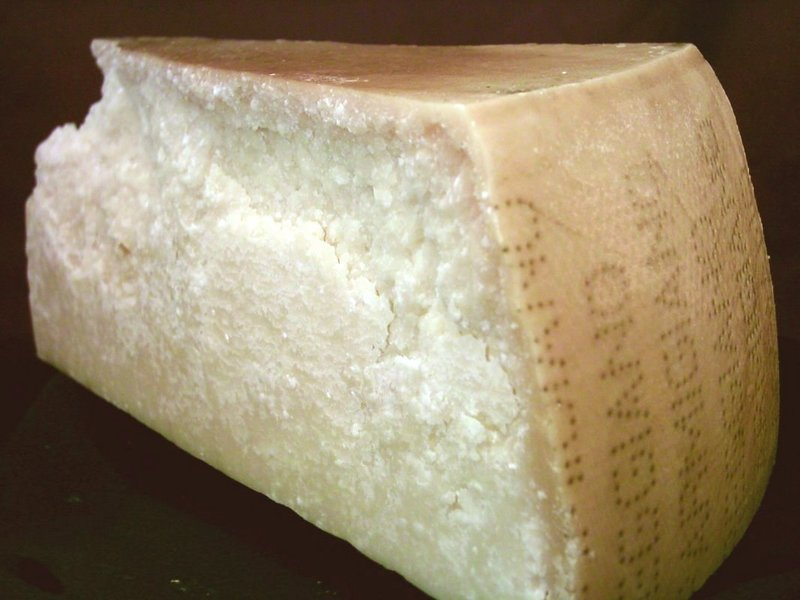
Parmezan

- parmezan - specialitate italiană de cașcaval uscat; prin extensie, cașcaval ras.
- pasare - trecere prin pasoar a unor legume, fructe pentru creme, sosuri.
- pască:

- cozonac tradițional făcut din aluat dospit umplut cu brânză de vaci, stafide, smântână etc. care se mănâncă de obicei la Paști de către creștinii ortodocși;
- preparat făcut din aluat nedospit, copt în foi subțiri, pe care îl consumă evreii în timpul Paștilor în loc de pâine.
- pasoar - sită conică prin care se trec legumele etc, pentru creme, sosuri etc. (vezi pasare).
- pastă alimentară - produs concentrat sau semifabricat, obținut prin tocarea, strecurarea unor produse alimentare și folosit ca atare sau pentru prepararea unor mâncăruri; vezi și terci.
- paste făinoase - produse alimentare obținute prin uscarea unui aluat nedospit, din făină grișată de grâu dur cu diferite adaosuri.
- pastet(ă) - preparat culinar din carne, care se servește fie simplu, ca aperitiv, fie într-o crustă de aluat, însoțit de salată, ca fel de bază sau cu anumite condimente ca: ienibahar, coriandru, nucșoară.
- pasteurizare - metodă pentru sterilizare a alimentelor prin încălzirea acestora la o temperatură cu puțin sub 100oC și menținerea lor la rece.
- pastillage - pastă de zahăr groasă, asemănătoare unei gume, ușor de modelat; este obținut din apă, zahăr și gelatină și se întărește rapid.
- pastis - lichior de anason care se ia ca aperitiv.
- paté - pastă de ficat, de carne, de pește, amestecată cu condimente.
- pateu - foitaj cu unt și umplut cu brânză, carne, ciuperci etc.
- patison - (Cucurbita pepo) dovlecel rotund și plat, cu pulpa delicată și cu gust asemănător castravetelui; se consumă fiert, umplut sau copt.
- patrician - cârnat specific bulgăresc, din carne de oaie sau de vită, condimentați cu ienibahar, nucșoară și chimion etc.; se consumă fript la grătar.
- păsat - mâncare preparată din semințe de mei, măcinate, fierte și combinate cu lapte, cu unt sau brânză.
- pâine - aliment de bază, preparat dintr-un aluat de făină (de grâu, de secară etc.) și ingrediente, afânat prin fermentația drojdiei, frământat cu apă și copt în cuptor.
- pâine albă - pâine făcută din făină de grâu fără tărâțe, de calitate superioară
- pâine neagră - pâine mai închisă la culoare, făcută din făină integrală.
- pârjoală - chiftea mare, ovală, plată, dată prin pesmet și prăjită în grăsime.
- pectină - fibră solubilă, cu beneficii pentru sănătate, întâlnită în cotorul de măr, cojile de portocale sau în alge, de unde se extrage, fiind folosită și în industria alimentară ca agent de îngroșare.
- peltea - suc de fructe fiert cu zahăr, închegat în formă de masă gelatinoasă, elastică și transparentă, asemănătoare cu jeleul; vezi și dulceață.
- penne - paste făinoase tubulare de circa 3 cm lungime, tăiate în diagonală și brăzdate în lungime.
- pennine - paste făinoase tubulare mai subțiri și mai scurte decît pennele și brăzdate în lungime.
- peppermint - lichior de origine franceză din mentă, de culoare verde.
- perișoare - preparat de carne tocată, cu adaos de orez, ceapă și verdețuri, de forma și dimensiunile unor sfere mici; se consumă fierte, cu sos sau în borș de perișoare.
- pesmet:

- felie de pâine sau de cozonac uscată sau prăjită, eventual pisată sau măcinată mărunt (vezi și posmag);
- preparat din făină cu adaos de drojdie, unt, zahăr și ouă, tăiat în diferite forme și copt la cuptor.
- pesto - sos italian, care conține busuioc, cimbru, usturoi, semințe de pin, parmezan și ulei de măsline; se asezonează cu sare și piper.
- peștișori - felii lungi și subțiri de ceapă, varză, carne etc., tăiate pentru gătit (vezi și solzișori).
- picromigdală:

- migdală amară;
- prăjitură uscată preparată din albuș de ou, zahăr și migdale ori alune sau nuci.
- piftie - vezi răcitură.
- pilaf - mâncare de orez (sau arpacaș), gătită de obicei cu carne (de pasăre) sau cu legume, ciuperci etc.
- piramidă alimentară - reprezentare grafică a alimentelor recomandate; la baza piramidei se află cele care trebuie să aibă o pondere mare (apa, legume și fructe, carne, nuci, semințe, cereale), iar la vârf cele de pondere mai mică (dulciuri și alimente procesate).
- piroști:

- în bucătăria rusească, pateuri sau plăcințele umplute divers, picante sau dulci, servite la borș, ca antreu cald sau ca desert;
- un fel de colțunași, care se coc în tavă sau se prăjesc în tigaie.
- piuré - preparat culinar cu aspect de pastă, obținut din legume sau din fructe fierte (ori crude), folosit de obicei ca garnitură.

- piure de cartofi - mâncare tradițională și populară, realizată prin fierberea cartofilor, urmată de zdrobirea lor, până se obține o pastă fină și cremoasă.

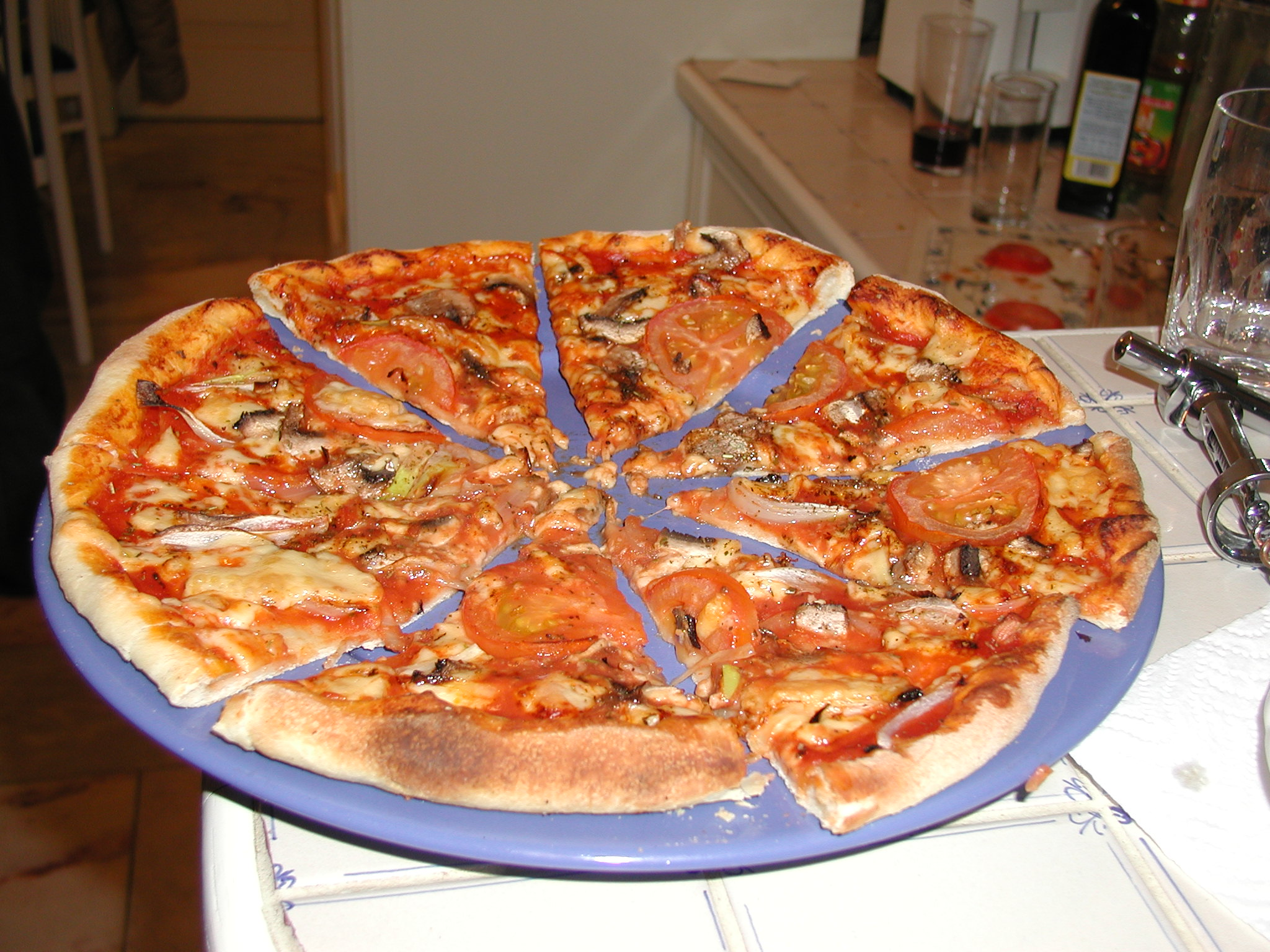
Pizza

- pizza - tartă (plăcintă) garnisită cu carne, sardele, măsline, roșii, brânză, etc.
- pizzerie - unitate comercială care prepară, ambalează și vinde diferite sortimente de pizza și alte alimente preparate.
- plachie:

- preparat culinar din pește, preparat cu ceapă și ulei, rumenit la cuptor;
- un fel de pilaf preparat din orez sau din păsat, cu carne, cu pește, cu ciuperci sau numai cu grăsime.
- plating - termen care se referă la aranjarea și prezentarea mâncării pe farfurie și aceasta deoarece modul în care este prezentată mâncarea poate influența percepția gustului și atracția vizuală a preparatului.
- platou - piesă de vesélă utilizată pentru transportul, prezentarea și servirea preparatelor.
- plăcintă - preparat de patiserie, făcut din foi de aluat, între care se pune o umplutură de brânză, carne, legume, fructe, etc.
- pliculeț de ceai - pachețel care conține în general frunze mărunțite de la anumite plante, cu ajutorul căruia, prin menținere în apă clocotită, se obține ceai.
- plită -  placă de fontă, cu ochiuri acoperite cu rotițe, care constituie partea de deasupra a unei mașini de gătit; prin extensie, mașină de gătit.
- poamă - fruct care poate fi mâncat în întregime sau poate fi prelucrat în diverse moduri, de la deserturi la preparate aperitive și chiar în mâncăruri principale.
- podbal - plantă erbacee de la care se folosesc frunzele la sarmale, ciorbe, borșuri etc.
- pogăci - turte de făină sau mălai, preparate cu jumări și coapte la cuptor.
- porridge - terci pregătit din făină sau fulgi de ovăz cu lapte sau apă; reprezintă preparatul de bază, tradițional, al micului dejun în țările anglo-saxone.
- Porto - vin de lichior, produs în regiunea Porto și foarte cunoscut pe plan mondial.
- posmag - pâine tăiată în felii sau resturi de pâine uscată pentru păstrare; vezi și pesmet.
- poș[9](-cornet) - con din pânză densă prevăzut la un cap cu șpriț de metal, folosit pentru turnarea unor compoziții.
- poșare - fierbere în clocot abia perceptibil, aplicată mai ales la ouă și la pește, în vas acoperit, mai mult în abur, adăugând puțină grăsime, supă de oase sau apă.

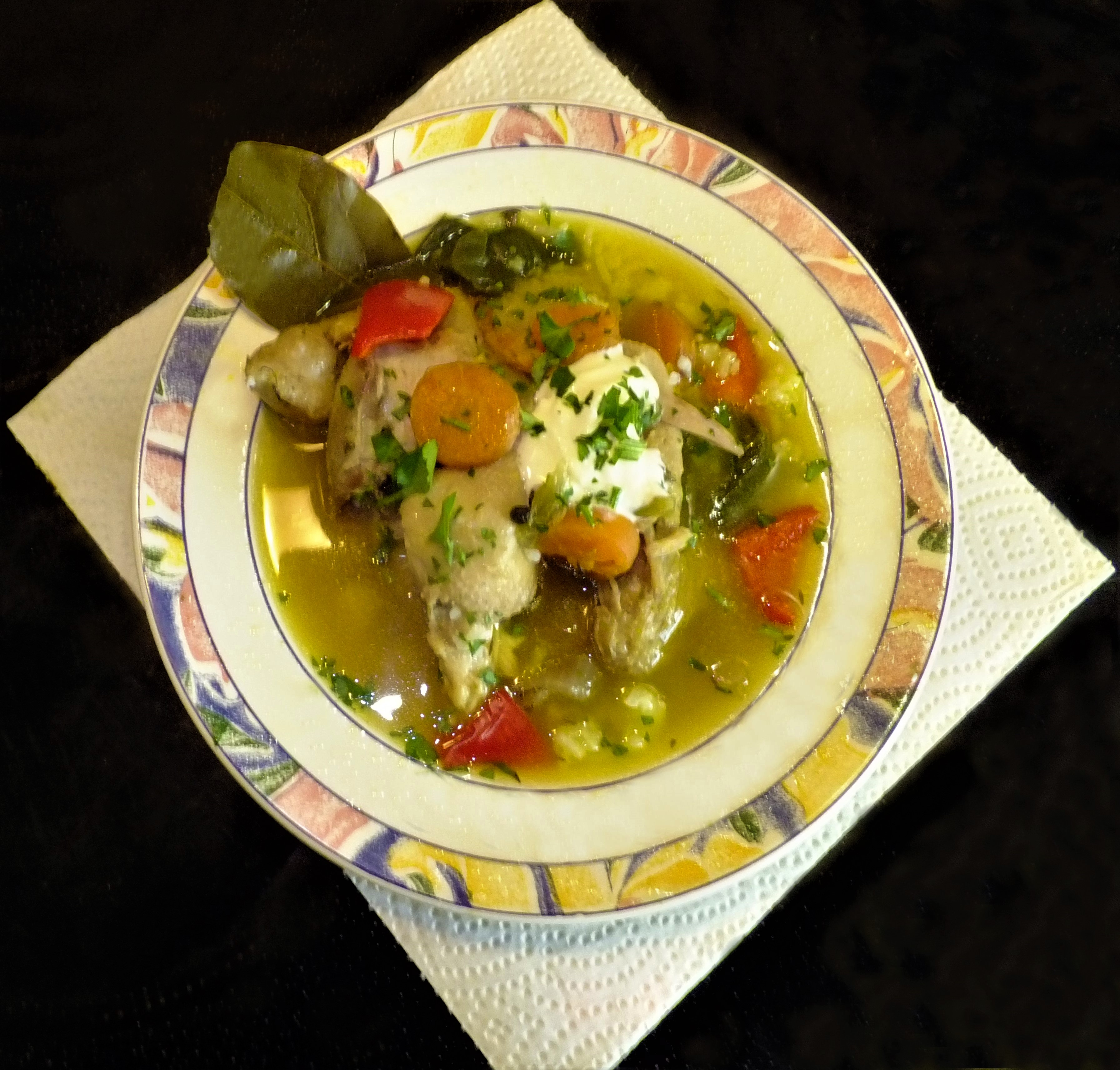
Ciorbă de potroace

- potroace, ciorbă de ~ - ciorbă din măruntaie de pasăre, acrită cu borș sau cu zeamă de varză acră.
- pousse-café - băutură obținută prin suprapunerea unor lichioruri și alcooluri de culori și densități diferite, într-un pahar, fără să se amestece (vezi și pousse l'amour).
- pousse l'amour - pousse-café la care se adaugă gălbenuș de ou.
- povarnă - instalație rudimentară pentru fabricat rachiu sau spirt; clădire în care se află această instalație.
- praf de copt - preparat pe bază de bicarbonat de sodiu, care se utilizează în patiserie pentru a face să crească aluaturile, prin dioxidul de carbon pe care îl degajează.
- pralină:

- bomboană cu miez de migdală sau alună întreagă, trasă în ciocolată; în general, bomboană de ciocolată umplută cu o pastă pralinată;
- masă crocantă de culoare brun-roșcată, preparată prin caramelizarea zahărului împreună cu fructe uleioase întregi (migdale sau alune), apoi zdrobită și utilizată ca barot în creme, înghețate, umpluturi de bomboane (praline).
- prapur - membrană care acoperă organele interne din abdomen și folosită pentru a înveli anumite feluri de mâncare (sinonim: peritoneu).
- prăjeală:

- făină, cu sau fără ceapă, prăjită în grăsime, folosită la prepararea unor mâncăruri (de exemplu rântaș);
- aliment prăjit în grăsime.
- prăjire - supunere a unui aliment acțiunii focului (de obicei în grăsime încinsă) pentru a-l face comestibil sau pentru a-l prelucra; vezi și frigere, coacere.

Prăjitor de pâine

- prăjitor de pâine - aparat electrocasnic care se folosește la prăjirea feliilor de pâine.
- prebiotic - substanțe nedigerabila, care ajută la dezvoltarea sănătoasă a florei microbiene din sistemul digestiv; acestea se găsesc în fibrele alimentare provenite din legume, cereale sau fructe.
- presă de ulei -  presă hidraulică sau mecanică folosită pentru extragerea uleiului din semințele oleaginoase.
- presărătoare - recipient (dozator) cu capac, prevăzut cu orificii care permit împrăștierea uniformă a unei pulberi (sare, piper).
- pricomigdală - produs de patiserie de mici dimensiuni, preparat din albuș de ou, zahăr și migdale.
- principii nutritive - componenți ai alimentelor care furnizează energie organismului sau folosesc drept materia primă pentru reconstrucția celulară; acestea includ: carbohidrații, grăsimile, proteinele, vitaminele, mineralele, apa etc.
- probiotice - microorganisme care ajută la digestie și sunt prezente în alimente, un exemplu fiind tulpinile de lactobacil adăugate în iaurt.
- procesare - vezi mâncare procesată.
- produs certificat ecologic - vezi aliment certificat ecologic.
- profiterol - prăjitură cu cremă, cu înghețată și cu frișcă.
- Prosecco - vin alb spumant italian.
- proteină - substanță compusă din aminoacizi, care este folosită de organism pentru creșterea și refacerea celulelor; exemple de alimente care conțin proteine: carne, ouă, fasole, lapte, brânză.
- proteine complete - proteine care conțin tot lanțul de aminoacizi, inclusiv pe cei esențiali și care se găsesc în carne, ouă și lactate, fiind cele mai importante proteine.
- proteine incomplete - proteine care nu conțin tot lanțul de aminoacizi și care se regăsesc în legume, semințe, sâmburi.
- proțap:

- fiecare dintre cele două bețe, despicate în formă de furcă și înfipte în pământ, lângă jar, între care se fixează peștele întreg pentru a se frige;
- prăjină despicată la un capăt, cu care se culeg fructele, cu care se prind racii etc.
- provitamină - substanță vegetală care, ajungând în organismul uman sau animal prin alimentație, se transformă în vitamină.
- psicoză - compus organic utilizat în unele alimente și băuturi comerciale ca îndulcitor cu conținut caloric slab.
- pub[10] - unitate modernă de alimentație publică din țările anglo-saxone, dar care se regăsește și în alte țări din Europa; sinonime: cabaret, bar, tavernă.
- pufarine - gustare făcută din grâu expandat cu o glazură dulce.
- pufuleți - produs alimentar preparat din mălai cu adaos de cașcaval, având aspectul unor tubulețe; vezi și curl.
- pui de baltă - denumire înscrisă pe lista de bucate pentru broască, respectiv pentru preparatele din pulpă de broască.
- punci (sau punch) - amestec din anumite băuturi alcoolice, la care se adaugă zahăr, portocale, lămâie, uneori și fructe, mirodenii, sifon, gheață.
- puricei - mâncare câmpenească făcută din mămăligă, brânză, ouă, unt, ocazional afumătură sau jumări, făcută la cuptor sau la foc iute.

## Q
- Quiche-Lorraine - (uneori scris și Chiș Loren) pizza de origine franceză (din regiunea Lorena), constând dintr-o tavă cu aluat, peste care se pun: șuncă, costiță, parmezan (sau cașcaval), unt și smântână bătută cu ouă, după care se coace la cuptor.

## R

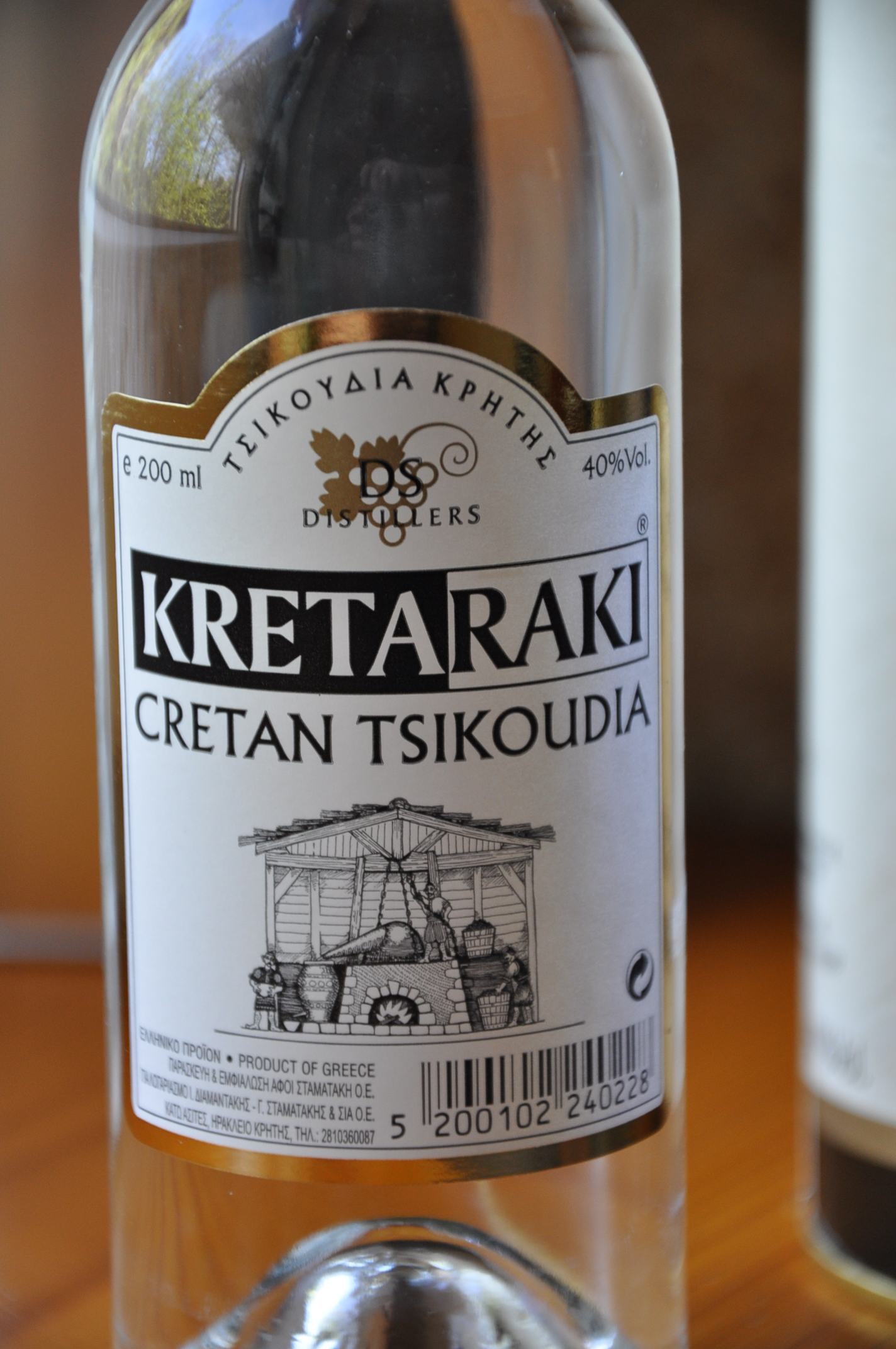
Sticlă de rachiu grecesc

- rachiu - băutură alcoolică tare, obținută prin diluarea cu apă a alcoolului etilic rafinat sau prin distilarea fracționată sucurilor dulci (de fructe, de struguri etc.) fermentate; sinonim: vinars.
- rafinare:

- proces tehnologic prin care se îndepărtează impuritățile din unele substanțe (alcool, uleiuri, zahăr etc.), în scopul îmbunătățirii calității lor;
- măcinarea și omogenizarea unor compoziții, sâmburi grași, prin mașina de valțuri.
- ragut (scris și ragout):

- preparat culinar din carne, pește sau legume tăiate în bucăți regulate, rumenite (ragut brun) sau nerumenite (ragut alb), pudrate cu făină și fierte într-un lichid aromatizat; prin adăugare de ingrediente specifice se obțin preparate tradiționale precum tocană, stufat, gulaș, papricaș etc.;
- (în bucătăria italiană) amestec de carne tocată cu sos de roșii picant, utilizat drept garnitură la pastele făinoase.
- ramstec[11] - tranșă de carne din vrăbioară de vacă, pregătită la grătar sau prăjită; de regulă, se garnisește cu cartofi natur și ceapă prăjită, iar pe fiecare felie de carne se pune și un ou ochi.
- rasol:

-  sortiment de carne de bovine sau de porcine care se obține din regiunea gambei;
- fel de mâncare preparat din rasol de vită sau din pește, prin fierbere în apă sărată, cu diferite ingrediente ca: legume, piper, ulei, oțet, hrean etc.
- ravieră - piesă de vesélă, utilizată pentru montarea și servirea diferitelor gustări, salatelor sub forma gustărilor, aspicurilor.
- ravigot - sos picant, rece sau cald; cel rece se face pe bază de vinegretă cu adaos de capere, ceapă și diverse verdețuri, iar cel cald este un sos fin pe bază de rântaș blond, cu adaos de vin și oțet, aromatizat cu verdețuri.
- ravioli:

- paste făinoase cu margine zimțată, pline cu diverse umpluturi;
- preparat de origine italiană, din aluat de tăiței, având forma pătrată, umplut cu diverse compoziții (carne tocată, spanac, ouă și brânză), serviți cu sos).
- răcitură - preparat din carne, oase și cartilaje, fierte și coagulate, la care se adaugă usturoi pentru gust (sinonim: piftie).
- răzătoare - unealtă din tablă prevăzută cu orificii zimțate, pe care se mărunțesc, prin frecare, unele ingrediente dure (legume, fructe, brânzeturi etc).
- râncezire - dobândire a unui gust și a unui miros neplăcut din cauza alterării grăsimilor în contact cu aerul .
- rântaș - sos de făină prăjită în grăsime, o compoziție formată din ulei, unt sau margarină, încălzite la foc mic, la care se adaugă făină, amestecând-o (fară a se rumeni) cu supă sau apă.
- râșniță - mașină rudimentară de măcinat sare, porumb etc., compusă din două pietre suprapuse, dintre care cea de deasupra se învârtește cu ajutorul unui mâner.

- râșniță de cafea - ustensilă de bucătărie cu ajutorul căreia se macină boabele de cafea sau se mărunțesc nuci, zahăr, piper etc.

- reacție Maillard - proces chimic care apare în timpul preparării alimentelor, la temperaturi de peste 140-165°C și căreia i se datorează savoarea și aspectul caracteristic al alimentelor gătite sau prăjite, cum ar fi crusta aurie a unei fripturi, pâinea prăjită⁠(d) sau culoarea brună a cartofilor prăjiți⁠(d).
- reducere a numărului de calorii - formă de cură de slăbire care se caracterizează prin consumarea unui număr mai mic de calorii decat are nevoie organismul pentru menținerea greutății corporale, asigurându-se, în același timp, necesarul de vitamine și minerale.
- reducere - fierbere a unui sos sau un lichid la foc mic până ce acesta scade.
- regim alimentar - ansamblul de alimente și obiceiuri alimentare adoptate în scopul menținerii sănătății, prevenirii anumitor boli sau tratării anumitor afecțiuni; trebuie să includă toate grupele alimentare importante (carbohidrați, proteine, grăsimi, vitamine și minerale), să fie bogat în legume, fructe, cereale integrale și să limiteze consumul de alimente procesate⁠(d), grase, bogate în zahăr și sare.
- remulad (scris și remoulade) - sos rece pe bază de maioneză amestecată cu muștar, la care se adaugă bucățele de castraveciori murați, capere și verdețuri tocate mărunt, eventual și pastă de anșoa.
- remulaj - ansamblu de operații destinat a aduce depozitul din masa vinului spumant, format în timpul fermentației, din sticlă pe dopul acesteia.
- refrigerare - răcirea unui produs alimentar până aproape de înghețare (între +4 și -2oC), pentru a putea păstra produsul în stare naturală un anumit timp.
- repaus - (referitor la aluat) lăsarea aluatului la temperatură constantă, în vederea dospirii, frăgezirii, elasticizării etc.
- restaurant cu autoservire - unitate de alimentație în care consumatorii își aleg singuri preparatele culinare și băuturile alcoolice.
- restaurant specializat - unitate profilată pe servirea unui sortiment specific de preparate culinare și băuturi, care se află permanent în lista-meniu; poate fi: restaurant pescăresc, vânătoresc, rotiserie, restaurant-zahana, dietetic, lacto-vegetarian, familial sau pensiune.
- reteș - preparat de patiserie provenit din bucătăria maghiară, asemănător cu ștrudelul, umplut ca și acesta de obicei cu brânză și stafide, dar și cu diverse creme sau marmeladă.
- rețetă culinară - set de instrucțiuni detaliate care descriu modul în care se prepară un anumit fel de mâncare și care include: lista ingredientelor, instrucțiunile de preparare și indicații de servire.
- revent - plantă erbacee (Rheum officinale) ale cărei frunze sunt otrăvitoare, dar tijele acestora sunt comestibile, fiind folosite (în bucătăria germană) pentru prepararea de compot, sos dulce acrișor, dulceață și prăjituri (sinonim: rubarbă).
- riboflavină - aditiv alimentar având numărul E 101.

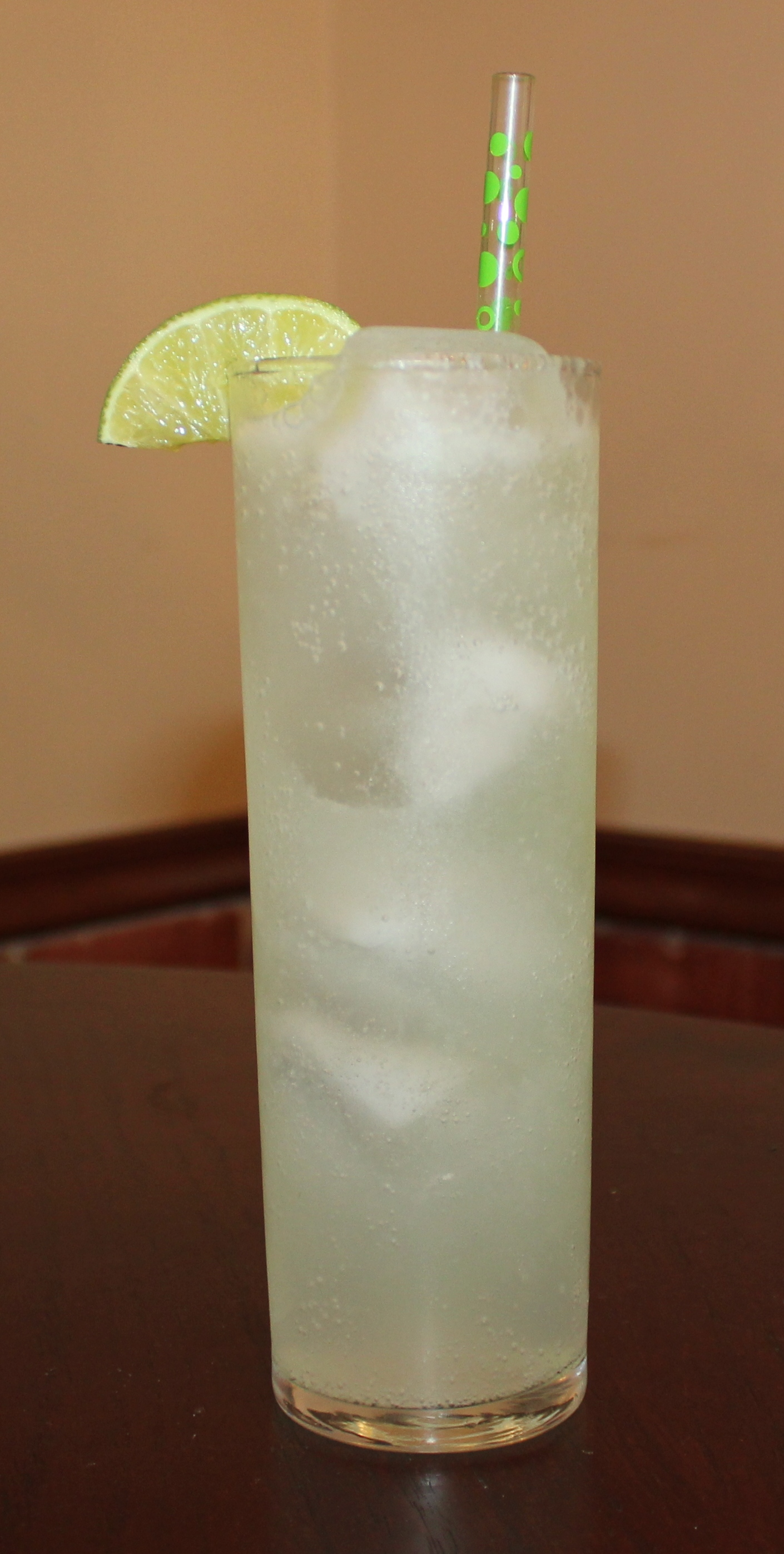
Cocktail rickey

- rickey - cocktail clasic, pregătit prin metoda dresării în tumblere mijlocii; are la bază alcool, suc de lămâie și apă minerală.
- ridiche -  (Raphanus sativus) plantă anuală din familia cruciferelor, a cărei rădăcină este comestibilă, cu însușiri antiscorbutice și diuretice.
- risolă - prăjitură din aluat în formă de semilună sau rotundă, prăjită sau coaptă și umplută cu diferite compoziții (carne, brânză, șuncă, creier etc) și servită cu sos de roșii.
- risotto - preparat italian din orez, unt, parmezan și sos de roșii.
- rizi-bizi - amestec de orez fiert cu mazăre verde, specific bucătăriei italiene, folosit în special ca garnitură la pește și la fructe de mare.
- rondelă - formă de tăiere a rădăcinoaselor, a ardeilor, roșiilor, cartofilor etc., în felioare rotunde.
- Roquefort - brânză de origine franceză, moale și sărată, preparată din lapte de oaie (45% materie grasă).
- rotiserie - tip de unitate de alimentație publică, care oferă în principal, preparate pregătite la rotisor: pui, mușchi de porc etc.
- rotisor - grătar pentru fripturi (cu surse de raze infraroșii sau de căldură electrică), utilizat în special în salonul unei rotiserii.
- rubarbă - vezi revent.
- ruladă - preparat culinar căruia i se dă forma de rulou.
- rulare - pregătire a unor preparate prin răsucire.
- rulou - produs de patiserie în formă de sul, făcut din aluat, care se umple cu frișcă, cremă, dulceață.

- rulou cu scorțișoară - produs de patiserie, popular în nordul Europei și în America de Nord, realizat din aluat dulce dospit, rulat în jurul unui amestec de scorțișoară și zahăr, uneori și unt, apoi copt până devine pufos și auriu.

- rumenire - frigere a unui preparat până când acesta dobândește o culoare roșietică sau galbenă.

## S
- sabayon - vezi zabaglione.
- sake - băutură alcoolică japoneză, fabricată din orez fermentat și care de obicei se bea caldă.
- salamandră - utilaj folosit pentru gratinarea preparatelor și prăjirea pâinii și la care, spre deosebire de grătar, sursă de energie termică este plasata la partea superioară a unei carcase.

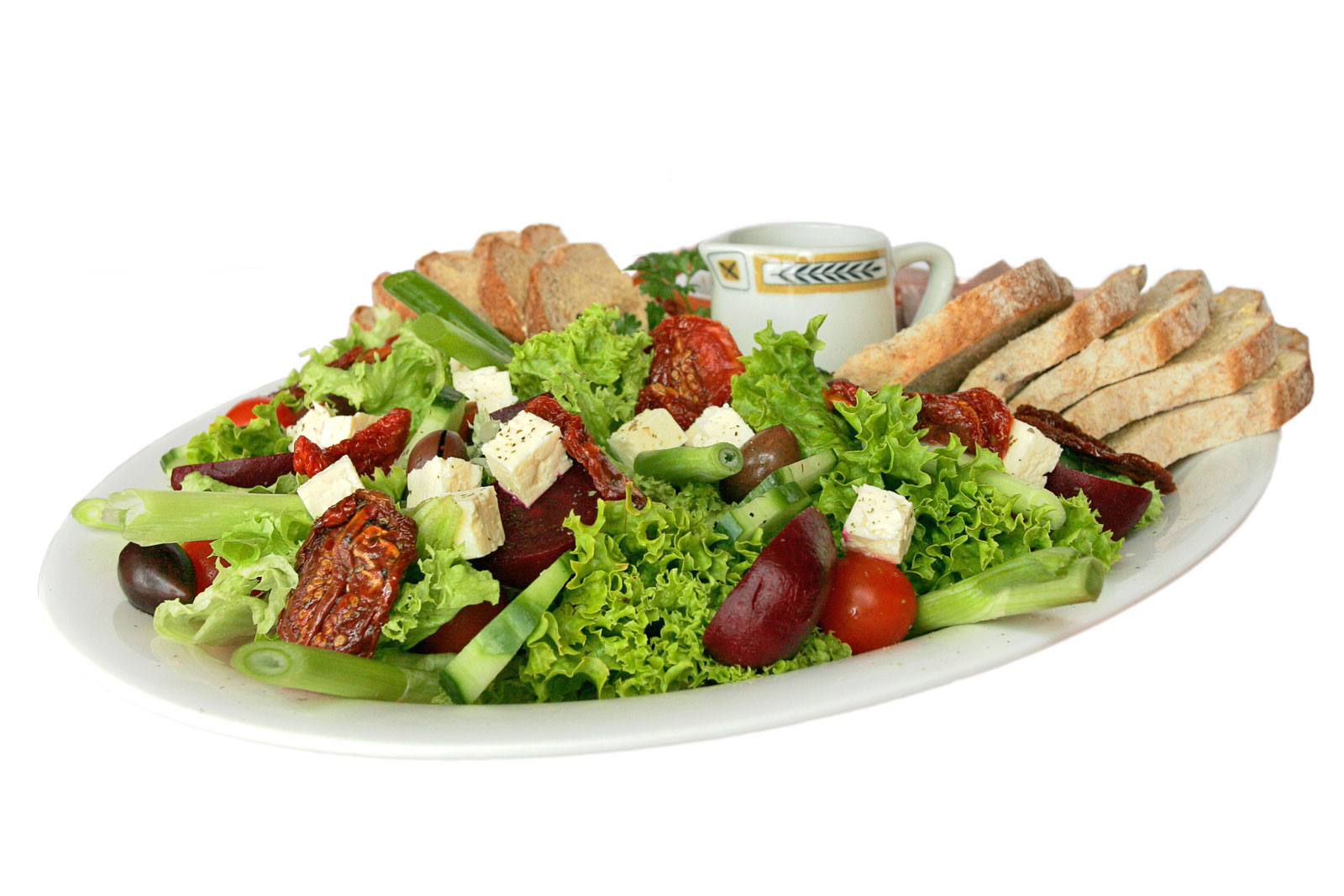
Farfurie cu salată

- salată:

- (Lactuca sativa sau lăptucă) plantă comestibilă, căreia i se consumă frunzele, în special în stare crudă;
- (salată (mâncare)): preparat culinar care conține în special legume crude sau fierte, cu adaos de oțet, zeamă de lămâie și ulei și care se servește ca aperitiv sau garnitură (exemple: salată de vinete, salată bulgărească, salată de boeuf);
- salată à la russe - preparat culinar care seamănă cu salata de boeuf, doar că nu conține carne.
- salată de boeuf - preparat culinar făcut din legume și carne de vită fierte și murături, toate tăiate mărunt și amestecate cu maioneză.
- salată de fructe - desert făcut din fructe crude, tăiate mărunt, amestecate cu zahăr și stropite cu rom, coniac sau vin.
- salatieră:

- vas de porțelan, faianță, sticlă etc. în care se servește salata;
- serviciu de masă cu sticluțe pentru ulei, oțet și cu solnițe pentru sare și piper.
- saleu - aperitiv crocant de forma unui bețișor, realizat din aluat sărat, cu gust picant.
- salmi - tocană din vânat cu pene, preparat cu ciuperci și sos de vin.

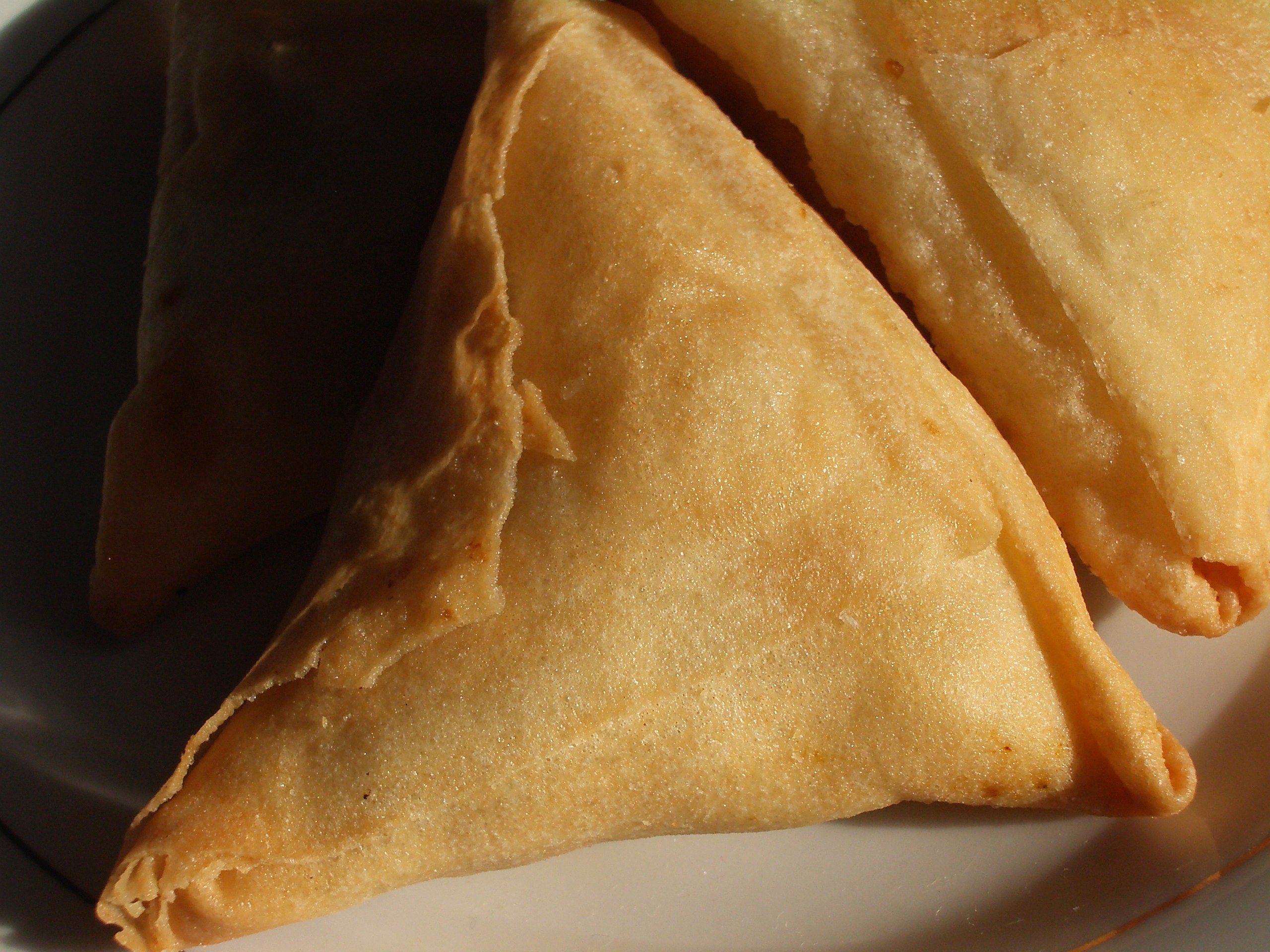
Samosa

- samosa - produs de patiserie din India, care poate să conțină: curry de legume, orez, cartofi, carne tocată sau pește.
- samovar - ceainic rusesc care furnizează continuu apă caldă pentru pregătirea ceaiului.
- sana - lapte fermentat cu aceleași culturi de bacterii lactice ca și laptele bătut, dar cu conținut mai mare de grăsime; vezi și chefir.
- sandviș - (scris și sandvici) felii subțiri de pâine, unse sau nu cu unt, între care se pun felii de jambon, brânză, carne etc.

- sandviș de pâine prăjită - sandviș în care umplutura dintre cele două felii este tot o felie subțire de pâine prăjită, pe care poate fi întinsă unt.

- sanglare - răcire rapidă și puternică a unui vas (în care se află un preparat sau o băutură ) prin introducerea în refrigerator sau punând gheață cu sare în jurul acestuia.
- sarailie - prăjitură foarte dulce făcută din foi de plăcintă umplută cu nuci, migdale sau fistic, rulate și însiropate cu miere sau cu sirop gros de zahăr.
- saramură - zeamă sărată, uneori condimentată cu oțet, cu usturoi, cu care se servesc unele mâncăruri.
- sardea (plural sardele) - pește marin, asemănător cu scrumbia, care se consumă proaspăt sau conservat.
- sare de lămâie - denumire populară atribuită impropriu acidului tartric, utilizat drept condiment în alimentație.
- savarină - prăjitură făcută dintr-un aluat moale și pufos copt în forme speciale, care se îmbibă cu sirop de zahăr (amestecat cu rom) și se umple cu frișcă.
- sămătișă - (regionalism) lapte acru care rămâne după ce se culege smântâna.
- săruri minerale - elemente chimice care se găsesc în alimente și sunt necesare organismului, exemple: calciu, sodiu, potasiu, fosfor, fier, iod, zinc, cupru.
- sângerete - preparat alimentar sub formă de cârnat sau caltaboș umplut și cu sânge.
- scopt - (regionalism) amestec de lapte acru și de brânză de vaci.
- scordoleá - preparat culinar de origine greacă din nuci pisate și miez de pâine, frecate cu usturoi, suc de lămâie sau oțet și ulei.
- scrob - jumări de ouă.
- sec - se referă la vinul nealcoolizat, având maximum 4 grame de zahăr la litru.
- sedilă:

- săculeț cu țesătură rară, în care se pune brânza la scurs;
- dispozitiv tronconic cu orificii la partea inferioară, care se folosește la turnarea firelor de cataif.
- separator de lapte - centrifugă fără sită pentru separarea smântânii din lapte.
- separator de ulei - aparat pentru separarea (prin centrifugare, decantare, filtrare) a uleiului dintr-un lichid cu care a fost impurificat.
- serviciu direct - sistem de efectuare a serviciului la masă, care presupune preluarea preparatului de către chelner, de la bucătărie, pe platou sau în supieră și servirea acestuia în farfuria așezată în fața clientului.
- serviciu la farfurie - sistem de efectuare a serviciului, care presupune aducerea de către chelner a farfuriei cu preparate și așezarea acesteia în fața clientului.
- serviciu la gheridon (à la russe) - sistem de efectuare a serviciului în salonul restaurantului, care presupune aducerea gheridonului lângă masă pentru operații de tranșare, flambare, filetare, pregătire, porționare; pentru trecerea preparatului de pe gheridon până în farfuria clientului se utilizează serviciul direct sau la farfurie.
- sex on the beach - cocktail răcoritor, cu arome fructate și un echilibru plăcut între dulce și acrișor, cu ingrediente ca: vodcă, șnaps de piersici, suc de portocale și suc de merișoare⁠(d).
- sfeclă de zahăr - (Beta vulgaris-saccharifera) plantă bienală din familia chenopodiaceelor, cultivată pentru zahărul extras din rădăcini.

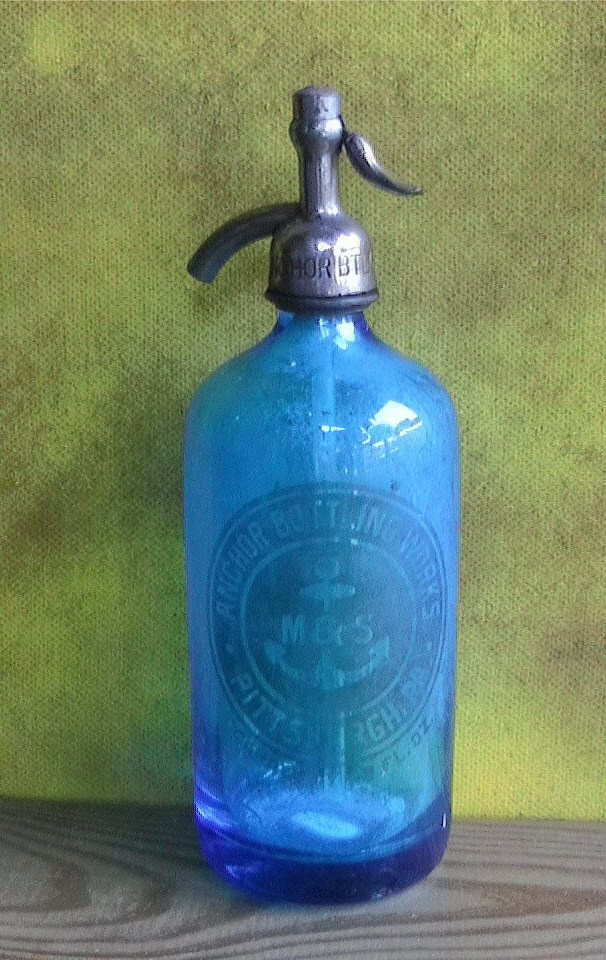
Sticlă de sifon din 1922

- shaker -  recipient folosit în baruri, în care se agită (cu gheață) elementele unui cocteil (vezi și tumbler).
- sifon:

- vezi apă carbogazoasă;
- recipient cu pereți groși folosit pentru păstrarea și debitarea sub presiune a apei acidulate cu dioxid de carbon.
- siguranța alimentară - ansamblul de măsuri și practici care asigură că alimentele sunt sigure pentru consum, prevenind contaminarea cu agenți patogeni sau substanțe nocive.
- siníe - tavă mare și rotundă de metal, folosită mai ales pentru copt plăcinte, prăjituri și pentru prezentarea acestora.
- sirop:

- soluție concentrată, constând din zahăr și apă sau suc de fructe, întrebuințată la prepararea unor dulciuri, a băuturilor răcoritoare și a unor medicamente;
- băutura răcoritoare preparata din soluția de mai sus și amestecată cu sifon.
- sistră - ustensilă asemănătoare șpaclului, cu lama metalică lată și mânerul de lemn, utilizată în scopuri culinare.
- sită - țesătură de fire metalice sau textile fixată într-un cadru circular de lemn sau de metal și care servește la cernut făină, mălai, la pasat legume ori fructe, la strecurat lichide etc.
- slad - semințe de cereale, în special de orz, germinate artificial, folosite la fabricarea berii și a spirtului.
- snack-bar - mic restaurant cu o tejghea-bar la care sunt serviți clienții, aflați pe scaune înalte, cu aperitive, gustări și cu un sortiment redus de băuturi.
- soba - tăiței japonezi fabricați din hrișcă.
- solzișori - formă de tăiere în bucăți imitând solzii de pește, mai ales la ceapă (vezi și peștișori).
- somelier - persoană cu cunoștințe de oenologie, care selectează vinurile într-un restaurant și care orientează alegerea clienților în funcție de preparatele alese.
- somon - pește teleosteean (Salmo salar) din familia salmonidelor, apreciat pentru icre și pentru carnea sa roz.
- sondă - pahar de bere, lunguieț și subțire, mai îngust în partea de jos.
- sorbet - băutură răcoritoare preparată din suc de fructe, zahăr și lichior sau apă (a nu se confunda cu șerbet).
- sos - preparat culinar lichid sau vâscos (de obicei condimentat) cu care se pregătesc sau cu care se servesc unele mâncăruri (vezi și: rântaș, maioneză, terci).
- sos alb - sos cald, preparat din făină, unt și lapte.
- sos allemande - sos alb care conține gălbenuș de ou.
- sos bearnez - variantă de sos olandez, pe baza unei emulsii de unt și gălbenuș de ou, completat cu verdețuri asortate (vezi și Chateaubriand).
- sos Béchamel - sos cald, preparat din sos alb la care se adaugă smântână.
- sos brun - preparat care are la bază supa de vite realizată din oase, în prealabil coapte la cuptor, și îngroșată cu un rântaș din făină cu unt.
- sos Chutney - preparat din fructe, oțet de mere, zahăr și condimente; se servește de obicei la mâncărurile piperate.
- sos englezesc - combinație de legume (morcovi, ceapă, ardei, țelină), date prin răzătoare și fierte în suc de roșii, la care se adaugă condimente.
- sos gratinat - preparat culinar lichid care conține făină, ou și cașcaval ras și intră în compoziția anumitor mâncăruri.
- sosieră - piesă de vesélă utilizată pentru servirea sosurilor.
- sos Meunière - sos cald, fără făină, preparat din unt, zeamă de lămâie, pătrunjel și capere, ce se servește la pește prăjit.
- sos Mornay - sos cald pentru gratinat preparate din pește sau paste făinoase, preparat din făină, unt, lapte, smântână, cașcaval și ouă.
- sos olandez - emulsie fierbinte de oțet, unt și gălbenuș de ou și care se potrivește la pește fript, carne friptă la grătar ori în tigaie, dar și la rasol de pește, ouă Benedict sau legume, îndeosebi la sparanghel și conopidă.
- sos Ravigot - sos rece pentru pește și ouă, preparat din maioneză, castraveți murați, ceapă (sau usturoi), pătrunjel și tarhon.
- sos Remoulade - sos rece pentru pește, ouă și sparanghel, preparat din maioneză, castraveți murați, pătrunjel, tarhon și muștar.
- sos tartar - sos rece pentru limbă, creier și vițel rasol, preparat din emulsionarea muștarului cu ulei și gălbenușuri, rezultând astfel o maioneză pe bază de muștar.
- sos vinegretă - sos rece, pe bază de muștar, cu adaos de pătrunjel, ceapă verde, ulei, oțet, sare și piper.
- sos Vinograd - sos rece, preparat cu oțet, ulei, sare, piper și pătrunjel verde tocat.
- sos Worcester(shire) - sos condimentat, preparat din oțet, malț, melasă, hașmă, usturoi, tamarin, cuișoare, esență de anșoa, extract de carne cu gust picant.
- sotare:

- preparare unui soté;
- rumenire ușoară a legumelor sau cărnii în grăsime; pregătire a unor preparate în puțină grăsime și apă fără a se rumeni.
- soté (sau soteu):

- mâncare din legume fierte pe care se toarnă unt;
- preparat de bază din carne de vită sau porc, organe (creier, ficat, rinichi etc.), cu un sos mai mult sau mai puțin consistent.
- spaghete - paste făinoase de origine italiană subțiri, cu lungimi de mari dimensiuni, de formă cilindrică.

- spaghete cu chiftele - preparat de paste italo-american constând din spaghete, sos de roșii⁠(d) și chiftele.

- sparanghel - plantă erbacee (Asparagus officinalis) leguminoasă cu rădăcini cărnoase și cu frunze nedezvoltate, de la care se consumă lăstarii.
- spărgător de nuci - instrument pentru deschiderea nucilor sau crăparea cojilor acestora.
- specialitatea casei - produs specific (alimentar) al unei societăți comerciale, al unui restaurant, al unei gospodine.
- spritz - băutură alcoolică răcoritoare, originară din Italia; este un aperitiv popular, de obicei servit înainte de masă, fiind remarcabil pentru echilibrul său între amărui, dulce și acidulat.
- spumă:

- strat care se ridică deasupra unor alimente (lichide) în timpul fierberii sau al fermentației (și care trebuie îndepărtat)
- preparat dulce, lejer, din ingrediente amestecate sau mixate, pe bază de creme de lapte și ou sau piure de fructe, cu adaos de frișcă, de albuș bătut; se servește ca desert.
- stabilizator (alimentar) - substanță adăugată la alimente pentru a îmbunătăți stabilitatea și calitatea acestora, prevenind separarea, sedimentarea, coagularea sau alterarea lor în timpul procesării, depozitării sau transportului.

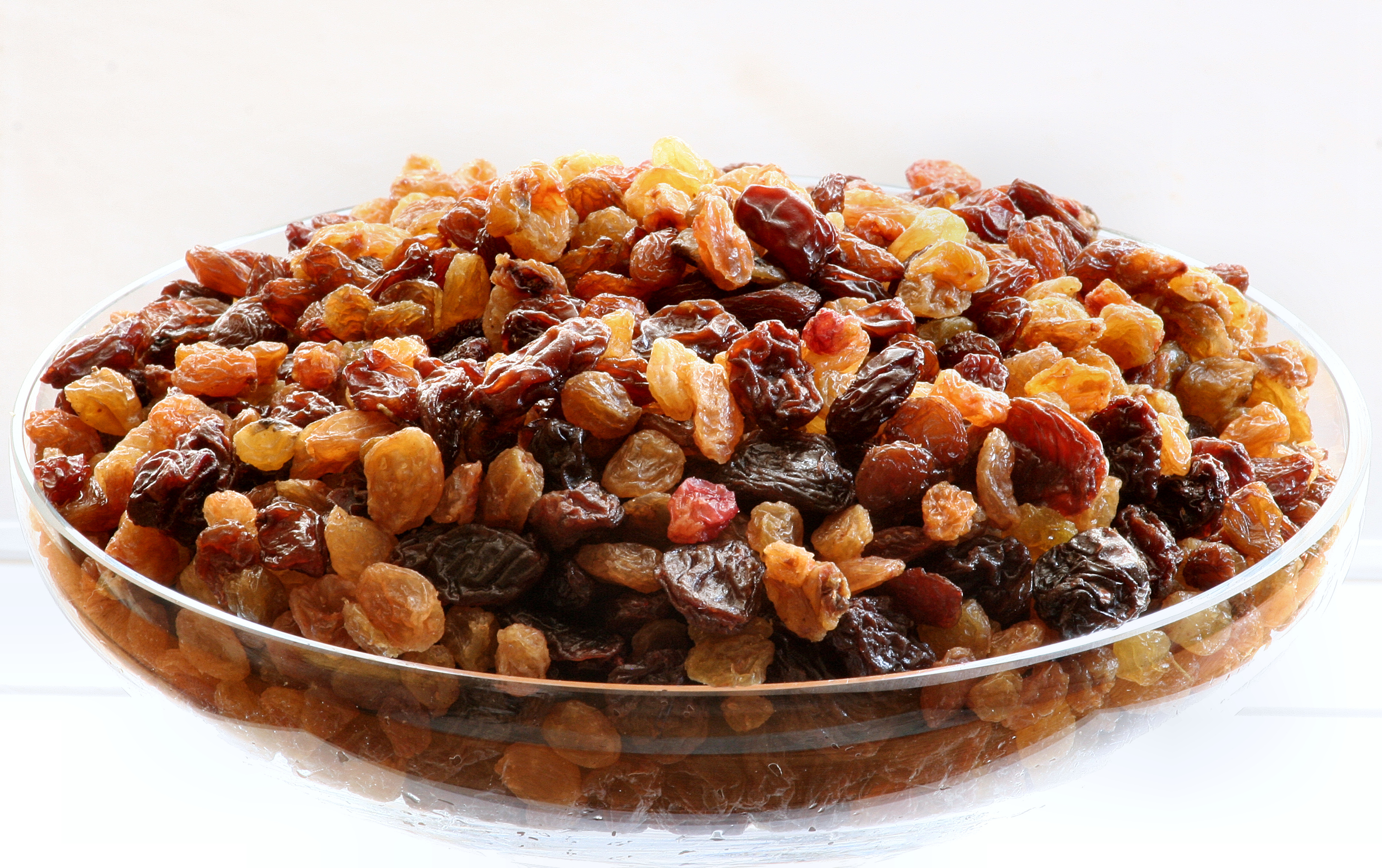
Stafide

- stafide - struguri uscați de anumit soi, fără semințe și utilizați ca ingredient pentru anumite dulciuri.
- steak - vezi biftec.
- Stevia rebaudiana[12] - plantă exotică din care se extrag îndulcitori.
- Stilton, brânză ~ - brânză englezească, foarte apreciată în lume, obținută din lapte de vacă îmbogățit.
- stingere - oprire a prăjirii unui aliment prin adăugarea unei soluții lichide.
- stracciatella - varietate de înghețată, originară din Italia, cu fire fine de ciocolată.
- stres oxidativ - proces de îmbătrânire a organismului la nivel celular și care poate fi încetinit printr-un stil de viață sănătos, bazat, printre altele, pe o alimentație bogată în fructe și legume proaspete, ceaiuri, sau suplimente (vitamina C și E, carotenoide)  din surse curate (vezi și antioxidant).
- stropire - dispersare peste friptură, în timpul frigerii, din sosul propriu, unt sau apă în stropi.
- stufat - mâncare din carne (de miel), ceapă și usturoi verde.
- suc:

- lichid conținut în substanțele vegetale, în special în fructe, de unde poate fi extras prin presare sau stoarcere; zeamă;
- băutură răcoritoare special preparată din fructe sau din substanțe sintetice.
- sucitor - sul neted de lemn, cu care se întinde și se subțiază foaia de aluat pentru plăcintă, tăiței etc. (vezi și merdenea).
- sufleu - preparat culinar copt la cuptor, din legume, carne, pește, brânzeturi etc., amestecate cu sos alb și cu ouă.
- sugiuc:

- produs de cofetărie făcut din nuci, alune sau migdale, muiate în must fiert cu făină;
- un fel de cârnat afumat, preparat din carne de oaie, capră sau vită; ghiuden.
- sulfitare - operație de tratare cu bioxid de sulf a unor produse alimentare sau a unor vase, în scopul dezinfectării, conservării, al decolorării etc.
- supă - zeamă de legume sau de carne fiartă cu legume, uneori cu adaos de făinoase.
- supă-cremă - supă mai consistentă, mai deasă, cu legume pasate.
- superaliment - aliment bogat în nutrienți (antioxidanți, vitamina C, oligoelemente, proteine, fibre, acizi grași esențiali); exemple: spirulina, semințe de cânepă, alge, cacao crudă, unt de cocos, polen etc.
- supeu - cină; masă servită seara târziu, după ieșirea de la un spectacol, reprezentație etc.
- supieră - piesă de vesélă utilizată pentru servirea preparatelor lichide (supe, creme, ciorbe) la masă (vezi și bol, castron).
- supliment nutrițional (alimentar, nutritiv) - aliment care completează dieta zilnică, bogat în nutrienți și comercializat sub formă de capsule, pastile, tablete, pachete cu pulbere, fiole cu lichid etc.
- suport pentru șervețele - dispozitiv întâlnit în bucătării și restaurante pentru depozitarea șervețelelor.
- surími - bastonaș din carne de pește cu diverse arome.

## Ș
- șalotă - vezi hașmă.
- șambrare - menținere a unui vin la temperatura camerei pentru a fi servit.
- șaorma (scris și shaworma) - mâncare arabă, asemănătoare cu kebabul, preparată din felii subțiri, prăjite, de carne peste care se pun legume și un sos special, întreaga compoziție învelindu-se într-un rulou din clătită sau foaie de pizza.
- șașlâc - preparat culinar pregătit din bucățele de carne (mai ales de oaie) fripte în frigare.
- șerbet - preparat realizat din sirop de zahăr bine legat și frecat, colorat și aromat cu diferite esențe sau sucuri de fructe (a nu se confunda cu sorbet).
- șerbetieră:

- vas special (chisea) în care se păstrează sau se servește șerbetul.
- vasul de tablă al mașinii în care se prepară înghețata.
- șervet - piesă de lenjerie utilizată de către consumator la masă (șervet de masă), de către chelner în efectuarea serviciului (șervet de serviciu) sau pentru protejarea produselor de panificație care se aduc la masă, a tăvilor etc.

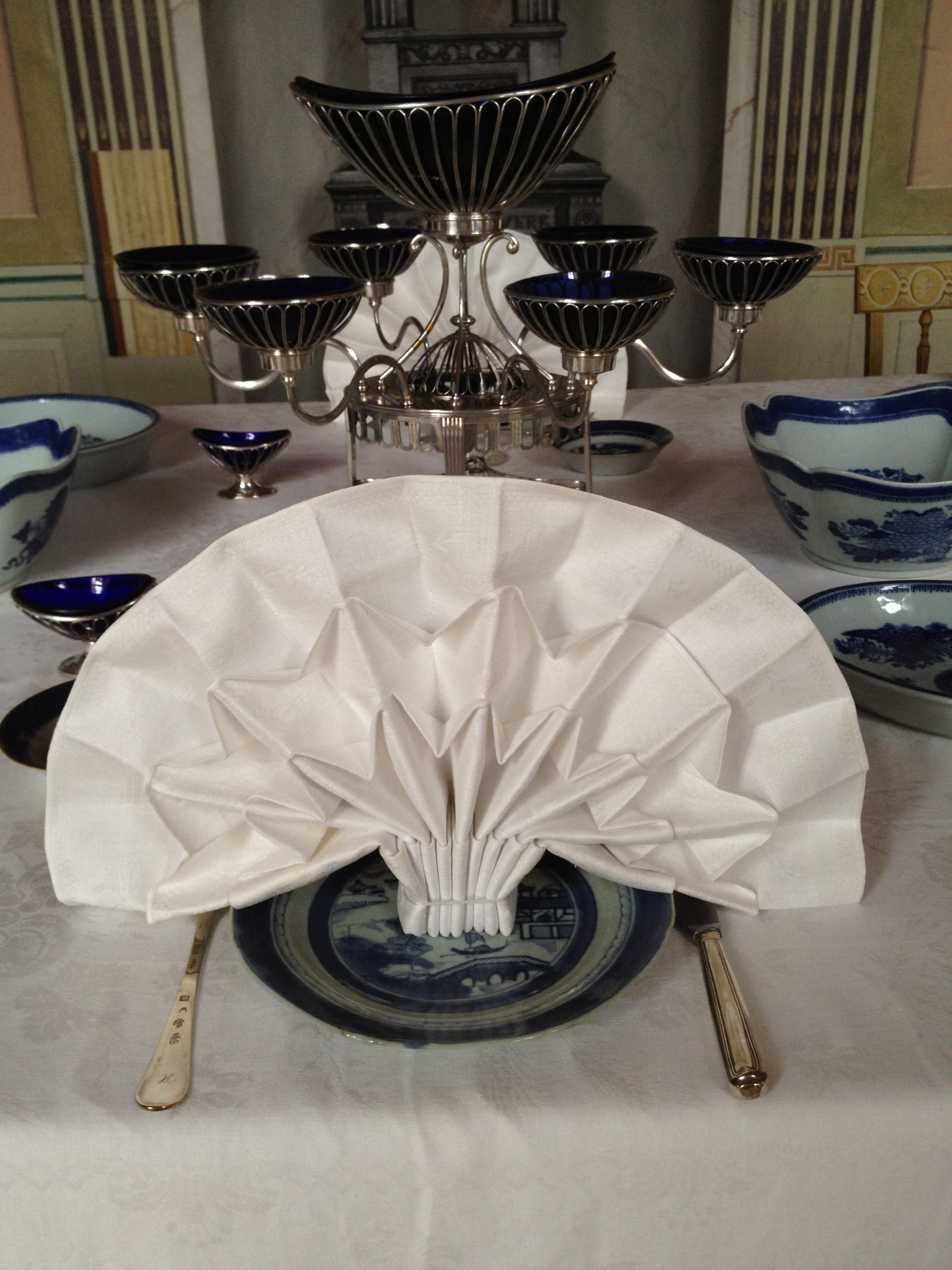
Șervețel pliat

- șervețel - șervet de dimensiuni mai mici și confecționat din hârtie.
- șnaps - termen folosit pentru a descrie diverse băuturi spirtoase distilate:

- în Germania și Austria,  distilat tare, neîndulcit, făcut din fructe, cereale sau cartofi;
- în Statele Unite și alte țări vorbitoare de limbă engleză, băutură spirtoasă aromatizată și îndulcită, care poate avea arome de fructe, mentă, scorțișoară și alte ingrediente.
- șnițel - felii subțiri de carne, bătute cu ciocanul de lemn, trecute prin făină, ou și pesmet, apoi prăjite în grăsime încinsă (exemplu: șnițel vienez).
- șnițel italian (palermitan) - șnițel în care carnea este panată cu făină, ou și cașcaval ras (parmezan).
- șnițel natur - șnițel simplu, fără a fi făcut pané, în care carnea este panată numai cu făină.
- șnițel parizian - șnițel în care carnea este panată în făină și ou.
- șnițel vienez - carne muiată în ou și în pesmet, apoi prăjită în tigaie.
- șodou - băutură preparată din gălbenuș de ou crud, frecat cu zahăr, peste care se toarnă lapte fierbinte.
- șofran - plantă erbacee (Crocus sativus) cu frunze lungi și înguste și cu florile violete, din care se extrage o substanță aromatică folosită, printre altele, și în bucătărie.
- șpriț:

- băutură obținută din vin cu sifon sau cu apă minerală; vezi și spritz.
- formă conică folosită pentru ornarea prăjiturilor (vezi și dui).
- ștrudel - plăcintă făcută din foi subțiri umplute cu mere, brânză, nuci etc. și rulate în formă de sul.
- șvarț - băutură fierbinte, făcută din boabe de cafea prăjite și râșnite, trecută prin filtru și îndulcită.

## T
- Tabasco - sos din bucătăria americană, care are la bază ardei roșu macerat în oțet, alcool cu sare, mirodenii și zahăr.
- tablare - trecerea siropului fierbinte de zahăr concentrat din stare lichidă, prin răcire și amestecare, în stare vâscoasă.
- taco - mâncare mexicană care constă într-o tortilla⁠(d) de porumb sau făină, umplută cu ingrediente precum carne, legume, brânză și sosuri; vezi și burrito.
- tahifagie - faptul de a ingera repede alimentele, cu masticație insuficientă.
- talger - farfurie mică, plată.
- tamarin - Arbore exotic (Tamarinus indica) din familia leguminoaselor, cu frunze compuse, alungite, cu flori galbene-roșietice, din ale cărui fructe se prepară o băutură răcoritoare.
- tapetare - pudrare, îmbrăcare a unui preparat sau tăvi (în interior) cu făină, pesmet, grăsime, zahăr tos, zahăr ars sau cu hârtie albă, în funcție de respectivul preparat.
- tapiócă - produs alimentar extras din rădăcina de manioc.
- taramá - icre (de calitate inferioară, de obicei de crap) sărate și tescuite.

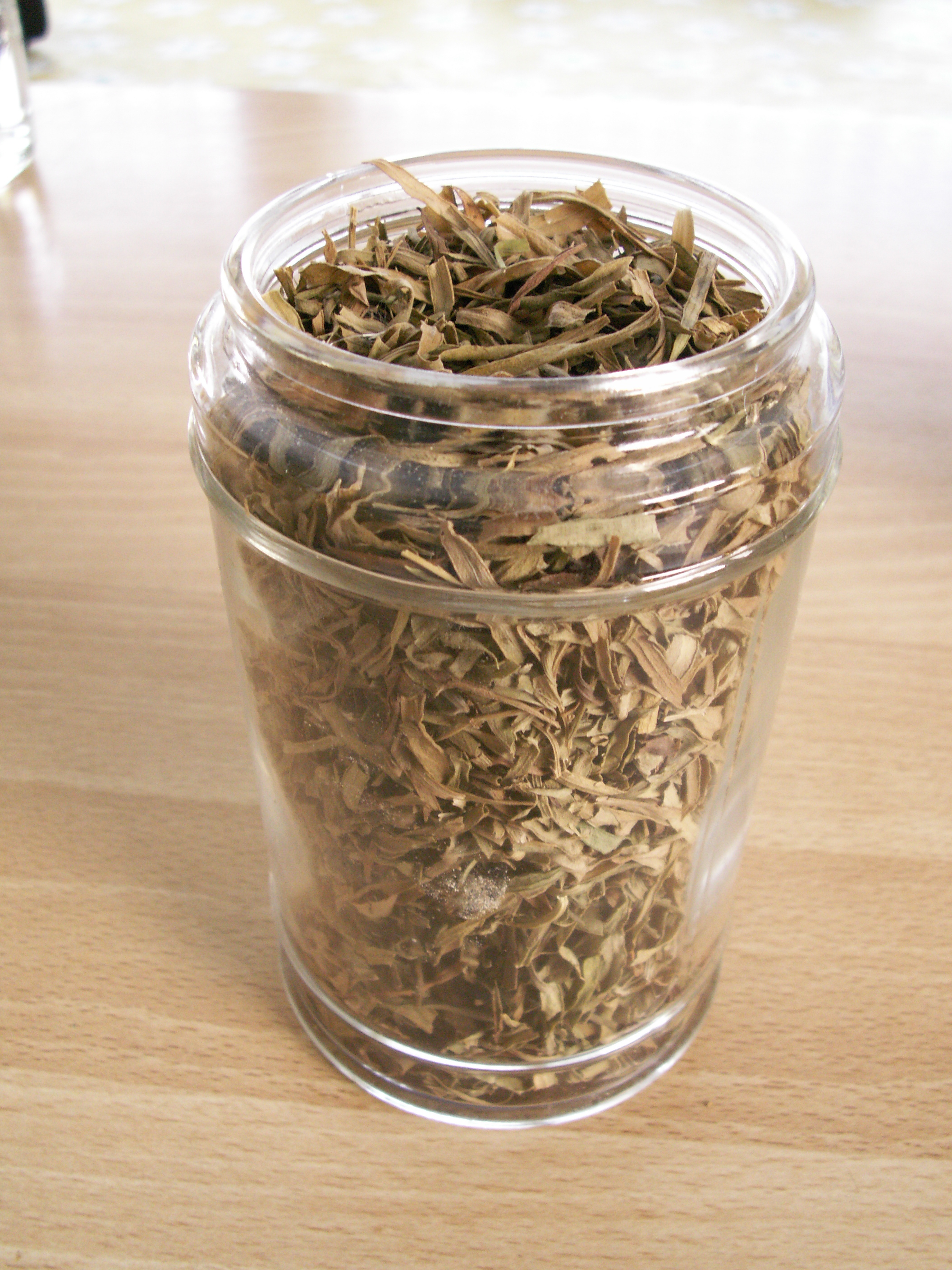
Frunze uscate de tarhon

- tarhon - plantă erbacee perenă (Arthemisia dracunculus), ale cărei frunze, bogate în uleiuri eterice sunt folosite drept condiment.
- tartár:

- sos ~ - maioneză picantă cu mult muștar, cu capere și castraveți acri;
- biftec ~ - mușchi fript foarte puțin.
- tartă - produs de patiserie plat, copt în forme speciale, cu diferite umpluturi (exemplu: tartă cu sirop de zahăr).
- tarteletă - tartă mică.
- tartină - felie de pâine unsă cu unt pe care se pune brânză, șuncă etc.
- tartrazină - colorant alimentar cu numărul E 102.
- tártric, acid ~ - acid folosit și în industria alimentară ca sare de lămâie.
- tartru - amestec de tartrat acid de potasiu cu tartrat neutru de potasiu, care se depune pe fundul butoaielor în care se păstrează vinul nou.
- tas - vas plat (rotund); tipsie, taler; vezi și tavă.
- tavă:

- obiect plat de metal, de material plastic, de lemn, având forme și dimensiuni diferite și marginile puțin ridicate, pe care se aduc la masă cele necesare pentru servit (sinonime: tipsie, platou); vezi și tas;
- vas de tablă sau de fier smălțuit, cu marginile ridicate, în care se coc la cuptor anumite mâncăruri și prăjituri.
- tăiere (la maioneză, creme):

- pierderea calităților prin neomogenizarea părților componente;
- separarea uleiului încorporat în gălbenușuri.
- tăiței - aluat tăiat în șuvițe lungi și subțiri care se fierb în supă sau se gătesc cu brânză, cu nuci etc; vezi și turmăței.
- teasc - presă manuală cu ajutorul căreia se storc strugurii, semințele plantelor oleaginoase etc. pentru a se obține mustul, uleiul.
- tel - instrument de sârmă cu mâner folosit pentru a bate albușul de ou, frișca, crema etc.
- tequila - băutură alcoolică din Mexic, obținută prin distilarea sucului de agave.
- terci:

- mâncare gătită din mălai fiert în apă; mămăligă foarte moale;
- fel de mâncare preparat din mălai (și alte crupe), fiert cu apă (și cu grăsime).
- terciuire - transformare, prin strivire, zdrobire, a unui produs alimentar într-o pastă moale; vezi: pastă alimentară, terci.
- terină:

- filé de mușchi de căprioară (iepure), învelit în slănină și legat cu o sfoară, copt într-o formă, în care este înconjurat de pastă de carne din același animal, cu diverse condimente;
- pateu copt într-un vas special cu capac (chiar terină, sau vas de fontă), servit rece, feliat;
- vas de pământ smălțuit, folosit în bucătărie pentru fierberea, coptul sau păstrarea alimentelor.
- termen de valabilitate (al unui aliment) - perioada de timp stabilită de producător, care fabrică un produs alimentar perisabil care, într-o anumită perioadă timp, poate deveni periculos pentru sănătatea consumatorilor.
- tescovină:

-  ceea ce rămâne după stoarcerea fructelor, mai ales a strugurilor sau a sfeclei de zahăr; alte denumiri: boștină, boască;
- băutură alcoolică obținută prin fermentarea și distilarea resturilor rămase după stoarcerea mustului din struguri.
- tescuire - (despre struguri, fructe) presare la teasc pentru a stoarce zeama, mustul.
- textură - senzația fizică percepută în gură în timpul masticației și înghițirii alimentelor și care este dată de proprietățile fizice ale alimentelor, cum ar fi consistența, densitatea, umiditatea, granulația sau vâscozitatea.
- tikvenik - tip de plăcintă, din dovleac și zahăr, specific bucătăriei bulgare.
- timbal:

- vas de porțelan în care se dă la cuptor și se servește un preparat delicat;
- preparat realizat într-un astfel de vas sau de forma acestuia.
- tiraj - operație de turnare în sticle a vinului pregătit pentru fabricarea vinului spumos.
- tobă - mezel preparat din bucățele de carne, de slănină, de măruntaie etc. introduse în membrana care formează stomacul porcului.
- tocană - mâncare cu sos, cu bucăți de carne prăjită cu ceapă sau din legume prăjite cu ceapă.
- Tókay (sau Tokay) - vin licoros, galben auriu, recoltat în nord-estul Ungariei.
- tomatillo - plantă originară din Mexic (Physalis ixocarpa), al cărei fruct este folosit la anumite mâncăruri mexicane.
- tompouce - desert tradițional din Țările de Jos, un fel de prăjitură formată din două straturi de foietaj subțire, crocant, între care se află un strat de cremă de vanilie.
- tonka - sămânță a arborelui cumaru, cu miros puternic, gust dulceag și care conține cumarină, utilizat drept aromatizant.
- topping - termen folosit pentru a descrie orice ingredient sau garnitură adăugată deasupra unui preparat alimentar pentru a-i îmbunătăți gustul, textura sau aspectul.
- torefiere - încălzire la foc direct, în prezența aerului, a unor produse pentru a le conferi o aromă specifică.
- tortilla - plăcintă din porumb, în America de Sud.
- tosanta - amestecul de grăsime, de apă, de suc de carne, de resturi de carne rumenită ce rămân în tigaia în care s-a prăjit carnea.
- toxiinfecție alimentară⁠(d) - afecțiune cauzată de consumul de alimente sau băuturi contaminate cu microorganisme patogene (bacterii, virusuri, paraziți) sau toxinele produse de acestea.
- trampare - stropire abundentă cu un lichid; însiropare a unui tort.
- trandafir - cârnat de porc cu mult piper și usturoi sau alte condimente.
- tranșare - separare, în porțiuni anatomice, după sortimente, calitate etc., carnea unui animal tăiat pentru consum.
- trasabilitate - posibilitate de identificare și urmărire a unui aliment sau substanțe încorporate într-un aliment pe parcursul tuturor etapelor (producție, prelucrare și distribuție) în scopul asigurării unui nivel înalt de protecție a sănătății consumatorilor.
- treonină - aminoacid esențial care reglează funcționarea pancreasului endocrin și care se găsește mai ales în lactate, brânzeturi, drojdie.
- triptofan - aminoacid esențial, utilizat de creier pentru producerea serotoninei; se găsește în: brânza de vaci, lapte, carne, pește, curmale uscate, carne de curcan, banane, alune de pădure.

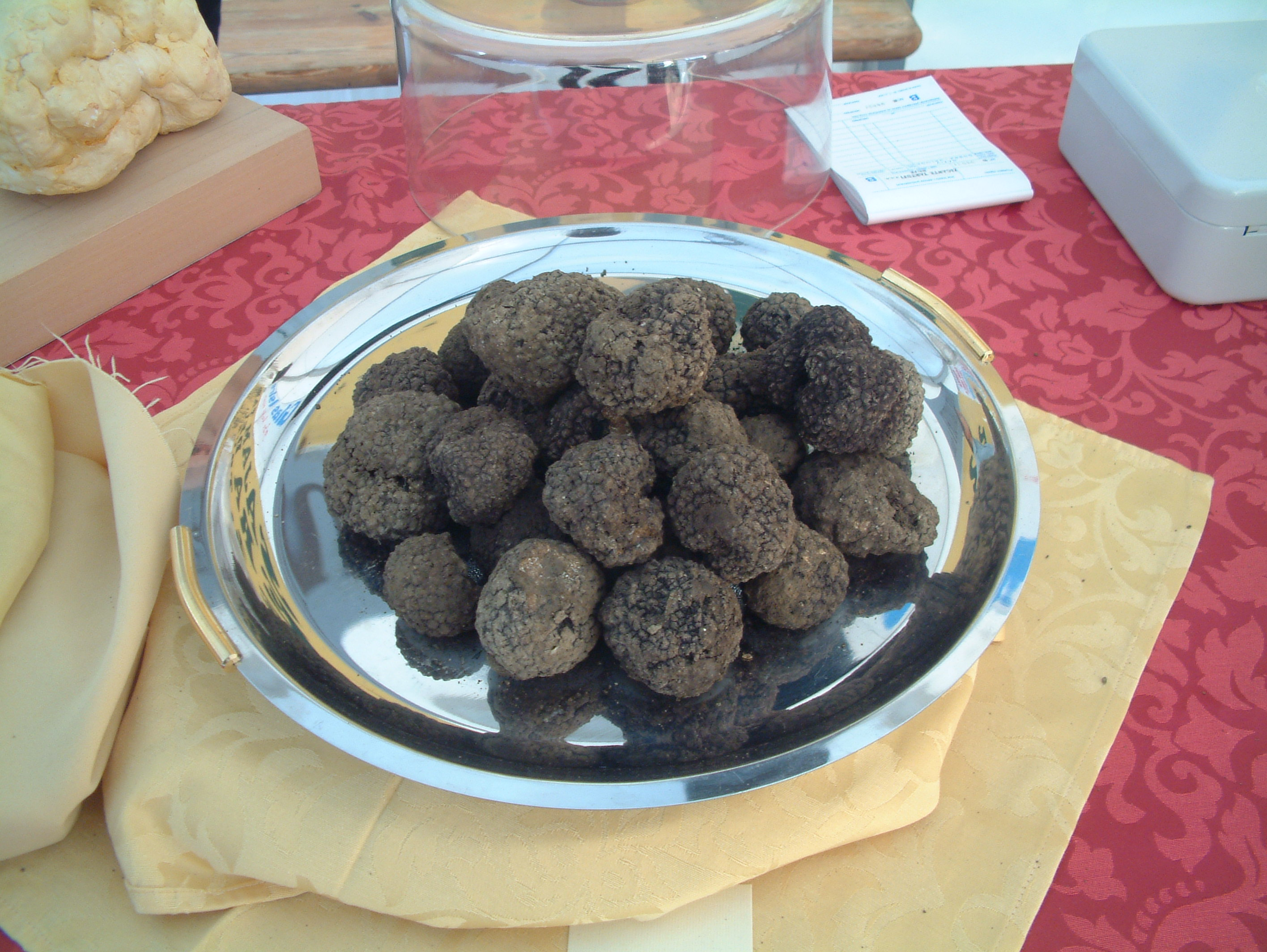
Trufe negre din Croația

- trufă:

- ciupercă comestibilă în formă de cartof, de culoare violetă-negricioasă, care crește în păduri de stejari sau cultivată ca plantă alimentară;
-  produs de cofetărie făcut dintr-o cremă de ciocolată.
- tsampa - aliment tradițional tibetan, constând din făină de orz prăjită.
- tulburel - vin nou care încă nu s-a limpezit.
- tumbler - pahar cu fund plat, gros și rotunjit, pentru servirea cocktailurilor (vezi și shaker).
- turare - repetare a operației de întindere a cocăi pentru foitaj.
- turmățéi - aluat subțire turnat câte puțin în supa fiartă, zdrențe; vezi și tăiței.
- turmeric - plantă, cu gust iute, amărui, utilizată drept condiment în Extremul Orient; altă denumire: zerdiceaf.
- turmix - ustensilă de bar, care se utilizează pentru realizarea de băuturi în amestec prin metoda agitării.
- turnedou (sau turnedó):

- tranșă rotundă de mușchi filé de vacă, sotată sau friptă la grătar;
- carne din mușchi de vită preparată în sos picant.
- tuslama - mâncare preparată din burtă și picioare de vacă.

## U
- ulei de cacao - vezi unt de cacao.
- ulei de cocos - substanță grasă obținută prin presarea miezului uscat al nucii de cocos.
- ulei de pește - ulei extras din ficatul unor specii de pești (Gadus), bogat in vitaminele A și D, utilizat în tratamentul debilității fizice, al rahitismului, etc.
- umami - gust specific produselor bogate în glutamați și care dă o savoare deosebită alimentelor.
- umplutură - preparat culinar care se introduce într-un înveliș comestibil, alcătuind împreună cu acesta o mâncare sau o prăjitură.

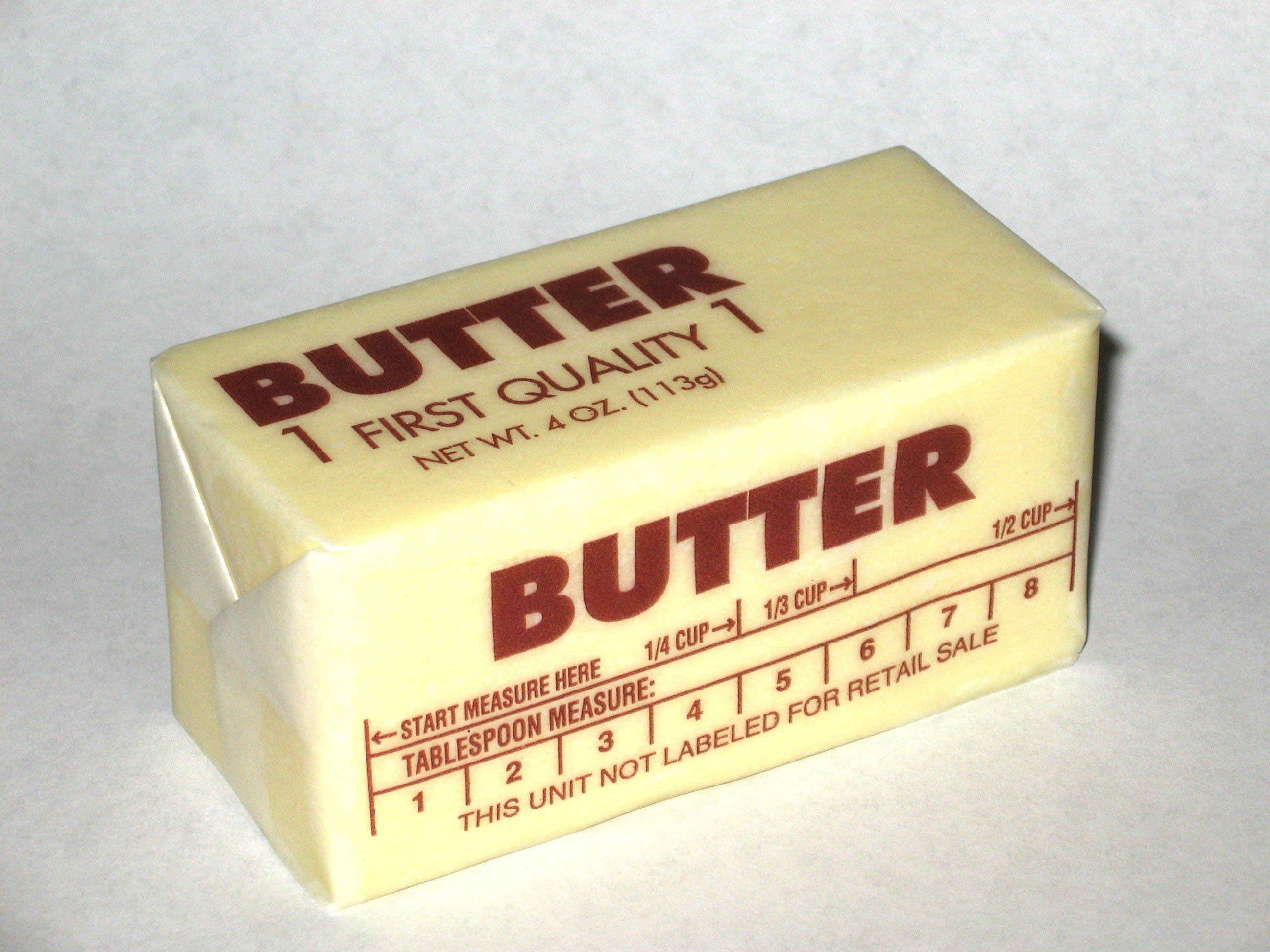
Pachet de unt

- unt - produs alimentar obținut prin aglomerarea globulelor grase din lapte.

- unt de cacao - substanță grasă, de culoare albă-gălbuie, extrasă din pulbere de cacao, care este folosită la fabricarea ciocolatei, în industria farmaceutică, în cosmetică etc.; altă denumire: ulei de cacao.
- unt de cocos - ulei de cocos supus rafinării și dezodorizării, folosit în alimentație.
- unt vegetal - grăsime cu consistență păstoasă, obținută prin presare sau extracție cu solvenți din semințele sau miezul unor fructe (exemple: unt de cocos, unt de cacao, unt de palmier).

- untieră - vas în care se ține și se servește untul.
- untură - grăsime animală topită; osânză de porc.
- urdă - derivat al laptelui (de oaie) care se obține prin fierberea și închegarea zerului gras rămas de la prepararea cașului sau de la alegerea untului.
- usturoi - (Allium sativum) plantă legumicolă bienală cu bulbii și frunzele cu gust usturător și bogate în substanțe nutritive.
- ușor - (despre alimente) care se digeră cu ușurință, care nu cade greu la stomac.

## V
- vafă - foaie crocantă din aluat nedospit, care servește ca foaie de tort, la fabricarea napolitanelor, a cornetelor de înghețată etc.
- valină - aminoacid esențial care participă la sinteza proteinelor; se găsește mai ales în produsele lactate și în pește.
- valoare energetică - capacitatea unui aliment de a oferi energie și aceasta în special prin conținutul de lipide și glucide.
- valoare nutritivă - proprietatea a unui aliment de a satisface necesitățile energetice și de substanțe plastice pentru organism și care depinde de cantitatea și calitatea substanțelor nutritive: proteine, lipide, glucide, elemente minerale și vitamine.
- vanilie - plantă erbacee perenă (Vanilla planifolia) ale cărei fructe sunt întrebuințate pentru conținutul de vanilină.
- vată de zahăr - produs alimentar dulce, pufos, asemănător cu vata, care se obține, prin centrifugare, dintr-o soluție de zahăr; se vinde în comerț înfășurat pe bețișoare de lemn.
- vânătă -  (Solanum melongena) plantă anuală din familia solanaceelor, ale cărei fructe, de culoare în special violetă, au o valoare alimentară ridicată.
- vegan (vegetalian) - persoană care exclude din alimentație toate produsele de proveniență animală, inclusiv produsele lactate și ouăle, fără excepție (vezi și vegetarian).
- vegetarian - persoană care exclude din alimentație toate produsele de proveniență animală, dar poate consuma lactate și ouă (vezi și vegan).
- verdeață - frunze de pătrunjel, mărar, leuștean, țelină etc., folosite în alimentație.
- verdețuri - zarzavaturi sau legume proaspete.
- vesélă - totalitate a recipientelor folosite la pregătirea și/sau servirea mâncării la masă; vase; blide.

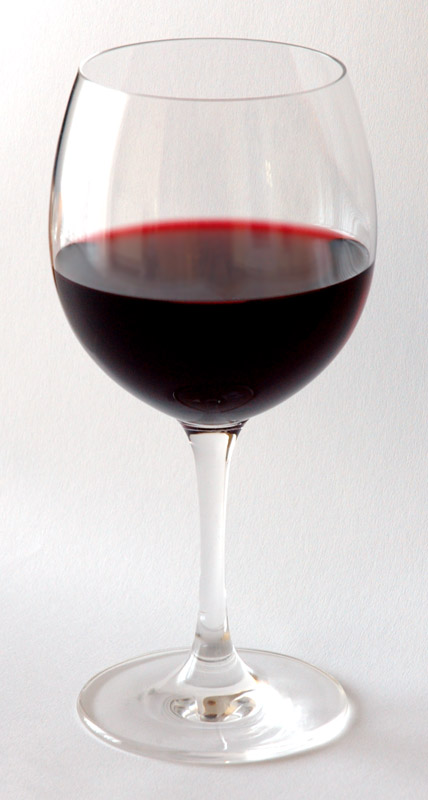
Vin roșu

- vin - băutură alcoolică provenita din fermentarea mustului din struguri.
- vinars - vezi: brandy, rachiu.
- vinegretă - sos pentru salată, preparat cu oțet, ulei, sare etc.
- Virșli - cârnăciori din carne de oaie și de vită, specifici Transilvaniei, care se mănâncă de obicei fierți.
- vitamine - micronutrienți care sunt necesari și indispensabili pentru creșterea și funcționarea normală a organismului, cu un rol important în susținerea unei game largi de funcții biologice.
- vitaminizare:

- îmbogățirea alimentelor cu vitamine;
- operație de adăugare în preparat de gălbenuș de ou, iaurt, verdeață sau suc de lămâie.
- vol-au-vent - aperitiv de foitaj umplut cu carne, pește, ciuperci etc.
- vrăbioară - bucată de carne de vită din regiunea lombară care se prepară friptă.

## W
- wasabi - plantă a cărei rădăcină, cu aromă picantă și puternică, este utilizată drept condiment în Japonia.

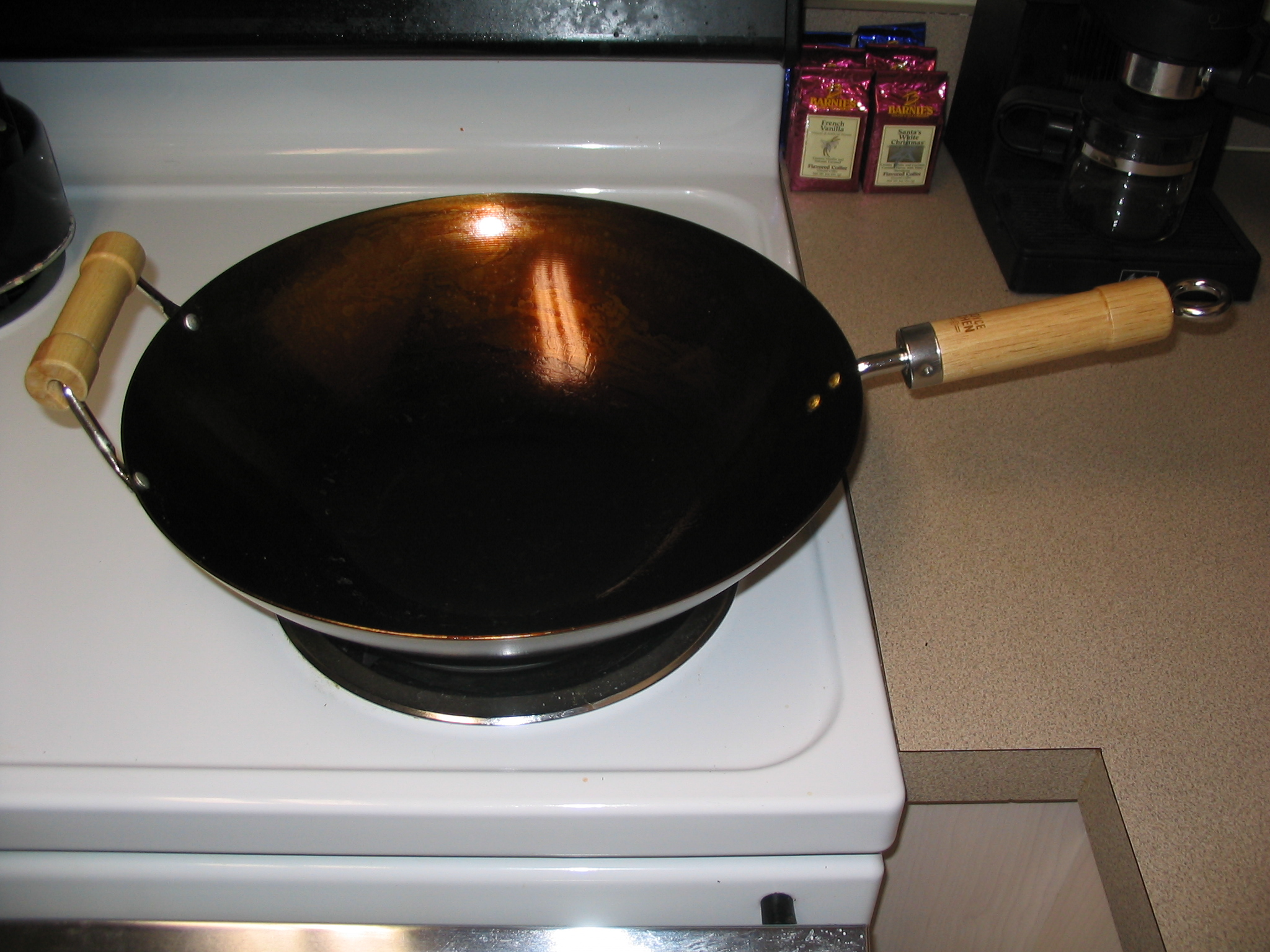
Wok

- wok - recipient pentru gătit specific asiatic, de forma unei tigăi mai adânci cu două mânere.

## X
- Xeres - cunoscut vin spaniol, numit Jerez în țara sa de origine, Xérès în Franța și Sherry în Anglia.

## Z
- zabaglione - desert din bucătăria italiană compus din gălbenuș de ou, zahăr, vin și uneori fructe (altă denumire: sabayon).
- zacuscă - preparat culinar realizat dintr-un amestec de legume, prăjite în ulei, ori din pește cu garnitură de legume, care sunt fierte și ambalate etanș în recipiente de sticlă pentru a fi conservat.
- zaharină - substanță organică solidă, cristalizată, greu solubilă în apă, fără valoare nutritivă, întrebuințată ca înlocuitor al zahărului în alimentația bolnavilor de diabet.
- zaharisire - îngroșare a dulcețurilor, a mierii din cauza cristalizării zahărului pe care îl conține.
- zaharoză - diglucidă care se găsește în cantități mai mari în sfeclă, porumbul zaharat, prune, mere, caise, banane și piersici, fiind cea mai comună formă de zahăr utilizată în alimentație.
- zaharuri - clasă de carbohidrați dulci la gust, care pot proveni din diverse plante, fructe, miere etc.
- zahăr tras - zahăr topit în apă care se fierbe la o temperatură foarte ridicată până devine un sirop foarte gros și apoi se toarnă pe o placă de marmură sau cauciuc siliconic, fiind permisă modelarea numai la cald.
- zaiafet - petrecere cu mâncare, băutură și lăutari.
- za(l)hana - restaurant situat pe lângă o măcelărie unde se servesc preparate măcelărești, de obicei de oaie sau de vită.
- zarzavat - plantă comestibilă cultivată în grădină, de la care se consumă frunzele sau rădăcinile.
- zbârciog - specii de ciuperci comestibile (Morchella), cu pălăria zbârcită, brună-negricioasă sau cenușie-roșcată.
- zdrențe - vezi turmăței.
- zelten - prăjitură cu fructe din regiunea Trentino-Tirolul de Sud, preparată în timpul Crăciunului.
- zer:

- lichid galben-verzui care se separă din lapte, după coagulare, la prepararea brânzeturilor și care este folosit pentru fabricarea lactozei, urdei etc.
- lichid alb și gras care rămâne după prepararea untului; numit și zară.
- zerdiceaf - vezi turmeric.
- zest - coajă de citrice (de lămâie, limetă, portocală) utilizată, sub formă de bucăți mici sau de spirale, la prepararea cocktailurilor.
- zingara - sos format din paprika, roșii, la care se adaugă jambon, limbă afumată și ciuperci.